# Терра Нова (экспедиция)
Британская антарктическая экспедиция 1910—1913 годов (англ. British Antarctic Expedition 1910—1913) на барке «Терра Нова», возглавляемая Робертом Скоттом, имела политическую цель: «достижение Южного полюса, с тем, чтобы честь этого свершения доставить Британской империи». С самого начала экспедиция проходила в условиях полярной гонки с конкурирующей командой Руаля Амундсена. В составе команды Скотта было двое уроженцев Российской империи — Дмитрий Гирев и Антон Омельченко, а также норвежский специалист-лыжник Трюгве Гран. С точки зрения исследовательской и транспортной стратегии и тактики, а также снаряжения, экспедиция была прямым продолжением походов Скотта 1901—1904 годов и Шеклтона 1907—1908 годов.
Экспедиционное судно покинуло Великобританию 16 июня 1910 года, начальник взошёл на его борт в Южной Африке. 29 ноября экспедиция отправилась в южнополярные воды и обосновалась на Острове Росса. С 26 января 1911 года начались санные походы для закладки складов до 80° ю. ш. (однако «Склад одной тонны» располагался в 56 милях от установленной географической точки). В феврале судовая команда «Терра Новы» встретилась с норвежцами в Китовой бухте. В июне — июле 1911 года группа под началом Эдварда Уилсона совершила зимнее путешествие во время полярной ночи для исследования эмбриологии императорских пингвинов на мысе Крозье. Выход первого вспомогательного отряда на крайний Юг состоялся 24 октября 1911 года, во время него предполагалось использование моторных снегоходов, которые быстро вышли из строя и были брошены. Группа Скотта с 10 маньчжурскими пони вышла 1 ноября, однако лошадей пришлось пристрелить и в дальнейшем перетаскивание грузов осуществляли люди. 21 декабря Скотт отпустил группу сопровождения, и к полюсу команда пошла в составе пяти человек (ещё Уилсон, Отс, Бауэрс и Эванс), хотя провиант и снаряжение были рассчитаны на четверых. Вспомогательная группа с трудом вернулась на базу из-за истощения и заболевания цингой. 17—18 января 1912 года группа Скотта побывала на Южном полюсе, где обнаружилось, что норвежцы опередили англичан более чем на месяц. На обратном пути произошло резкое ухудшение самочувствия членов полюсной группы. 17 февраля скончался старшина Эванс. Из-за тяжёлых обморожений, Отс 16 марта в буран покинул палатку, фактически совершив самоубийство. Тело его так и не было найдено. После начала антарктической зимы, оставшиеся люди были блокированы непогодой в 11 милях (18 км) от Склада одной тонны. Последняя запись в дневнике Скотта датирована 29 марта 1912 года. Роберт Скотт, Эдвард Уилсон и Генри Бауэрс, вероятно, умерли вскоре после этого, проведя на антарктическом леднике 144 дня.
Параллельно отряду Скотта действовала исследовательская группа Виктора Кемпбелла, в которую входили геолог Реймонд Пристли, врач Мюррей Левик и три матроса. Команда успешно перезимовала на Мысе Адэр, однако из-за пересечённой местности и неблагоприятной погоды санные походы оказались мало успешными. В январе 1912 года группа Кемпбелла была переброшена на барке «Терра Нова» на Ледник Дригальского, но из-за раннего наступления зимы судно не смогло эвакуировать полярников и они были вынуждены остаться на неподготовленную зимовку. На Неописуемом острове была выкопана снежная пещера, в которой расположились шестеро зимовщиков; основной их пищей было сырое и замороженное мясо тюленей и пингвинов. Не рассчитывая на эвакуацию, Кемпбелл 30 сентября 1912 года выступил на Остров Росса, до которого было 370 км. Благодаря заложенному в предыдущем году на Мысе Роберт провиантскому складу, люди смогли дойти до основной базы 6 ноября в полном составе.
Командование экспедицией после ухода Скотта к полюсу временно принял военный врач Эдвард Аткинсон, который в конце февраля 1912 года отправил для поисков на собачьих упряжках Эпсли Черри-Гаррарда и Дмитрия Гирева. Из-за сильнейшей пурги они были вынуждены вернуться от Склада одной тонны 10 марта. 30 октября группа Аткинсона смогла выйти на поиски команды Скотта на гималайских мулах и 12 ноября обнаружила занесённую снегом палатку с тремя замёрзшими телами. Обнаруженные спустя 8 месяцев после гибели экспедиции дневники сделали Скотта (по выражению Р. Хантфорда) «мифологической фигурой», его слава затмила славу Амундсена-первооткрывателя. С февраля 1913 года экспедицией командовал капитан Эдвард Эванс.
В последней четверти XX века опыт экспедиции Скотта привлёк внимание исследователей, высказавших немалое число критических замечаний по поводу личных качеств лидера и снаряжения похода. Дискуссии продолжаются по сей день.

## Цели и результаты

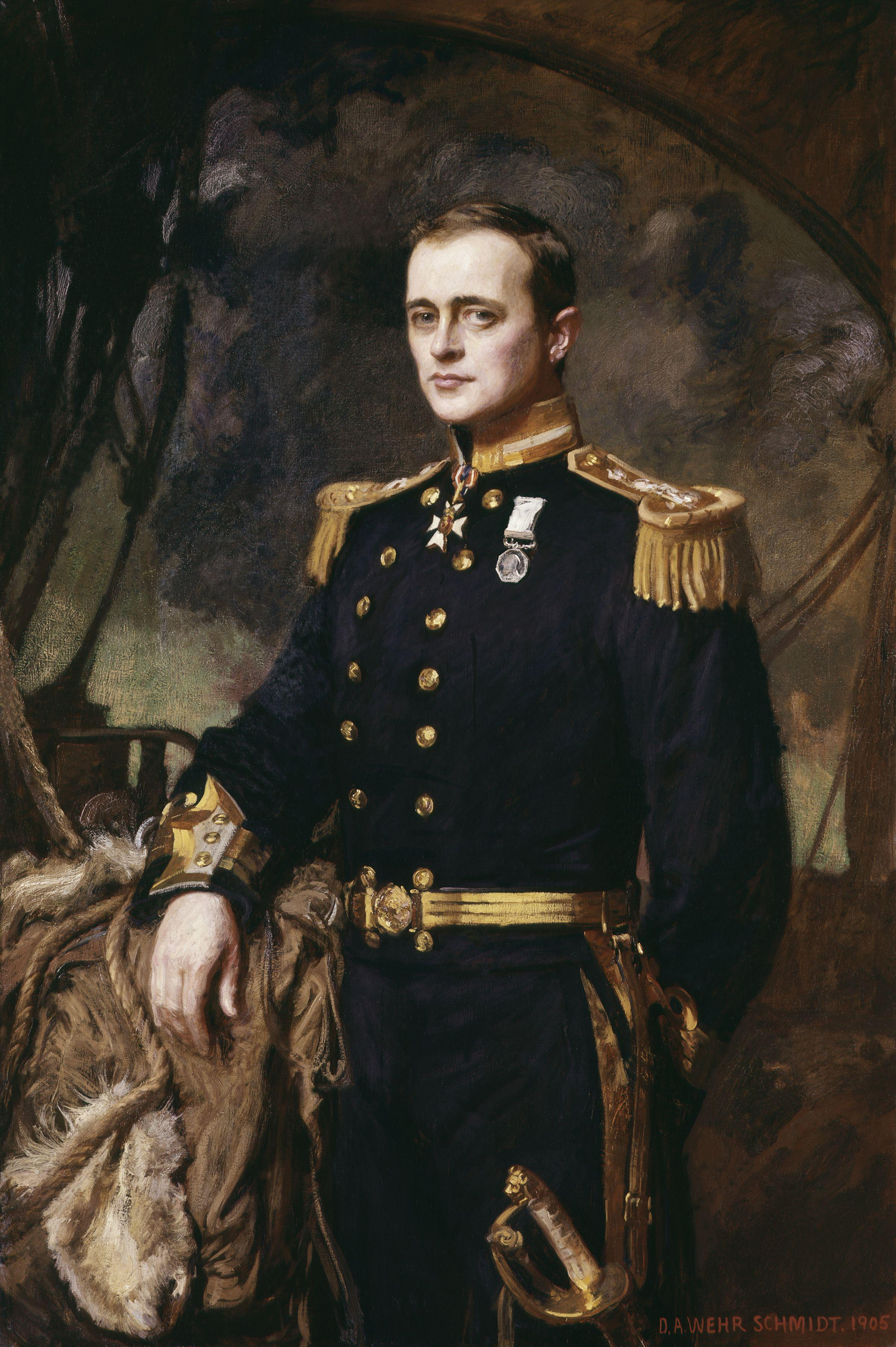
Вершмидт, Даниэль. Портрет Роберта Скотта. 1905, холст, масло, 151,1 × 100,3 см. Национальная портретная галерея (Лондон)

Экспедиция на барке «Терра Нова» была частным предприятием с государственной финансовой поддержкой под патронатом Британского Адмиралтейства и Королевского географического общества. В научном плане она явилась прямым продолжением Британской национальной антарктической экспедиции 1901—1904 годов на корабле «Дискавери». Главной целью экспедиции были научные исследования Земли Виктории, а также восточных отрогов Трансантарктического хребта и Земли Эдуарда VII. Успех Шеклтона в 1908 году (он не дошёл до Южного полюса всего 180 км) и заявления Кука и Пири о покорении ими Северного полюса поставили перед Скоттом в первую очередь политическую задачу — обеспечение первенства Великобритании на крайнем Юге Земли. При этом Скотт считал сектор моря Росса монопольно принадлежащим Великобритании и лично ему, и крайне болезненно реагировал на любые попытки исследований в этом регионе.

### План экспедиции
План экспедиции, обнародованный Скоттом 13 сентября 1909 года, предполагал работу в три сезона с двумя зимовками:
Декабрь 1910 — апрель 1911 годов
Основание базы для зимовки и научных исследований на острове Росса в проливе Мак-Мердо. Отправка автономной исследовательской группы к Земле Эдуарда VII или, по ледовой обстановке, к Земле Виктории. Геологические изыскания в горных отрогах близ базы. Большая часть команды участвует в закладке складов для похода следующей антарктической весной.
Октябрь 1911 — апрель 1912 годов
Главная задача второго сезона — поход к Южному полюсу по трассе Шеклтона. В его подготовке участвует весь персонал, непосредственно в поле работают 12 человек, из них четверо достигают полюса и возвращаются обратно, используя промежуточные склады. Комплексные климатические, гляциологические, геологические и географические исследования.
Октябрь 1912 — январь 1913 годов
Завершение научных исследований, начатых ранее. В случае неудачного похода к полюсу в предыдущий сезон — повторная попытка его достижения по старому плану. В интервью газете «Daily Mail» Р. Скотт заявил, что «если мы не достигнем цели при первой попытке, то вернёмся на базу и повторим её на следующий год. <…> Словом, не уйдём оттуда, пока не добьёмся своего».

### Основные результаты

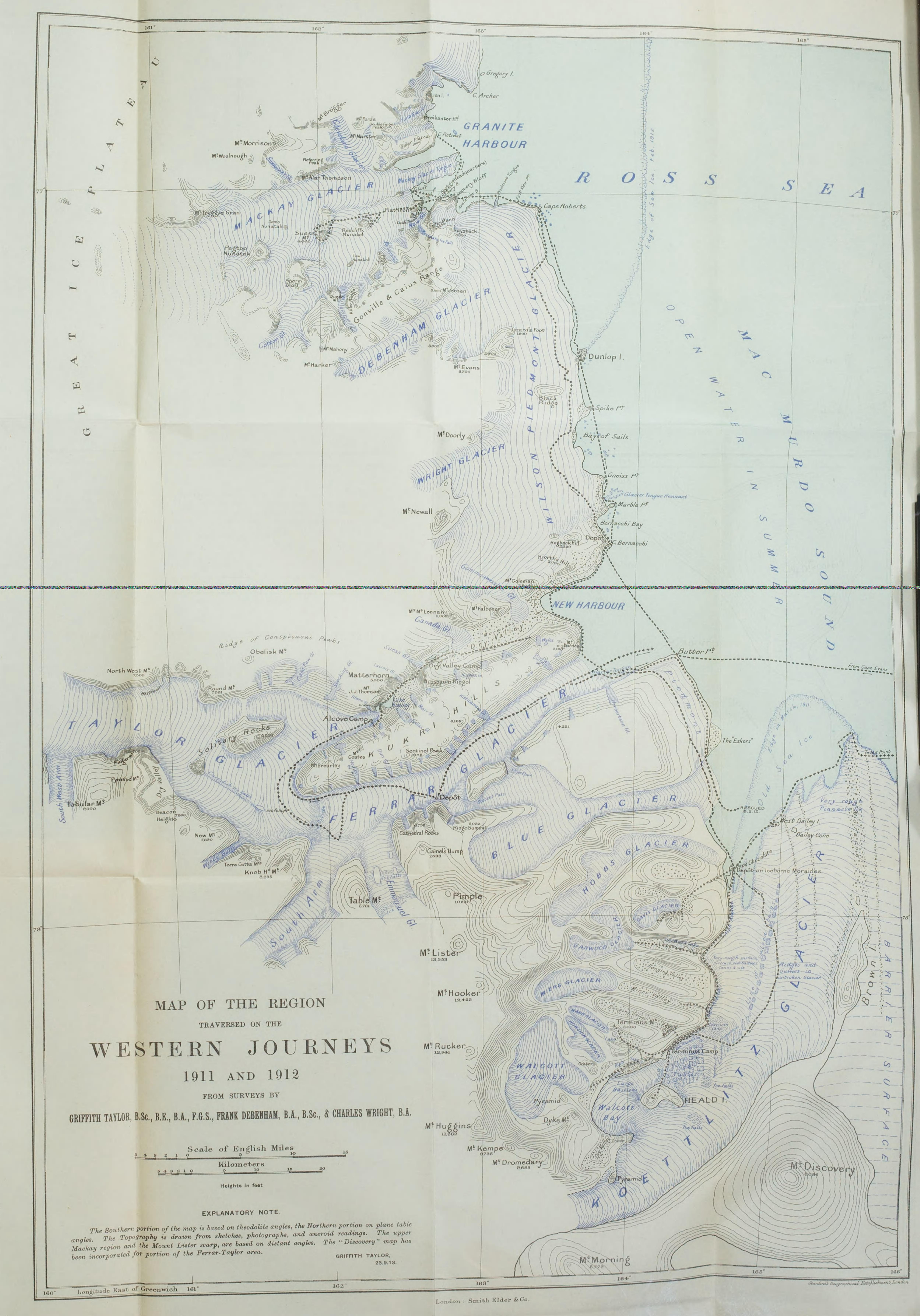
Карта походов геологов экспедиции (Западной партии) в сезон 1911—1912 годов

План был выполнен вплоть до деталей (за вычетом цены его реализации). В научном отношении экспедиция провела большое количество метеорологических и гляциологических наблюдений, собрала множество геологических образцов с ледниковых морен и отрогов Трансантарктических гор. Команда Скотта испытала разнообразные виды транспорта, в том числе моторные сани в полярной обстановке, а также воздушные шары-зонды для исследований атмосферы. Научные исследования возглавлялись Эдвардом Адрианом Уилсоном (1872—1912). Он продолжил исследование пингвинов на мысе Крозье, а также выполнил программу геологических, магнитных и метеорологических исследований. В частности, метеорологические наблюдения, сделанные экспедицией Скотта, при сопоставлении с данными Шеклтона и Амундсена позволили сделать вывод о наличии у Южного полюса в летний период антарктического антициклона.
Политическая задача экспедиции прямо не была выполнена. Особенно жёстко об этом рассуждали норвежцы, в частности, брат Руаля Амундсена — Леон писал в 1913 году:

«…Экспедиция (Скотта) организовывалась способами, не внушающими доверия. Мне кажется… все должны радоваться, что ты уже побывал на Южном полюсе. Иначе… мгновенно собрали бы новую британскую экспедицию для достижения той же цели, скорее всего ничуть не изменив методику похода. В результате катастрофа следовала бы за катастрофой, как это было в случае с Северо-Западным проходом».

Тем не менее, гибель Скотта и первенство Амундсена внесли много проблем в британо-норвежские отношения, а трагедия Скотта в политическом смысле стала символом героизма истинного джентльмена и представителя Британской империи. Аналогичную роль общественное мнение уготовило и Э. Уилсону, который несмотря ни на что тащил с ледника Бирдмора 14 кг окаменелостей. Присутствие полярных экспедиций, а во второй половине XX века — и стационарных баз Британии и субъектов Британского содружества (Австралии, Новой Зеландии) в этом секторе Антарктики стало постоянным.

## Подготовка и снаряжение

### Финансирование
Экспедиция «Терра Нова» поначалу рассматривалась как частная инициатива с весьма ограниченной государственной поддержкой. Скотт заложил бюджет в 40 000 фунтов стерлингов, что значительно превышало бюджеты аналогичных норвежских экспедиций, но было более чем в два раз меньше бюджета экспедиции 1901—1904 годов. Командир судна — лейтенант Эдвард Эванс — писал:

Мы никогда не собрали бы средства, необходимые для экспедиции, если бы подчёркивали только научную сторону дела; многие из тех, кто сделал в наш фонд самые крупные взносы, совершенно не интересовались наукой: их увлекала сама идея похода к полюсу.

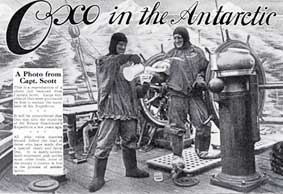
Реклама фирмы пищевых полуфабрикатов Oxo — спонсора экспедиции

В результате национальная подписка, несмотря на призыв лондонской «Таймс», дала не более половины необходимых средств. Деньги поступали малыми суммами от 5 до 30 фунтов стерлингов. Призыв профинансировать Скотта бросил сэр Артур Конан Дойль, заявивший:

…Остался всего один полюс, который должен стать нашим полюсом. И если Южного полюса вообще можно достичь, то… капитан Скотт как раз тот, кто способен на это.

Тем не менее капитал рос очень медленно: Королевское географическое общество (КГО) пожертвовало 500 фунтов стерлингов, Королевское общество — 250 фунтов. Дело сдвинулось с мёртвой точки в январе 1910 года, когда правительство решило предоставить Скотту 20 000 фунтов. Правление КГО неофициально разослало письмо своим членам (которых насчитывалось 3250) с просьбой перечислить посильный взнос «для завершения работы по проникновению в антарктические регионы». Реальная смета расходов экспедиции на февраль 1910 года составила 50 000 фунтов стерлингов, из которых Скотт располагал 32 000. Самой крупной статьёй расходов было экспедиционное судно, аренда которого у зверобойной компании обошлась в 12 500 фунтов стерлингов. Сбор пожертвований продолжался по мере достижения Южной Африки (правительство только что образованного Южно-Африканского Союза предоставило 500 фунтов, лекции самого Скотта принесли 180 фунтов), Австралии и Новой Зеландии. Несмотря на все усилия, экспедиция началась с отрицательным финансовым балансом, и Скотт был вынужден уже в период зимовки просить участников экспедиции отказаться от жалованья на второй год экспедиции. Сам Скотт передал фонду экспедиции как собственное жалованье, так и любые виды вознаграждения, которые будут ему причитаться.
В отсутствие Скотта летом 1911 года кампанию по сбору средств в Великобритании возглавил его давний покровитель сэр Клемент Маркхэм, бывший глава Королевского географического общества. К октябрю 1911 года казначей экспедиции, сэр Эдвард Спейер, уже не мог оплачивать счетов, финансовый дефицит достиг 15 тыс. фунтов стерлингов. 20 ноября 1911 года было опубликовано воззвание о привлечении в фонд Скотта 15 000 фунтов, его написал А. Конан Дойль. К декабрю было собрано не более 5000 фунтов, а министр финансов Ллойд Джордж категорически отказал в дополнительной субсидии.

### «Полярная гонка»

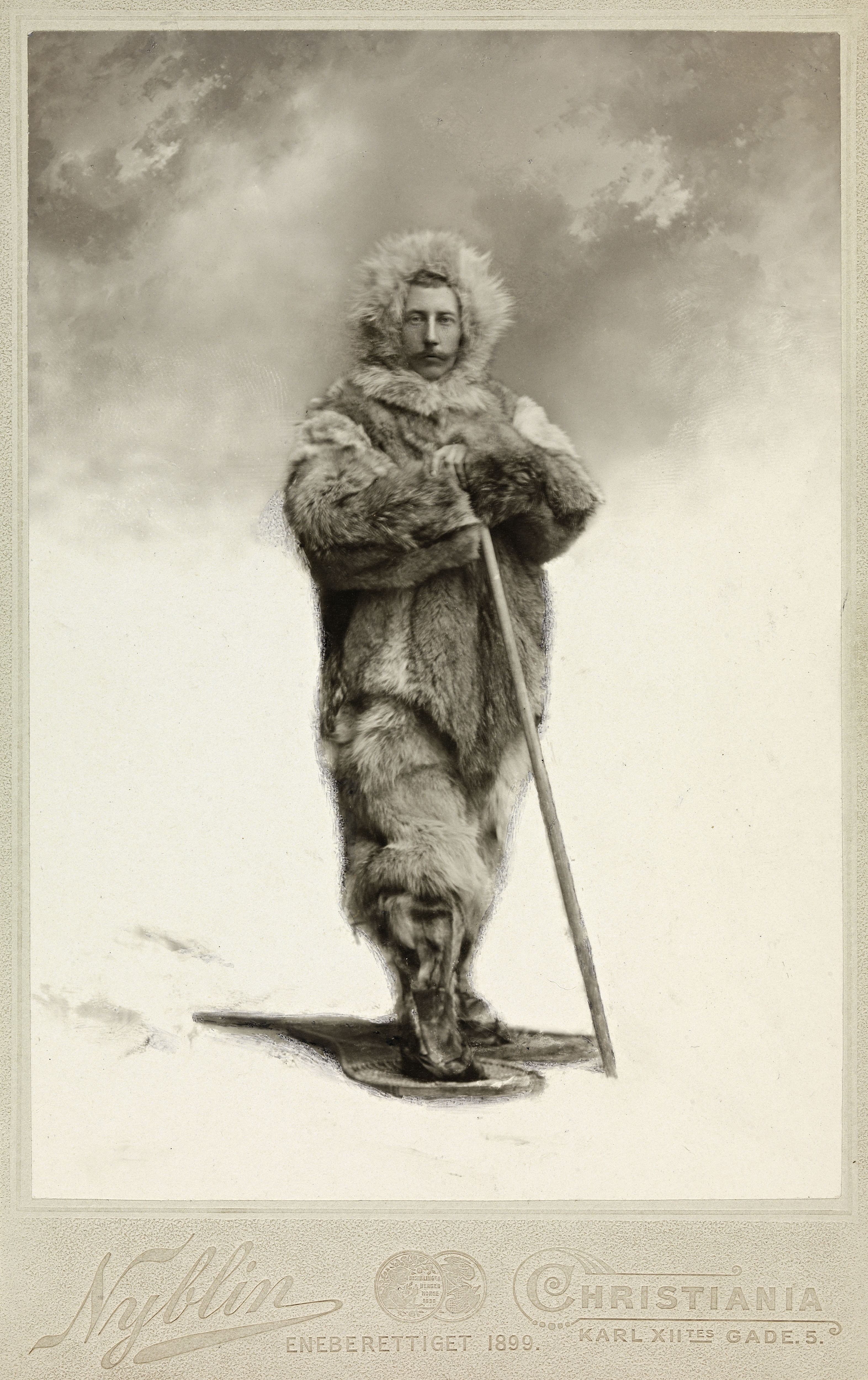
Руаль Амундсен — главный конкурент Скотта

Планы экспедиции Скотта с комментариями известных полярников были опубликованы в газете Daily Mail 13 сентября 1909 года. Термин «полярная гонка» был введён Робертом Пири в интервью, опубликованном в том же номере. Пири заявил:

Можете мне поверить на слово: гонки к Южному полюсу, которые начнутся между американцами и британцами в ближайшие семь месяцев, будут напряжёнными и перехватывающими дыхание. Таких гонок мир ещё никогда не видел.

К этому времени из знаковых географических объектов на Земле непокорённым оставался только Южный полюс: 1 сентября 1909 года Фредерик Кук официально объявил о достижении Северного полюса 21 апреля предыдущего 1908 года. 7 сентября того же года о достижении Северного полюса объявил и Роберт Пири, по его заявлению, это произошло 6 апреля 1909 года. В прессе упорно муссировались слухи, что следующей целью Пири будет Южный полюс. 3 февраля 1910 года Национальное географическое общество официально объявило, что американская экспедиция отправится в море Уэдделла в декабре. Аналогичные экспедиции готовили: во Франции — Жан-Батист Шарко, в Японии — Сирасэ Нобу, в Германии — Вильгельм Фильхнер. Фильхнер, по слухам, планировал переход через весь континент: от моря Уэдделла до полюса, а оттуда по маршруту Шеклтона — к Мак-Мердо. Готовились экспедиции в Бельгии и Австралии (Дуглас Моусон совместно с Эрнестом Шеклтоном). Для Скотта, как он полагал, серьёзными конкурентами могли быть только Пири и Шеклтон, однако Шеклтон в 1910 году предоставил реализацию планов одному Моусону, а Пири отошёл от полярных исследований. Руаль Амундсен в 1908 году объявил о трансарктическом дрейфе от мыса Барроу до Шпицбергена. Во время пасхального визита 1910 года в Норвегию Скотт рассчитывал, что его экспедиция в Антарктиде и арктическая команда Амундсена будут действовать по единому научно-исследовательскому плану. Амундсен не ответил на письма и телеграммы Скотта, а также на его телефонные звонки.

### Команда
Экспедиция была разделена на два отряда: научный — для зимовки в Антарктике — и судовой. Подбором персонала научного отряда руководили Скотт и Уилсон, подбор судового экипажа был возложен на лейтенанта Эванса. Всего было отобрано 65 человек из более чем восьми тысяч кандидатов. Из них шестеро участвовали в экспедиции Скотта на «Дискавери» и семеро — в экспедиции Шеклтона. Боцман Альфред Читэм служил и в экспедиции «Дискавери», и у Шеклтона.
Научный отряд включал двенадцать учёных и специалистов. Научной команды такого типа никогда ещё не было в полярных экспедициях. Роли распределялись так:
- Эдвард Уилсон — врач, зоолог и художник.
- Эпсли Черри-Гаррард — ассистент Уилсона, самый молодой член команды. Включён в состав экспедиции за пожертвование в 1000 фунтов, после того как его кандидатура была отвергнута на конкурсе.
- Т. Гриффит-Тейлор (Австралия) — геолог. По контракту срок его пребывания в экспедиции ограничился одним годом.
- Фрэнк Дебенхэм (Австралия) — геолог.
- Р. Пристли — геолог.
- Джордж Симпсон — метеоролог.
- Эдвард Нельсон — биолог.
- Чарльз Райт (Канада) — физик.
- Сесил Мирз — специалист по ездовым собакам[27]. В марте 1912 года покинул Антарктику.
- Герберт Понтинг — фотограф и кинооператор. В марте 1912 года покинул Антарктику.

Команда Скотта
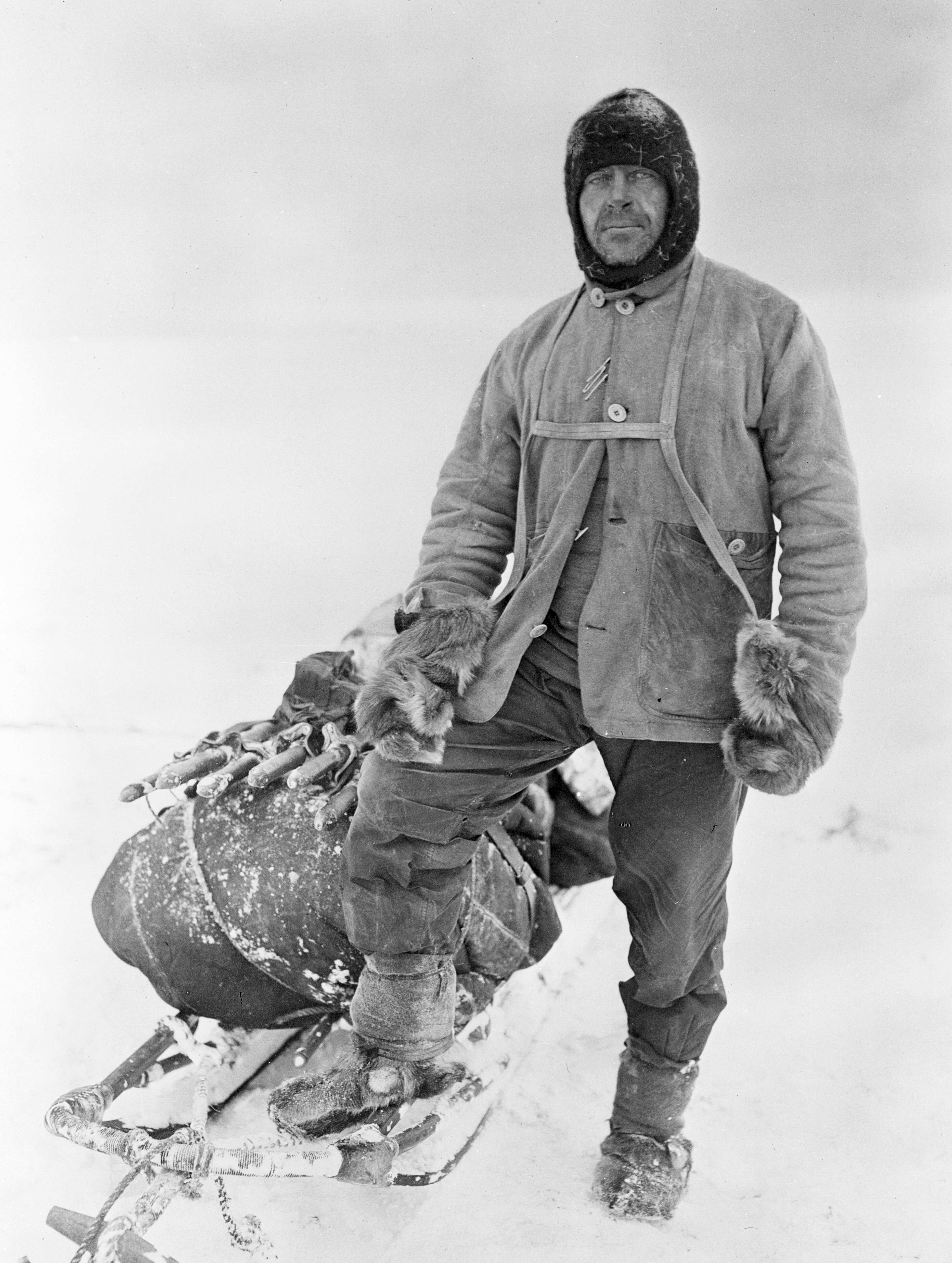
Роберт Скотт в полярном снаряжении
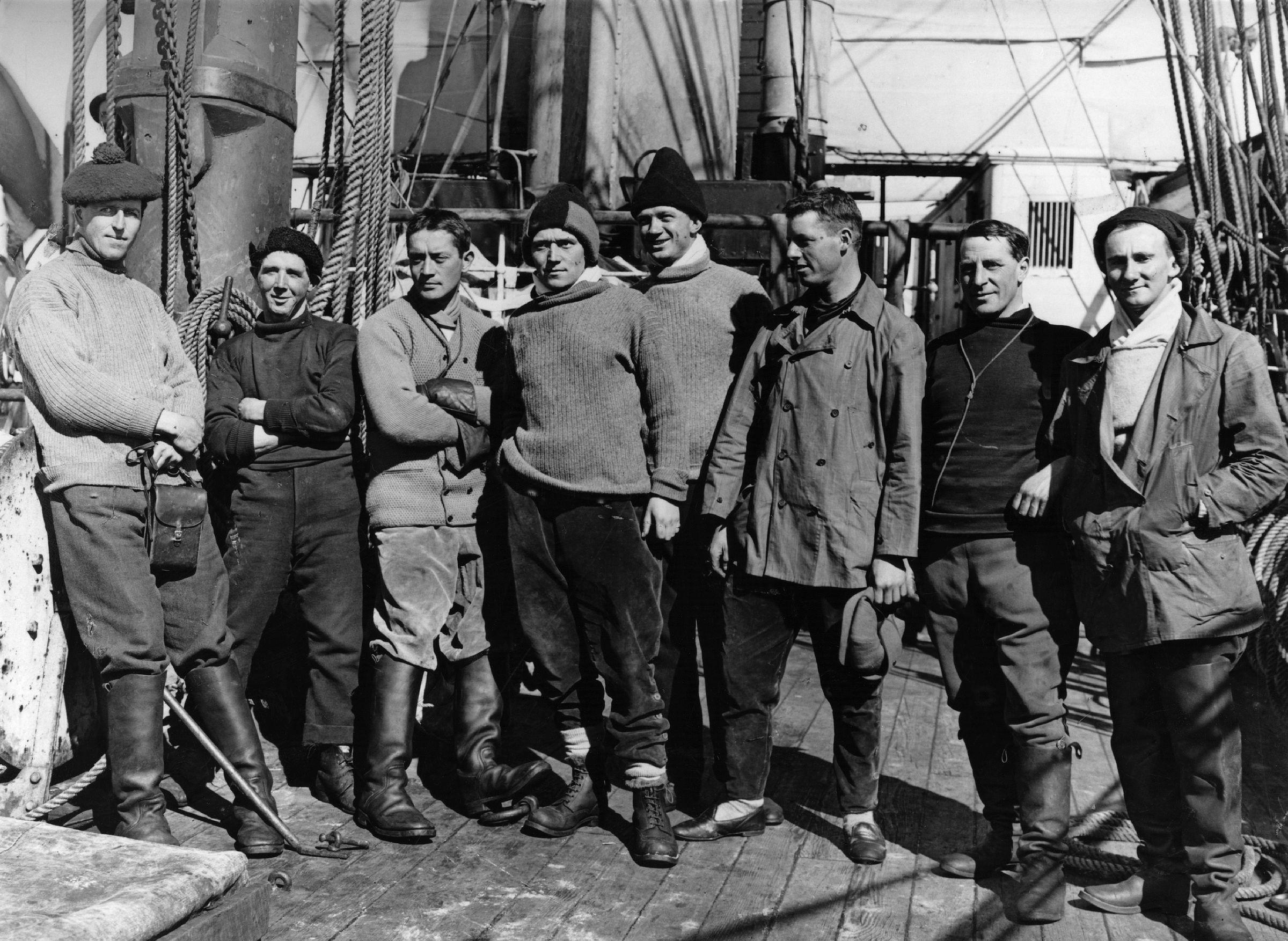
Офицеры на борту «Терра Новы»
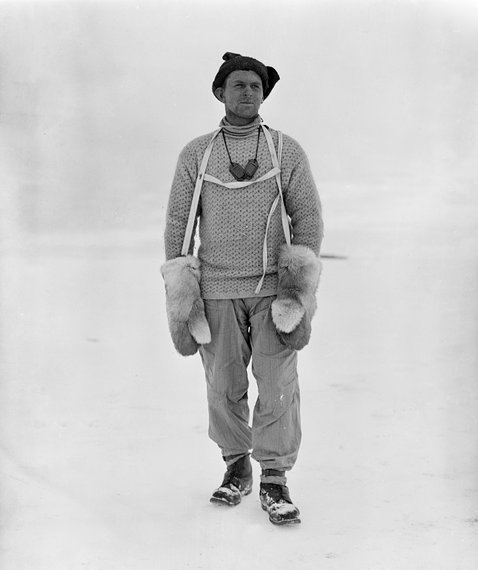
Норвежец Трюгве Гран
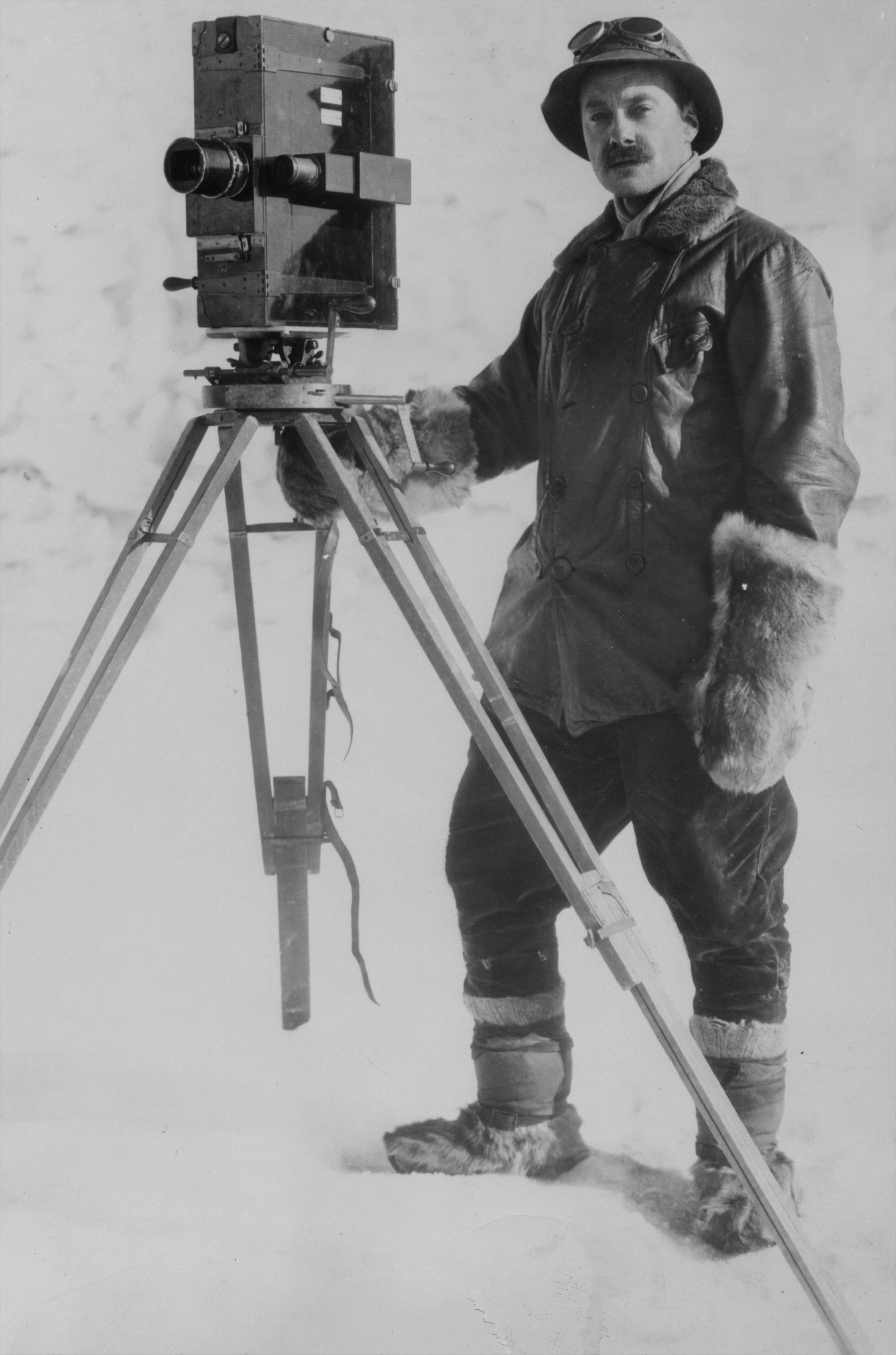
Герберт Понтинг с кинокамерой

В составе команды было много представителей Королевского военно-морского флота (ВМФ) и Королевской Индийской службы. В основном они завербовались в экспедицию по карьерным соображениям, поскольку она позволяла скорейшим образом выслужить ценз, необходимый для повышения в звании и назначении на более выгодные участки службы. Флотские чины поддерживали в экспедиции традиционную субординацию и классовые различия, хотя в условиях полярной экспедиции эти порядки неизбежно ослабевали. При этом капитан Скотт поддерживал традиционный британский стиль руководства. По описанию физика Чарльза Райта, «он был одинок и всемогущ, почти как Бог; царствовал в своей каюте и даже не снисходил до простых матросов. Все распоряжения передавались через офицеров и ожидалось немедленное их исполнение, даже без дополнительных вопросов». Планы никогда не обсуждались с посторонними.
- Виктор Кемпбелл — лейтенант ВМФ в отставке, старший помощник на «Терра Нова», стал руководителем так называемой Северной партии на Земле Виктории.
- Гарри Пеннелл — лейтенант ВМФ, штурман «Терра Нова».
- Генри Ренник — лейтенант ВМФ, главный гидролог и океанолог.
- Г. Мюррей Левик — судовой врач в звании лейтенанта.
- Эдвард Аткинсон — судовой врач в звании лейтенанта, исполнял обязанности командира зимовочной партии с декабря 1911 года. Именно он произвёл освидетельствование найденных останков Скотта и его спутников.

В состав полюсного отряда также вошли:
- Генри Р. Бауэрс — лейтенант Королевского ВМФ Индии
- Лоуренс Отс — капитан 6-го Иннискиллингского драгунского полка. Специалист по пони, вошёл в состав экспедиции, внеся в её фонд 1000 фунтов.
- Эдгар Эванс — квартирмейстер Королевского военно-морского флота Великобритании.

Из иностранцев в составе экспедиции Скотта участвовали:
- Омельченко, Антон Лукич (Российская Империя) — конюх экспедиции. Скотт называет его в дневниках просто «Антон». Прошёл с полюсной командой до середины ледника Росса, по истечении срока контракта вернулся в Новую Зеландию в феврале 1912 года.
- Гирев, Дмитрий Семёнович (Российская Империя) — каюр (погонщик собак). Скотт писал его имя в дневнике как Demetri Gerof. Сопровождал экспедицию Скотта до 84° ю. ш., затем с большей частью экспедиции оставался в Антарктиде и участвовал в поисках группы Скотта.
- Йенс Трюгве Гран (Норвегия) — каюр и специалист-лыжник. Включён в состав команды после визита Скотта в Норвегию по настоянию Фритьофа Нансена. Несмотря на отсутствие взаимопонимания и конфликты с главой экспедиции, проработал до её окончания[29].

Команда, преимущественно, состояла из молодых людей. Самым старшим был 42-летний Роберт Скотт, затем следовал 40-летний оператор Понтинг. Офицерам и учёным было, в среднем, около 30 лет; самыми молодыми были 21-летний Трюгве Гран и 24-летний Эпсли Черри-Гаррард.

### Снаряжение и транспорт

Образцы снаряжения в экспедиции
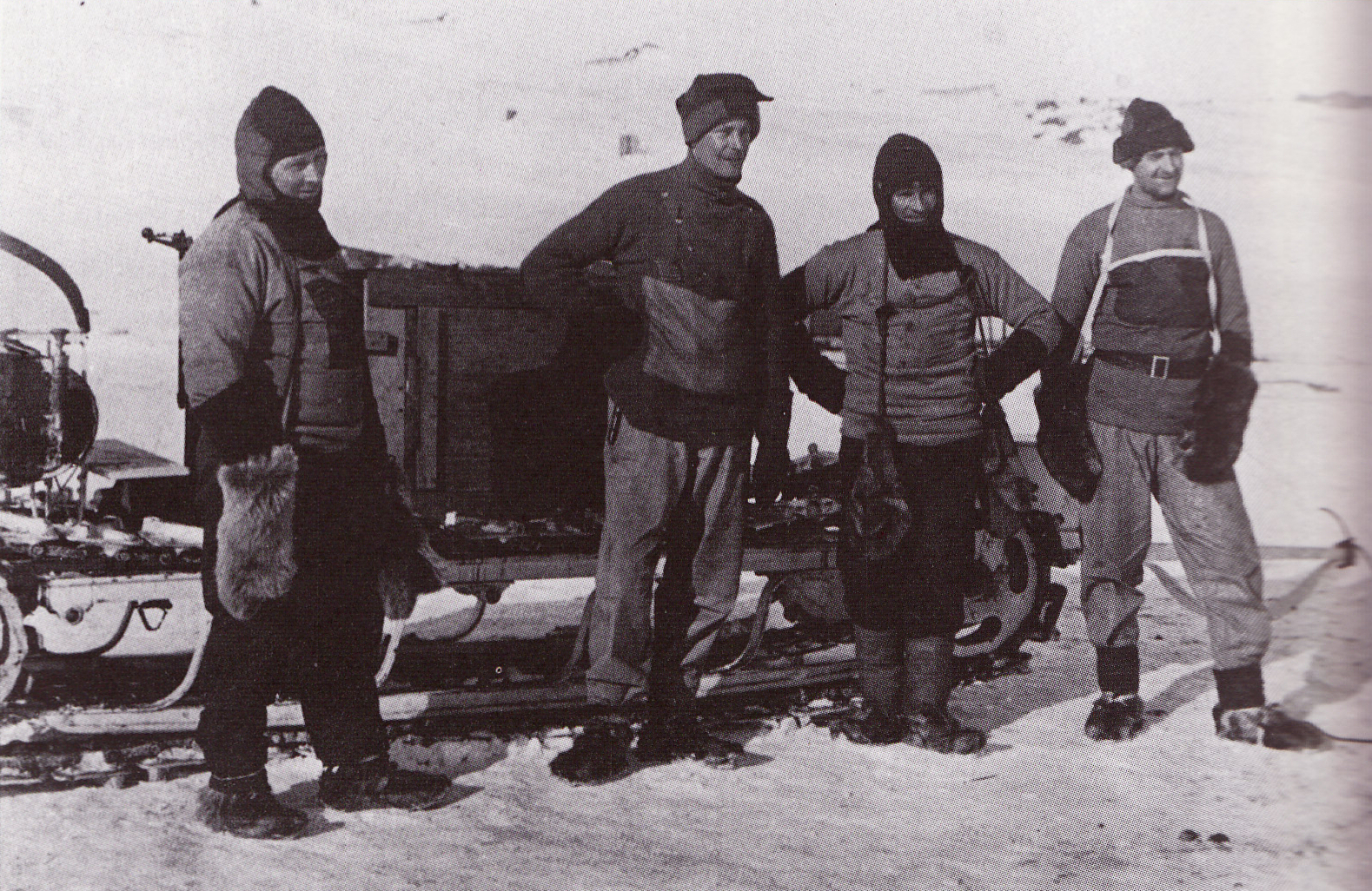
Механик Лэшли с коллегами на фоне снегохода
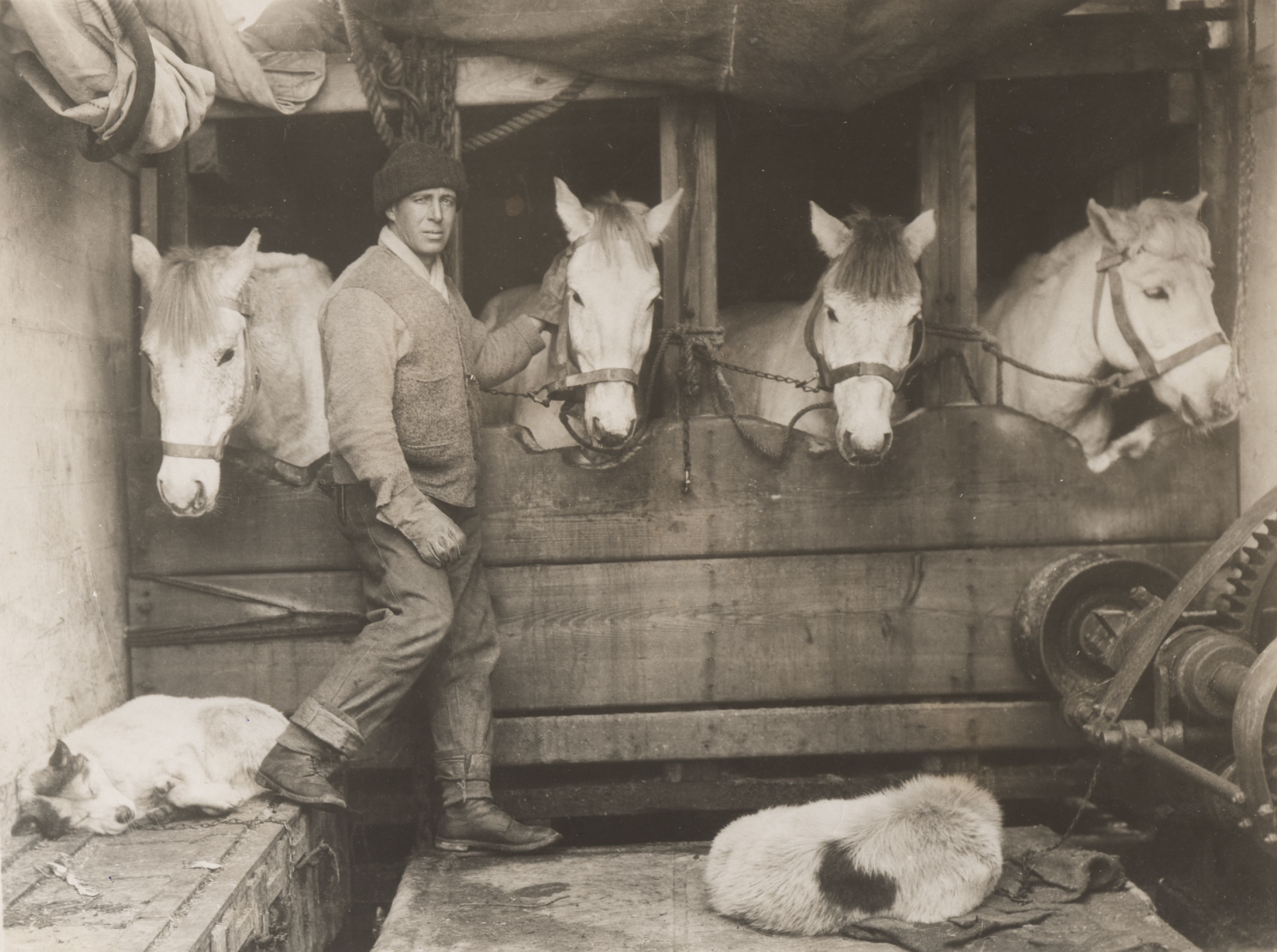
Лоуренс Отс в конюшне на борту «Терра Нова»
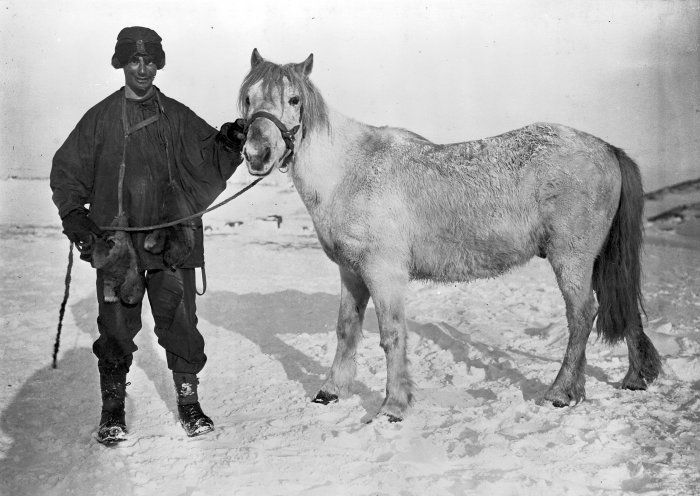
Черри-Гаррард с пони по кличке Майкл
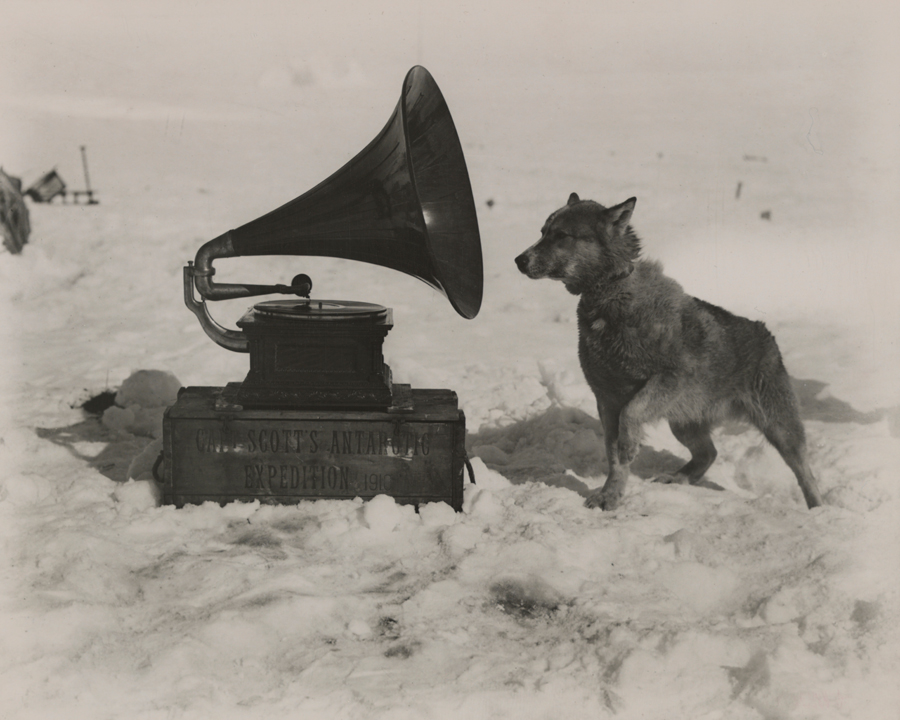
Граммофон с логотипом экспедиции и ездовой пёс Крис

Изначально Роберт Скотт рассчитывал задействовать полярный корабль «Дискавери», специально построенный для его антарктической экспедиции 1901—1904 годов; но при этом экспедиционная база должна была располагаться на изученном побережье Моря Росса. Заброшенное судно стояло в Ост-Индских доках; рядом располагалась и «Терра Нова». Всеми работами по оснащению экспедиции руководили лейтенанты Эдвард Эванс и Виктор Кемпбелл: Эванс занимался ремонтом и оборудованием экспедиционного суда. Кемпбелл (в его команду также вошли Гарри Пеннелл и Генри Ренник, а затем Генри Бауэрс) занимались остальным снаряжением, причём на его покупку, приём и загрузку у них было всего шесть недель. Скотт решил использовать триаду тягловых средств: моторные сани, маньчжурских лошадей и ездовых собак. Пионером использования пони и моторных средств в Антарктике был Шеклтон, который убедился в практической малополезности и того, и другого. К собакам Скотт относился крайне отрицательно, его дневники полны жалоб на сложности обращения с этими животными. Впрочем, Скотт, как и в походе 1902 года, более всего полагался на мускульную силу и силу духа человека. Мотосани довольно плохо зарекомендовали себя на испытаниях в Норвегии и Швейцарских Альпах: постоянно ломался двигатель, а собственный вес продавливал снег на глубину не менее фута. Тем не менее, Скотт упорно отвергал советы Нансена и взял в экспедицию трое моторных саней.
Существенной частью снаряжения были 19 низкорослых маньчжурских лошадей (члены команды называли их «пони») белой масти, доставленных к октябрю 1910 года в Крайстчерч, Новая Зеландия. Собак было доставлено 33, вместе с русскими каюрами. Конюшни и собачьи будки были возведены на верхней палубе «Терра Нова». Фураж составляли 45 тонн прессованного сена, 3—4 тонны сена для немедленного употребления, 6 тонн жмыха, 5 тонн отрубей. Для собак было взято 5 тонн собачьих сухарей, при этом Мирз утверждал, что потребление собаками тюленины вредно.
Фирма British and Colonial Airplane Company предложила экспедиции самолёт, однако Скотт отказался от этого опыта, заявив, что сомневается в пригодности авиации в полярных исследованиях. Для связи между исследовательскими отрядами в главной базе Мак-Мердо и на Земле Эдуарда VII Скотт рассчитывал использовать радиотелеграфию. Изучение этого проекта показало, что на «Терра Нова» радиопередатчики, приёмники, радиомачты и прочее оборудование просто не найдут себе места из-за громоздкости. Тем не менее, National Telephone Company в рекламных целях предоставила Скотту несколько телефонных аппаратов для базы Мак-Мердо.
Основные запасы провианта были приняты в Новой Зеландии и явились подарками местных жителей. Так, было прислано 150 замороженных овечьих туш и 9 бычьих, мясные консервы, сливочное масло, консервированные овощи, сыр и сгущённое молоко. Одна из ткацких фабрик изготовила специальные шапки с эмблемой экспедиции, вручённые каждому её члену вместе с экземпляром Библии. Роланд Хантфорд отмечал, что при постоянном финансовом дефиците на экспедиционном судне оборудовали дорогостоящий ледник для баранины, «чтобы везти её в Антарктику с её бесчисленным поголовьем тюленей».

## Деятельность основного отряда экспедиции

### Первый этап: 1910—1911 годы

#### Плавание от Великобритании к Антарктиде

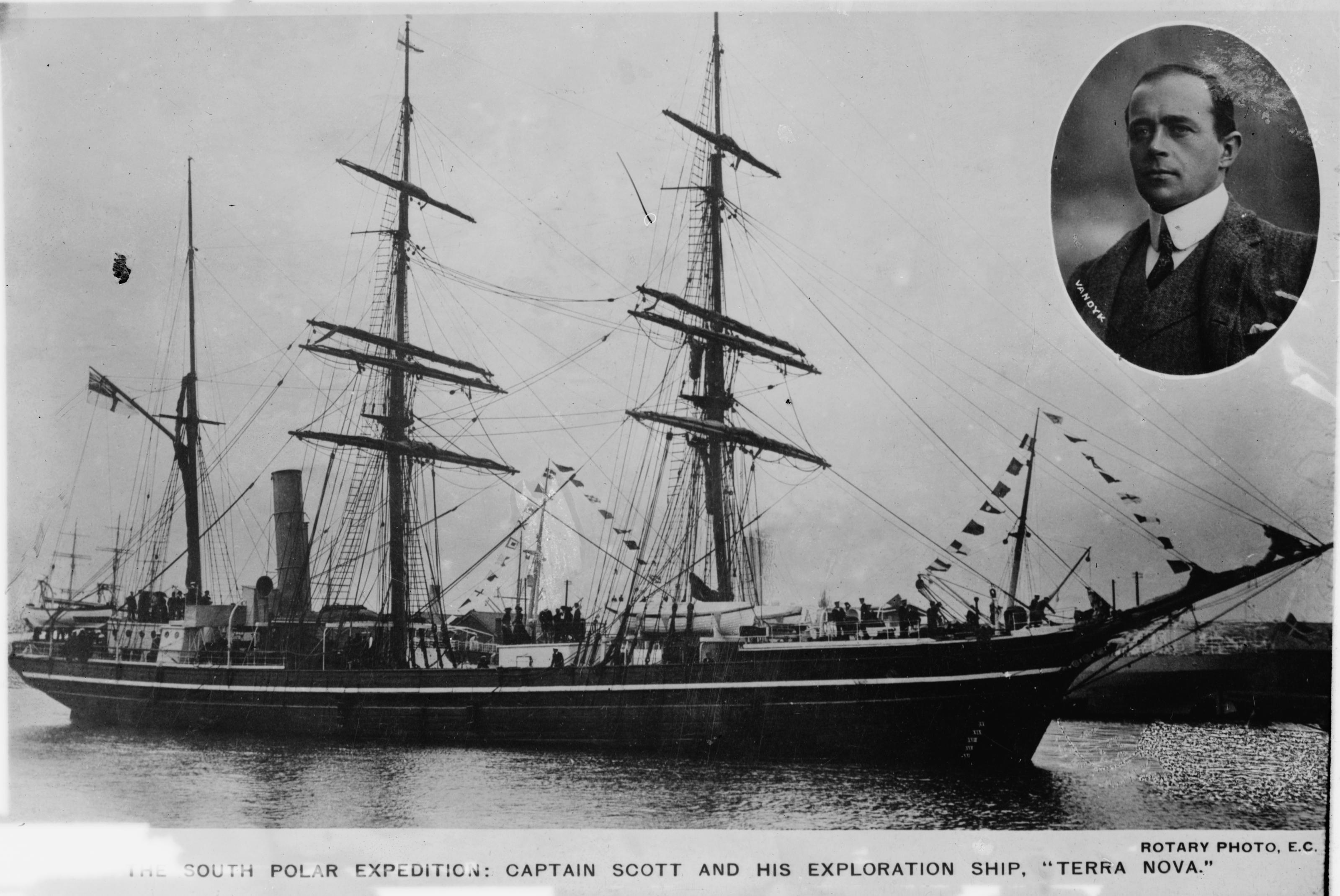
«Терра Нова». Фото Г. Понтинга

1 июня экспедиционное судно покинуло Лондон, направляясь в Кардифф, где предстояло запастись топливом; поскольку делались остановки почти в каждом порту по пути, поход занял две недели. «Терра Нова» отбыла в Атлантический океан 15 июня 1910 года. Скотта на борту не было: отчаянно борясь за финансирование экспедиции, а также с бюрократическими препонами (барк пришлось регистрировать как яхту), он взошёл на борт своего судна только в Кейптауне. В статусе яхты было преимущество, поскольку судовой груз не подлежал досмотру и ограничениям, установленным Советом по торговле. Океанский переход показал недостатки экспедиционного корабля: «Терра Нова» протекала во время штормов и ливней, изнуряя команду работой на ручных помпах, а её паровые котлы потребляли слишком много топлива — до 8 тонн в сутки. Во время перехода пассажиров и научную команду привлекали к участию в авралах, главным образом, по откачке воды и перегрузке угля из трюма. Для пополнения запасов топлива и воды пришлось совершать заходы на Мадейру (23 июня) и Тринидад (26 июля). Были и моменты разрядки: 15 июля традиционно отметили пересечение экватора и провели праздник Нептуна: старшина Эванс был Нептуном, Браунинг — Амфитритой, а Отс и Аткинсон исполнили роли полярных медведей. В Саймонстауне (куда пришли 15 августа) Р. Скотт сообщил лейтенанту Кемпбеллу, что намерен высадить его с группой исследователей на Земле Эдуарда VII, куда предстояло пройти из Китовой бухты, обследованной англичанами ещё в 1902 году.
Барк прибыл в Мельбурн 12 октября 1910 года после 40-дневного океанского перехода, там была получена телеграмма брата Руаля Амундсена — Леона: «Имею честь сообщить „Фрам“ направляется Антарктику. Амундсен». Сообщение оказало на Скотта самое тягостное действие; он растерялся до такой степени, что вызвал к себе норвежца Трюгве Грана, чтобы посоветоваться. Гран рекомендовал направить телеграмму Нансену с просьбой о разъяснениях, но был получен ответ: «Не в курсе дела». На пресс-конференции Скотт заявил, что не позволит жертвовать научными результатами ради полярной гонки. Местные газеты писали:

В отличие от некоторых исследователей, словно сгибающихся под бременем того, что их ждёт, он держится весело и бодро. В Антарктику он отправляется с таким настроением, словно человек, которому предстоит приятное свидание.

Если в Австралии и Новой Зеландии пресса и публика с пристальным вниманием следили за ходом экспедиции, то в Лондоне планы Скотта были совершенно перечёркнуты ажиотажем вокруг дела доктора Криппена. Профессор Эджворт Дэвид убедил правительство Австралии выделить экспедиции дополнительный грант и рекомендовал геолога Сиднейского университета Реймонда Пристли, который вошёл в состав команды. Когда он взошёл на борт, то больше всего поразил команду своим нарядом: он носил чёрную рубашку, алую шапку с кистями, брюки для крикета, а от профессора Дэвида ему досталась шуба и полярные ботинки.
16 октября «Терра Нова» отплыла в Новую Зеландию, Скотт остался с женой в Австралии улаживать дела, отплыв из Мельбурна 22 октября. В Веллингтоне его встречали 27-го. К тому времени «Терра Нова» принимала запасы в Порт-Чалмерсе. В Литтелтоне была сделана попытка устранить протечку корпуса, для чего пришлось мобилизовать команду для полной разгрузки трюмов. Ящики со снаряжением группы Кемпбелла были маркированы зелёной полосой, а группы Скотта — красной. Пока было свободное время, под руководством корабельного плотника Дэвиса заново собрали экспедиционную хижину и конюшню, разметив каждую часть, и вновь разобрали их. Из Владивостока прибыли также Антон Омельченко с пони, Дмитрий Гирев и Сесил Мирз с ездовыми собаками (их сопровождал Уилфред Брюс — шурин капитана Скотта). С цивилизацией экспедиция распрощалась 29 ноября 1910 года. Барк был чрезмерно перегружен: три контейнера со снегоходами и четверо пони расположились на верхней палубе, прочих лошадей разместили в жилой палубе, стесняя людей, вдобавок, навозная жижа и моча растекались по всем палубам. Дополнительный груз корма для лошадей поместили в водяные цистерны, уменьшив запасы пресной воды. 1 декабря «Терра Нова» попала в зону сильнейшего 36-часового шторма, приведшего к большим разрушениям на судне: плохо закреплённые на палубе мешки с углём и баки с бензином действовали как тараны. Пришлось сбросить с палубы 10 тонн угля. Судно легло в дрейф, однако оказалось, что трюмные помпы засорены и не в состоянии справиться с непрерывно черпаемой судном водой. Пришлось срочно прорубать переборку, чтобы облегчить труд людей, вёдрами вычерпывающими десятки тонн воды. В результате шторма издохли два пони, одна собака захлебнулась в потоках воды, пришлось слить в море 65 галлонов бензина. 9 декабря начали встречать паковые льды, 10 декабря пересекли Южный полярный круг.
Далее барк на трое суток был блокирован в ледовом поле, чем воспользовались Мирз и Гирев: они спустили свору ездовых собак и запрягли их в нарты. Гран надел лыжи и преподал англичанам первые уроки ходьбы на них, но его примеру последовал только доктор Левик, который заработал приступ снежной слепоты. Капитан Скотт и лейтенанты Кемпбелл и Эванс впряглись в сани с грузом 320 фунтов (145 кг) и попытались их буксировать. Для прохождения 400-мильной полосы пакового льда потребовалось 30 суток (в 1901 году на это понадобилось 4 суток). Было истрачено много угля (61 тонна из 342, имевшихся на борту) и провианта. 1 января 1911 года увидели сушу: это была гора Сабин хребта Адмиралти в северо-восточной части Земли Виктории. Острова Росса экспедиция Скотта достигла 4 января 1911 года. Место зимовки было названо мысом Эванс в честь командира судна.

#### Высадка

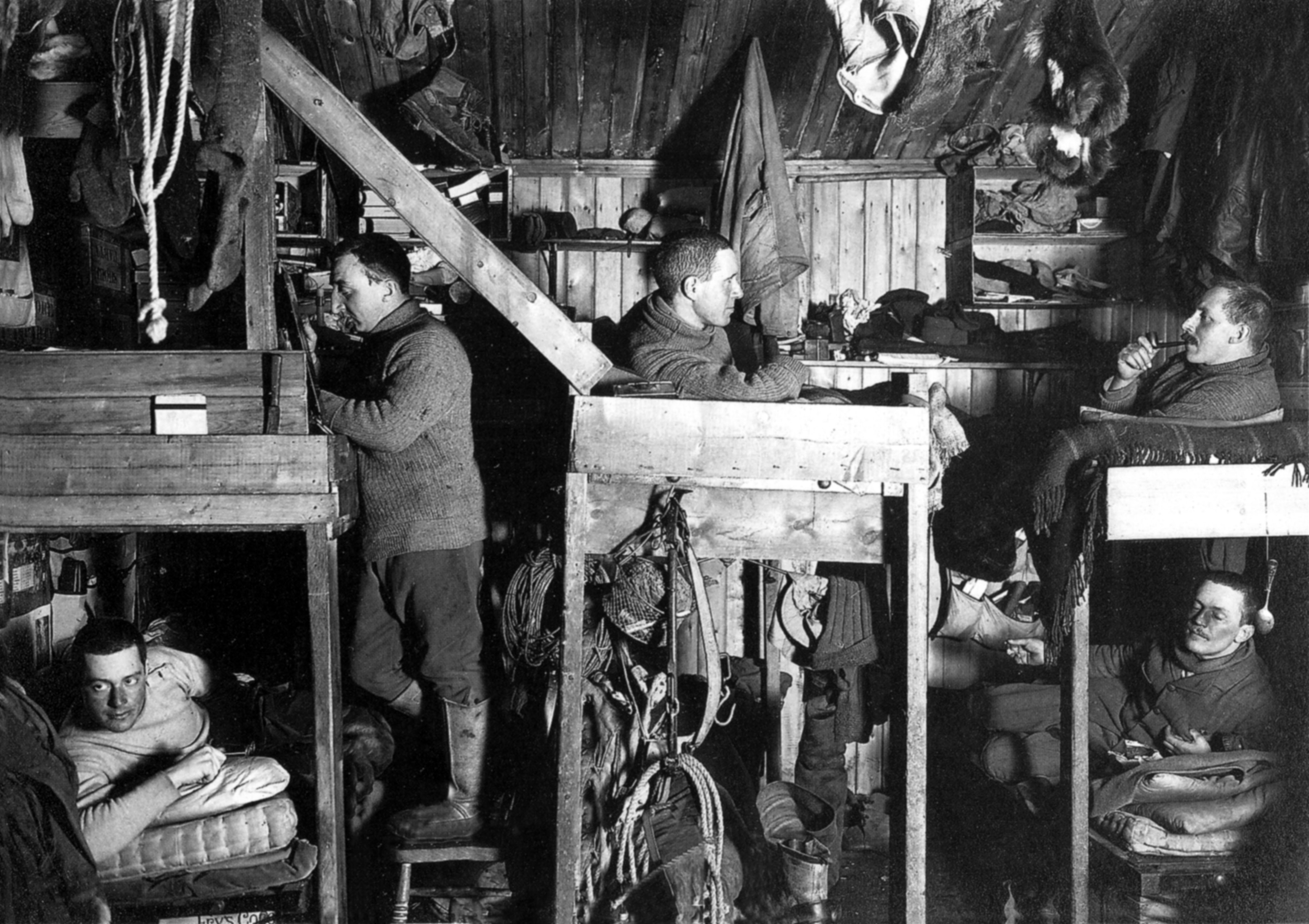
Интерьер офицерского отсека хижины Скотта. Фото Герберта Понтинга. Слева направо: Черри-Гаррард, Бауэрс, Отс, Мирз, Аткинсон

Первым делом на берег были высажены 17 уцелевших лошадей и сгружены двое моторных саней, на них возили провиант и оборудование. После четырёх дней разгрузочных работ, 8 января, было решено включить в работу третьи моторные сани, которые провалились сквозь непрочный лёд бухты под собственной тяжестью. Первые дни экспедиции Роберт Скотт описал в 32-страничном письме к жене, из которого следует, в частности, что он испытывал недомогание. Будучи заядлым курильщиком, он страдал хроническим бронхитом, а попытка бросить курить вызвала ещё более неприятные последствия. Начальник откровенно писал, почему не захотел обосноваться на мысе Ройдс — «это место навсегда опоганено Шеклтоном». Учёных также задействовали на разгрузке: Пристли, Кемпбелл и доктор Левик, которые не должны были оставаться на мысе Эванса, только за один день совершили 10 санных поездок, перевезя за это время 5 тонн грузов. Кемпбелл отвечал за выемку груза из трюма, а лейтенант Эванс — за его приём на береговой базе. Люди от непривычки обгорали на полярном солнце; поражённых снежной слепотой ставили на работу в трюм. Кроме того, участникам Восточной партии пришлось грузить на «Терра Нову» 30 тонн вулканических камней, чтобы не пострадала остойчивость судна.
К 18 января был подведён под крышу экспедиционный дом размерами 15 × 7,7 м. Скотт писал:

Наш дом — самое комфортабельное помещение, какое только можно себе представить. Мы создали для себя чрезвычайно привлекательное убежище, в стенах которого царит мир, спокойствие и комфорт. К такому прекрасному жилищу не подходит название «хижины» (англ. hut), но мы остановились на нём, потому что не могли придумать другого.

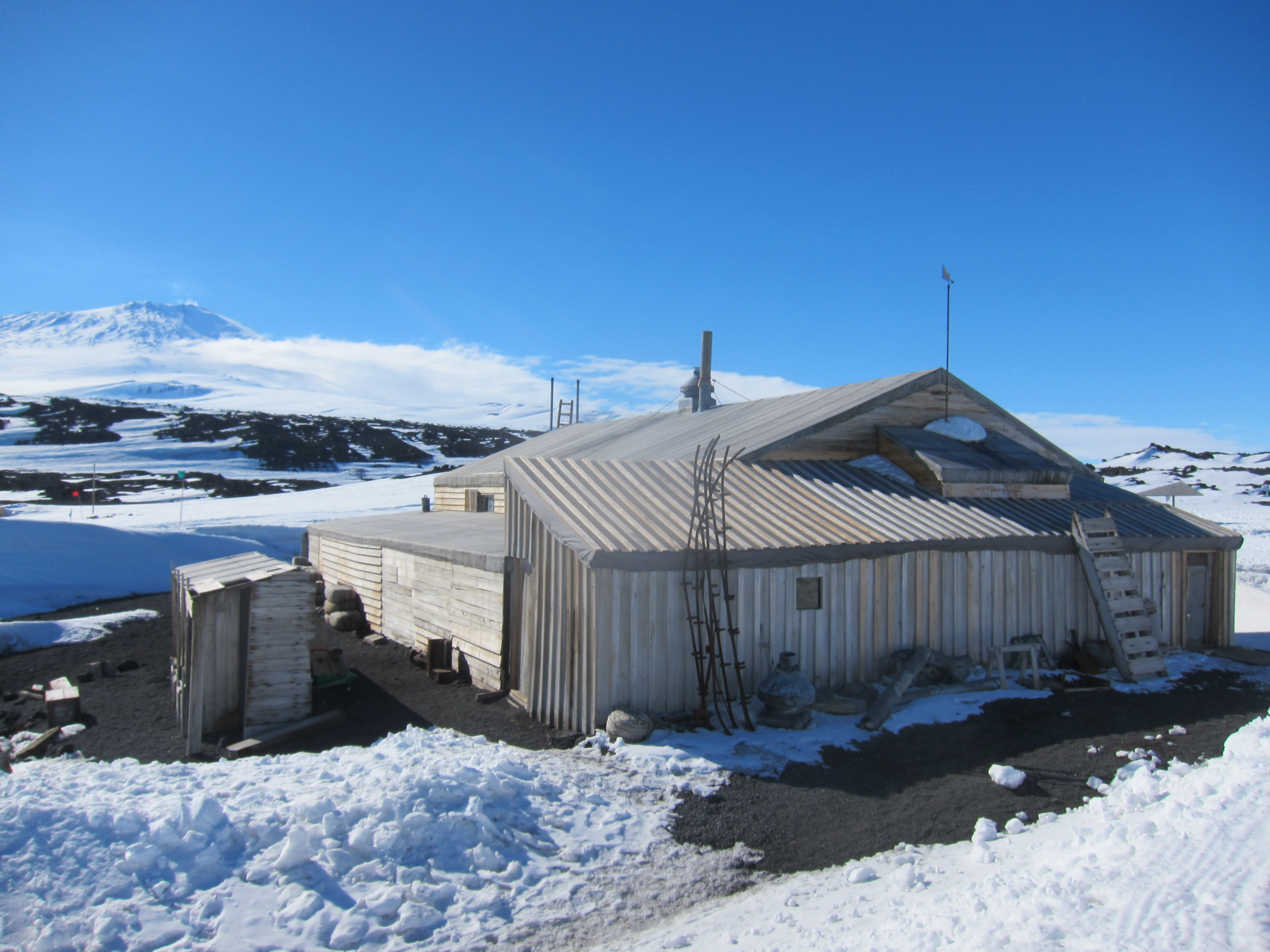
Хижина Скотта с пристройками в ноябре 2012 года

Дом был деревянным, между двумя слоями дощатой обшивки была изоляция из сушёных морских водорослей. Крыша — из двойного рубероида, также изолированная морской травой. Двойной деревянный пол был покрыт войлоком и линолеумом. Освещался дом ацетиленовыми горелками, газ для которых вырабатывался из карбида (освещением заведовал Дэй). Для уменьшения потерь тепла печные трубы были протянуты через всё помещение, однако полярной зимой в доме поддерживалась температура не выше +50 °F (+9 °C). Единое внутреннее пространство было поделено на два отсека провиантскими ящиками, в которых хранились припасы, не переносящие морозов, например, вино. Постройка сохранилась до сих пор и известна как Хижина Скотта.
Близ дома находился холм, где располагались метеорологические приборы, а рядом в снежном сугробе были выкопаны два грота: для свежего мяса (мороженая баранина из Новой Зеландии покрылась плесенью, поэтому команда питалась консервами или пингвинами), во втором была устроена магнитная обсерватория. Конюшни и помещения для собак располагались по соседству. Со временем, когда галька, на которой была построена хижина, слежалась, через щели внутрь дома стали проникать испарения из конюшни, борьба с которыми не имела ни малейшего успеха. Скотт отличался брезгливостью, и написал специальный меморандум «О санитарных условиях», а также лично спроектировал три стационарных туалета для участников команды, и писсуар для использования во время метелей и ночных вахт.

#### Деятельность отряда Кемпбелла в феврале 1911 года

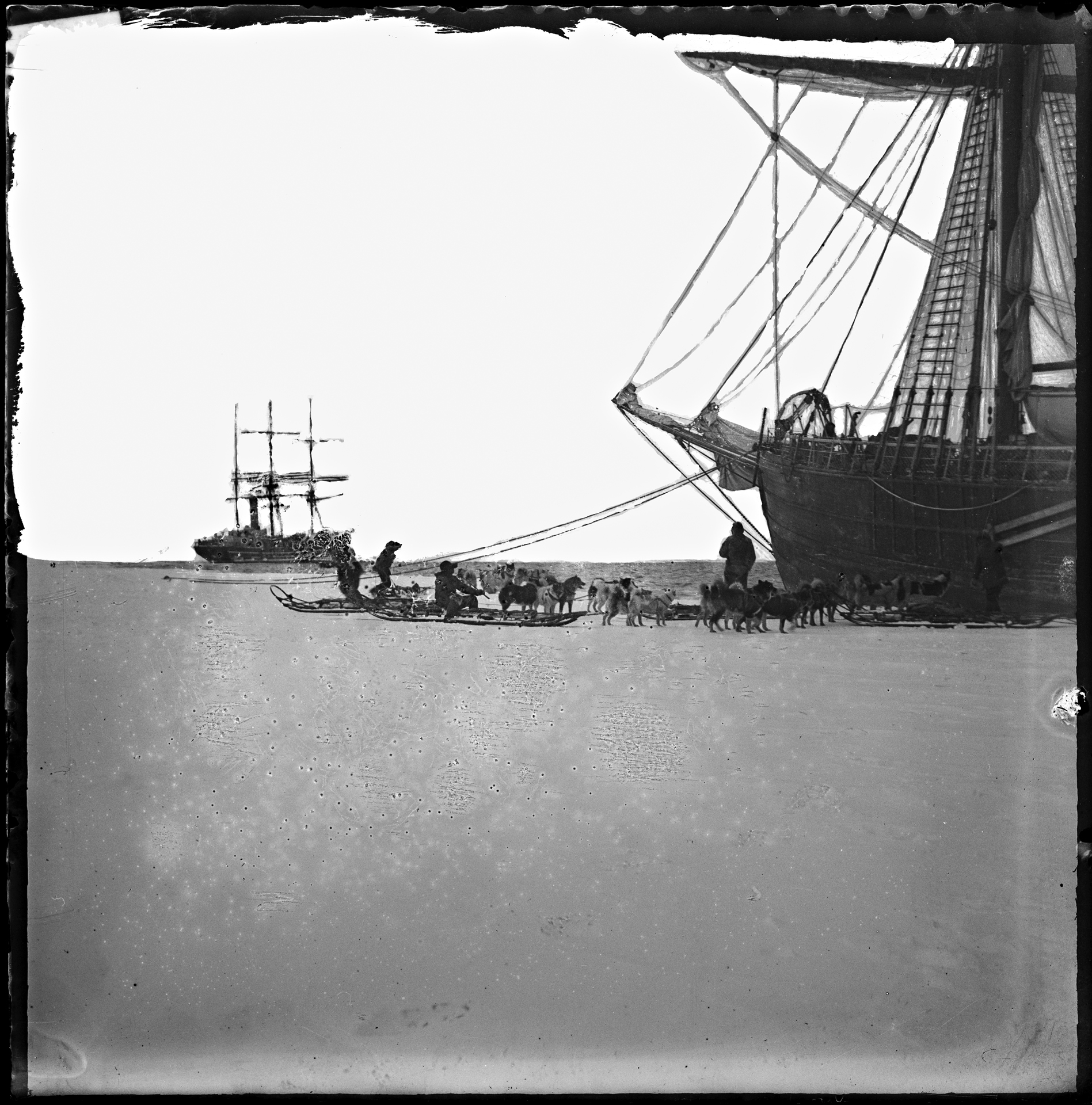
«Фрам» и «Терра Нова» в Китовой бухте

План Скотта включал деятельность двух отрядов. Отряд под командованием Виктора Кемпбелла должен был пройти вдоль Великого Ледяного барьера до Земли Эдуарда VII, причём сроки его отправления диктовались оставшимся на борту запасом угля. Рассматривался также вариант с мысом Адэр, хотя Скотт не любил упоминать этого названия, связанного с первенством норвежцев в антарктических исследованиях. 26 января «Терра Нова» отправилась на восток (Уилсон и Скотт пришли в кают-компанию на прощальный обед); начальник хотел, чтобы барк непременно добрался до цивилизации в том же году. Скотт отправил прошение генерал-майору сэру Дугласу Хейгу, начальнику штаба британской армии в Индии, о доставке семи гималайских мулов в дар, подчёркивая срочность дела и исключительность ситуации.
Предполагаемым местом базирования была Китовая бухта, которой Кемпбелл достиг 4 февраля. Исходя из опыта экспедиции «Дискавери», у команды было всего семь дней на поиск места зимовки и отправку «Терра Новы» обратно. По пути, 27 января, удалось заложить склад на мысе Баттер на противоположном берегу пролива Мак-Мердо для шестинедельного геологического исследования в следующем сезоне, причём доктор Левик дополнительно забил и заморозил 6 тюленьих туш. К великому изумлению британцев, в Китовой бухте стоял «Фрам» — судно экспедиции Руаля Амундсена; впервые его завидели лейтенант Брюс и биолог Лилли. Командир норвежского корабля Торвальд Нильсен не стал встречать гостей, но «Фрам» посетили сам Кемпбелл и лейтенант Пеннелл. Позднее Кемпбелл, Пеннелл и доктор Левик по приглашению Амундсена посетили базу норвежцев «Фрамхейм». Амундсен предложил англичанам располагаться поблизости, подчеркнув, что Антарктика открыта для всех. Однако результаты ледовой разведки показали Кемпбеллу, что Земля Эдуарда VII недоступна для исследования с моря; он также понимал, что отношения англичан с норвежцами не сложатся при длительном соседстве. Амундсен, Нильсен и лейтенант Преструд были приглашены на ланч в кают-компании «Терра Нова». Амундсен стремился разузнать побольше о моторных санях Скотта, англичане подарили ему все газеты и журналы, которые имелись в их распоряжении. Через полчаса после их ухода Кемпбелл поспешно покинул Китовую бухту. Общение с норвежцами длилось всего 14 часов. На обратном пути Кемпбелл и Левик прикидывали, где могла быть организована их высадка, а Пристли работал с геологическими образцами, заброшенными в трюмы в качестве балласта. В дневнике он отметил, что у норвежцев лучшее полярное снаряжение, а собаки как транспорт превосходят лошадей во всех отношениях.
Кемпбелл не застал в Мак-Мердо экспедиции Скотта — к тому времени начались разведочные походы на юг. Он оставил сведения об Амундсене в письме Скотту, а также выгрузил двух пони, которых счёл необходимыми на острове Росса. Пришлось заставить их проплыть 500 ярдов в ледяной воде до берега, где Омельченко растёр лошадей спиртом. Отряд Кемпбелла высадили в бухте Робертсона близ мыса Адэр, где шесть его членов проработали до начала 1912 года, перезимовав в домике неподалёку от старой базы экспедиции Карстена Борхгревинка. В дневниках Скотта Восточная партия стала именоваться Северной. «Терра Нова» после этого взяла курс на Новую Зеландию, откуда 28 марта новости о полярной гонке распространились по миру.
Получив новости, Скотт писал в дневнике 22 февраля:

Это сообщение вызвало только одну мысль в моём уме, а именно: всего разумнее и корректнее будет поступать так, как намечено мною, — будто и не было вовсе этого сообщения; идти своим путём и трудиться по мере сил, не выказывая ни страха, ни сомнения.

#### Закладка складов

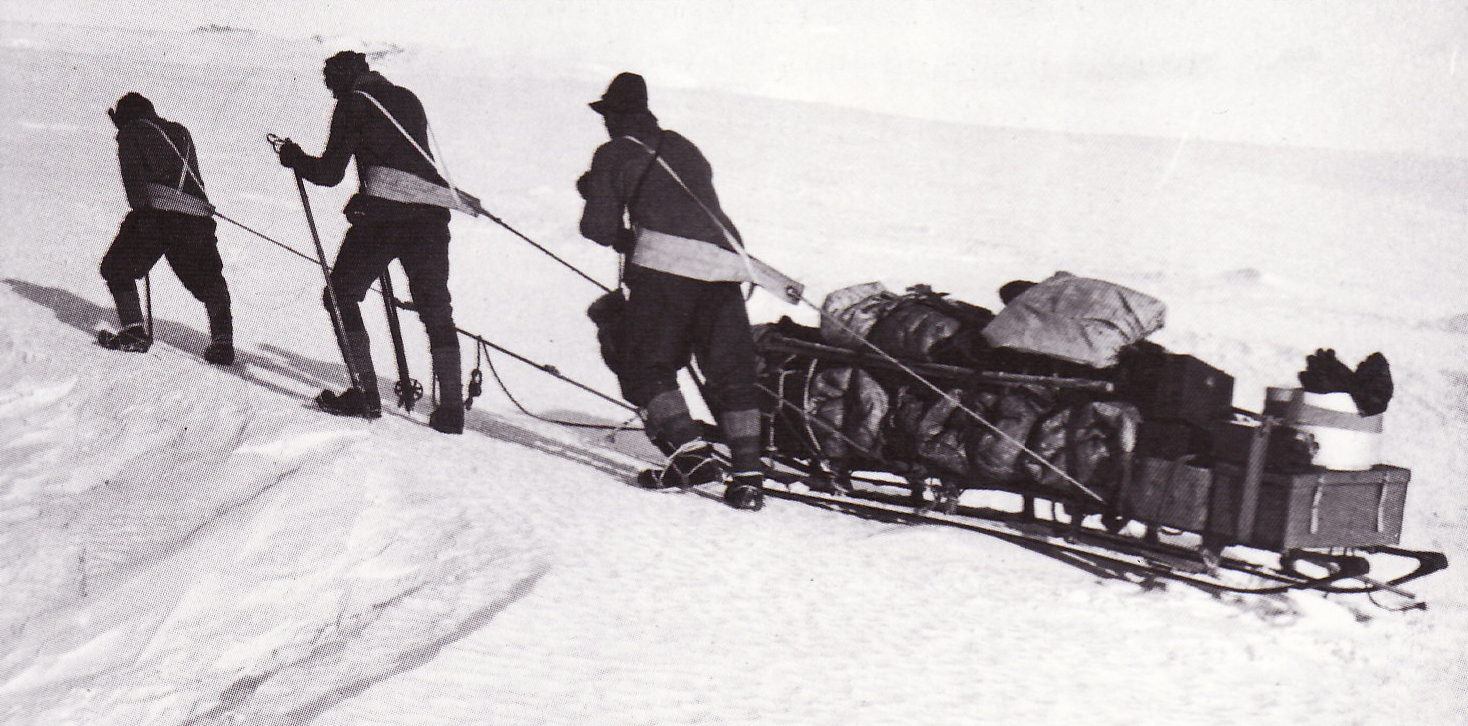
Члены экспедиции «Терра Нова» тащат припасы на санях. Фотография ноября — декабря 1912 года.

Скотт во главе двенадцати человек 27 января выступил к 80° ю. ш. с целью закладки продовольственных складов для весеннего похода. В команду входили 26 собак и 8 пони послабее — остальных берегли для весны. После десятидневного похода был разбит лагерь, получивший название Corner Camp (Угловой), ибо он располагался на меридиане мыса Крозе, и отсюда открывался удобный путь на ледник Бирдмора. Переждав трёхсуточный шторм, Скотт решил отправить трёх наиболее пострадавших животных на базу с лейтенантом Эвансом и тремя матросами. Один из пони настолько ослаб по дороге назад, что его пришлось пристрелить, второй умер сам, преодолев всего 30 миль.
16 февраля 1911 года на 79° 29' ю. ш. в 150 милях от мыса Эванса был заложен склад Одной Тонны, названный по весу снаряжения, оставленного там. Он был обозначен чёрным флагом и светоотражателем из металлических сухарных ящиков. Температура на обратном пути упала. Скотт, Уилсон, Мирз и Черри-Гаррард решили вернуться на собачьих упряжках, поручив пятерых оставшихся пони Бауэрсу, Отсу и Грану. 21 февраля едва не произошла катастрофа, когда собаки провалились сквозь снежный мост над пропастью. Большая часть из них висела на постромках, но две собаки ухитрились при падении выскочить из своей упряжи и пролетели ещё дальше — до нижнего снежного моста на 20-метровой глубине. Скотту на альпинистской верёвке пришлось спускаться вглубь ледниковой трещины, чтобы их вытащить. Из восьми взятых в путь пони на базу вернулись только двое. 1 марта Скотт записал в дневнике:

Ясно, что эти пурги бедным животным не под силу. <…> Между тем нельзя допустить, чтобы они приходили в скверное состояние в самом начале работ экспедиции. Получается, что в следующем году необходимо будет выступить позднее. Что же делать! Мы поступали по мере своего понимания и опыт купили дорогой ценой.

Снаряжение складов продолжалось до начала апреля. 23 апреля на широте Мак-Мердо начиналась полярная ночь.

#### Зимовка апреля — октября 1911 года
Зимний дом был разделён на два отсека: офицерский и нижних чинов, учёные были приравнены к офицерам. Жизнь была размеренной: Скотт рассчитывал пайки и график весеннего похода, учёные занимались изучением атмосферного электричества и паразитов у пингвинов и рыб. Члены научной группы регулярно читали лекции по своим предметам — три раза в неделю, что было частью развлечений зимовщиков. Важным занятием были регулярные выгулы лошадей и собак, а также футбольные матчи на льду, причём три футбольных матча заснял на киноплёнку Понтинг. Скотт был центральным нападающим, а Аткинсон исполнял ту же роль в конкурирующей команде; последний матч сыграли 20 октября 1911 года. Тем не менее, по словам американской исследовательницы Мерлы Хупер, психологическая обстановка на базе была далека от идиллической. Британские офицеры-джентльмены традиционно испытывали известное недоверие и неприязнь к явному «профессионализму». Только представители аристократии могли позволить себе быть любителями-полиматами. В основе такого мировоззрения лежало убеждение, что для высших достижений достаточно просто быть британцем («английский моряк способен справляться с любыми обстоятельствами по определению»). Русские — Гирев и Омельченко — даже не пытались встроиться в команду и почти не говорили по-английски. Учёные — Райт, Дебенхэм и Гриффит Тейлор — были уроженцами колоний, и это сказывалось на отношении к ним. Норвежец Трюгве Гран никогда не мирился с социальными барьерами и прослыл «дерзким»; он очень гордился шёлковым флагом, вручённым ему королевой Мод — дочерью Виктории. Скотт присвоил себе абсолютную власть и требовал безусловного исполнения своих приказов.

Зимовка на Мысе Эванса
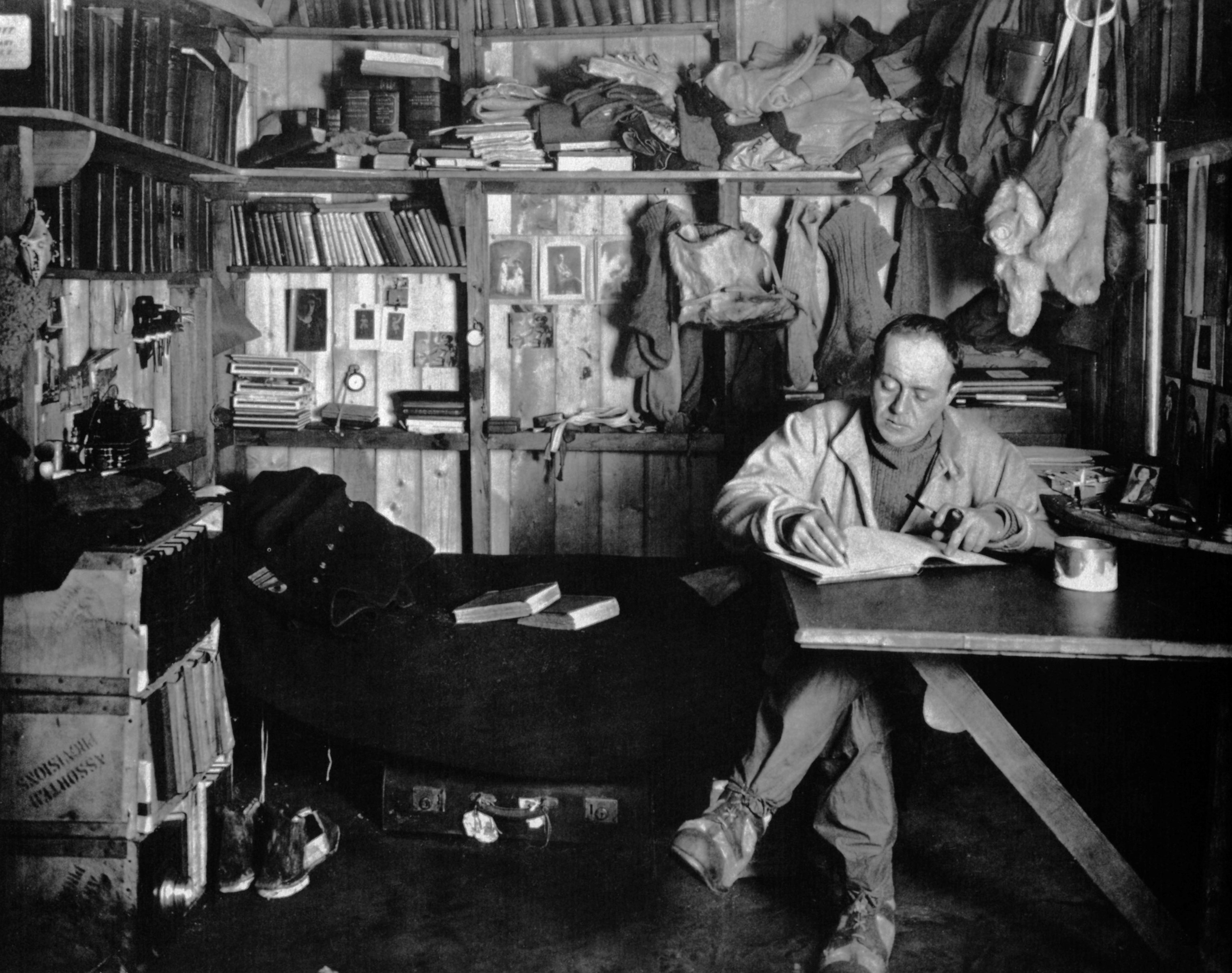
Роберт Скотт заполняет журнал в своей каюте
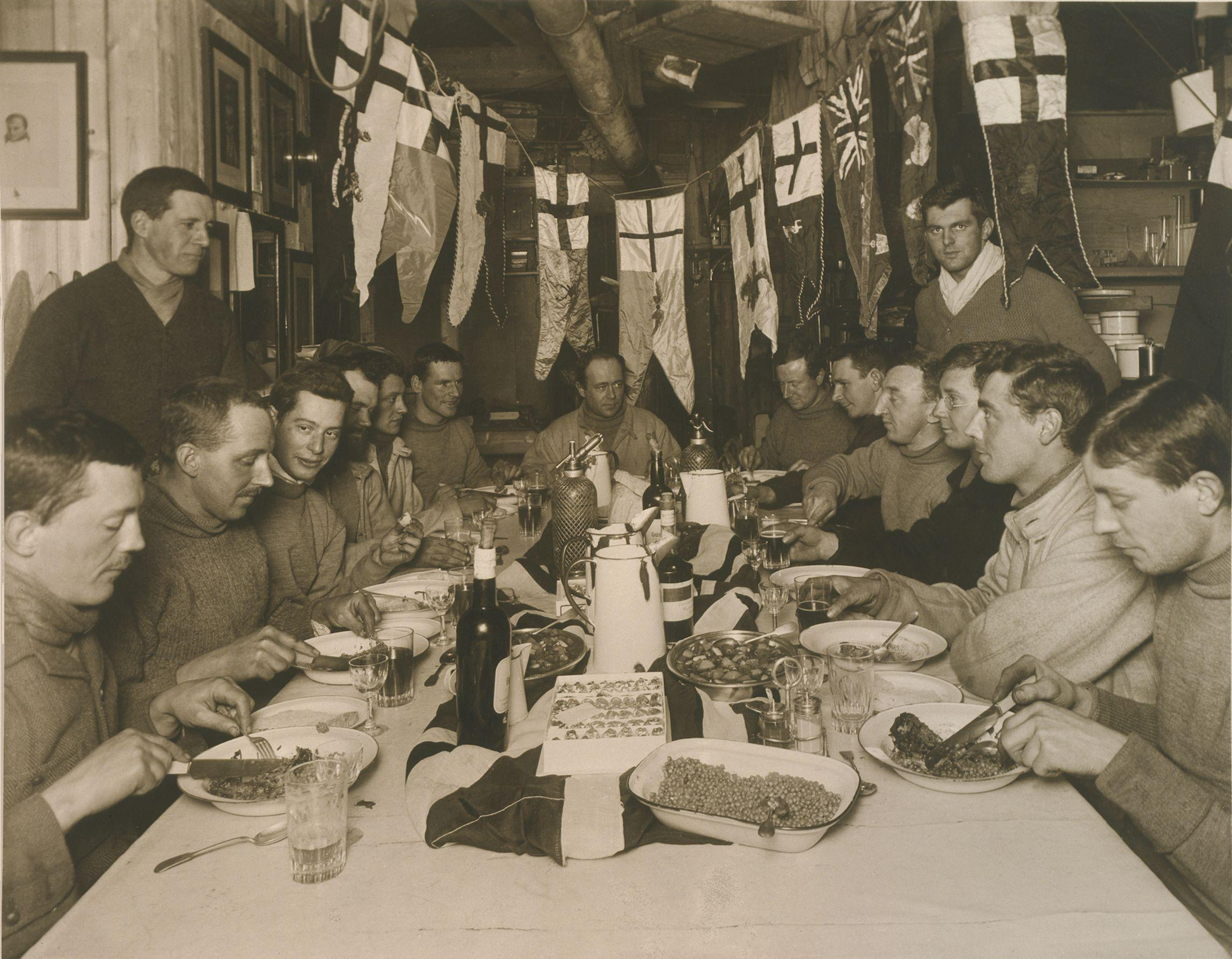
Празднование дня рождения капитана 6 июня 1911 года
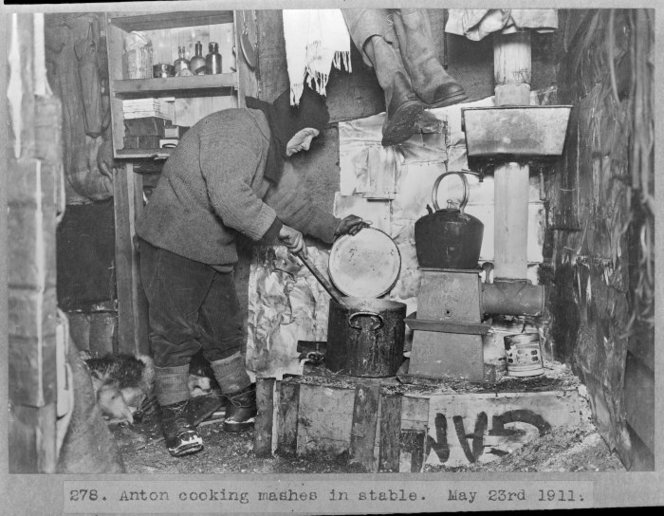
Антон Омельченко на кухонной вахте 23 мая 1911 года
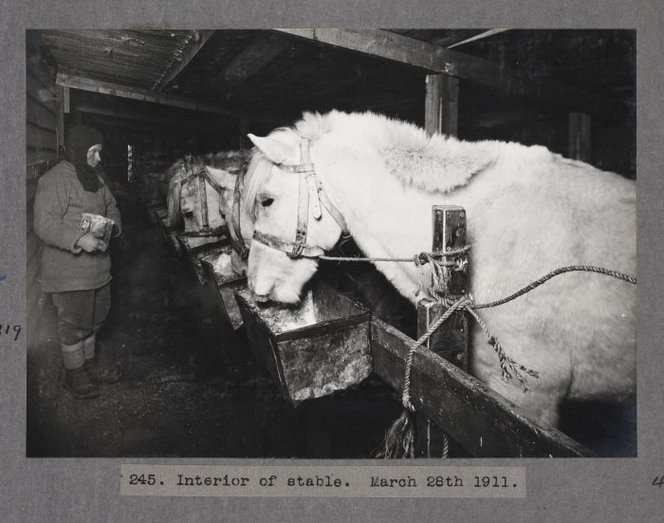
Конюшня на зимней базе

22—23 мая Скотт и Уилсон обследовали зимовье Шеклтона на мысе Ройдс, обнаружив там запасы провианта, достаточные для команды Скотта примерно на восемь месяцев. Единственное, что оттуда Скотт забрал — пять экземпляров англиканского молитвенника: почти все церковные книги по недосмотру остались на «Терра Нова».

#### Зимний поход группы Уилсона

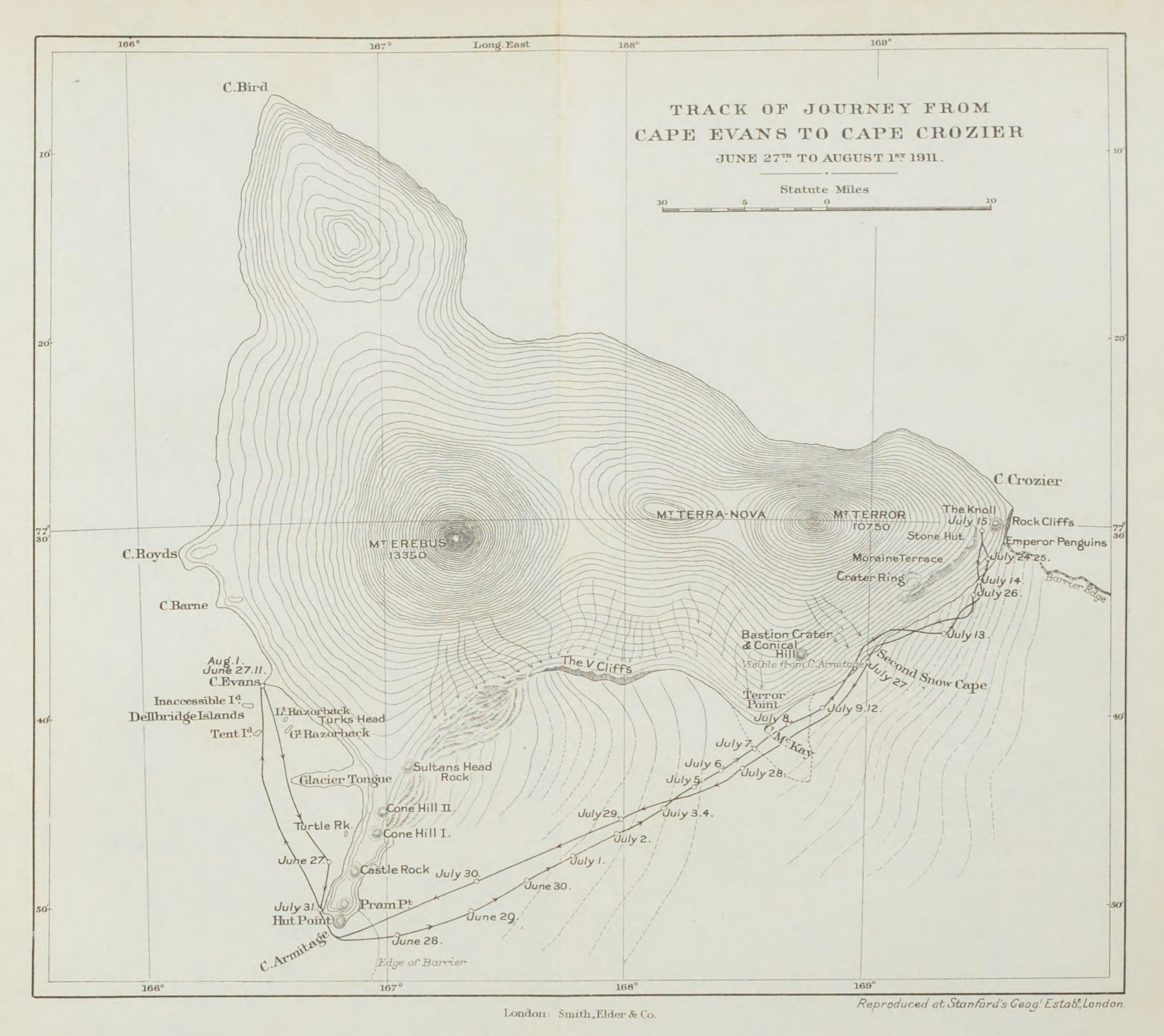
Карта зимнего путешествия на Мыс Крозье. По изданию: Scott’s last Expedition. London, 1913

27 июня — 1 августа в разгар антарктической зимы Уилсон, Бауэрс и Черри-Гаррард совершили 60-мильный (97 км) поход к мысу Крозье для сбора яиц императорских пингвинов и испытания полярного снаряжения и рациона. Инициатором экспедиции был Уилсон: он хотел изучить особенности зимнего высиживания потомства пингвинами. Это был первый в истории полярных исследований зимний исследовательский поход в обстановке полярной ночи. Поход оказался чрезвычайно тяжёлым: чтобы преодолеть 97 км в почти полной темноте и на экстремальном холоде, потребовалось 19 дней. 5 июля температура упала до −60 °C (−77 °F). Зачастую не удавалось пройти больше одной мили в сутки. Из-за постоянного обледенения установка палатки требовала нескольких часов, чрезвычайно трудно было открывать мешки для провианта, керосин представлял собой некое подобие студня.
Прибыв на мыс Крозье, экспедиционеры построили иглу из каменных глыб, снаружи изолированных снегом, с брезентовой крышей, коньком для которой послужили сани. Им удалось подобраться к колонии пингвинов, в результате Уилсон добыл три яйца. Вскоре ураганом было разрушено иглу, и Уилсон принял решение о возвращении. На обратном пути во время 11-балльного шторма 22 июля ветром была унесена палатка, и трое людей провели около полутора суток в спальных мешках под открытым небом. Палатку удалось отыскать более чем в миле от места катастрофы: по счастью, во время урагана температура поднялась до −18 °C. Яйца пингвинов удалось сохранить, и они были впоследствии доставлены в Музей естественной истории в Южном Кенсингтоне. Ассистент Уилсона — Эпсли Черри-Гаррард назвал зимний поход «самым ужасным путешествием на свете» (англ. worst journey in the world; потом это выражение стало заглавием его мемуаров, вышедших в 1922 году). Скотт писал после их возвращения:

В течение пяти недель они перенесли невероятные невзгоды. Никогда я не видел таких измученных, можно сказать, истрёпанных непогодой людей. Лица их были все в морщинах, скорее даже как бы в шрамах, глаза тусклые, руки побелели. Кожа на руках от постоянного холода и сырости была в каких-то складках, но следов обморожения немного.

Зимнее путешествие на мыс Крозье
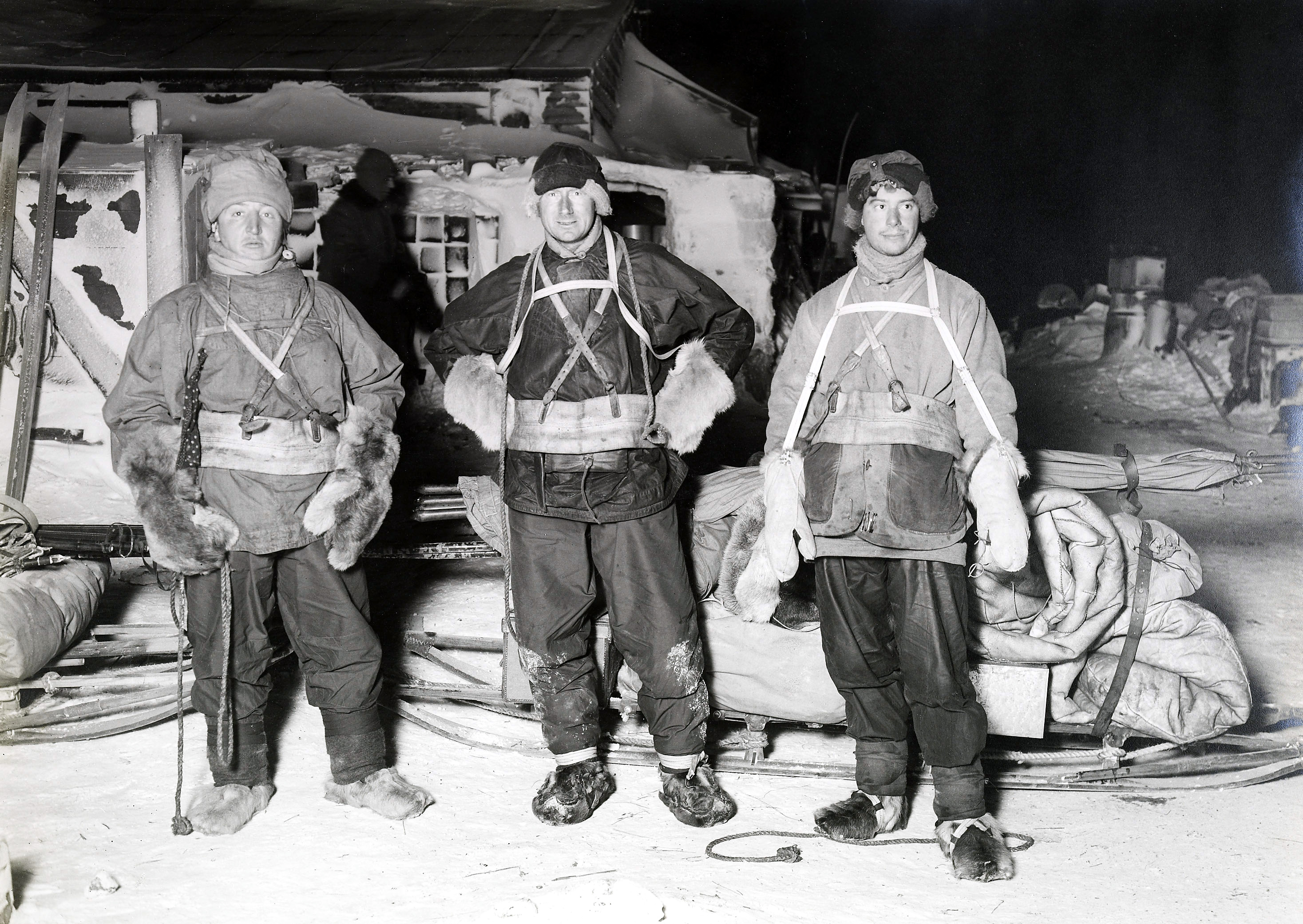
Бауэрс, Уилсон и Черри-Гаррард перед стартом
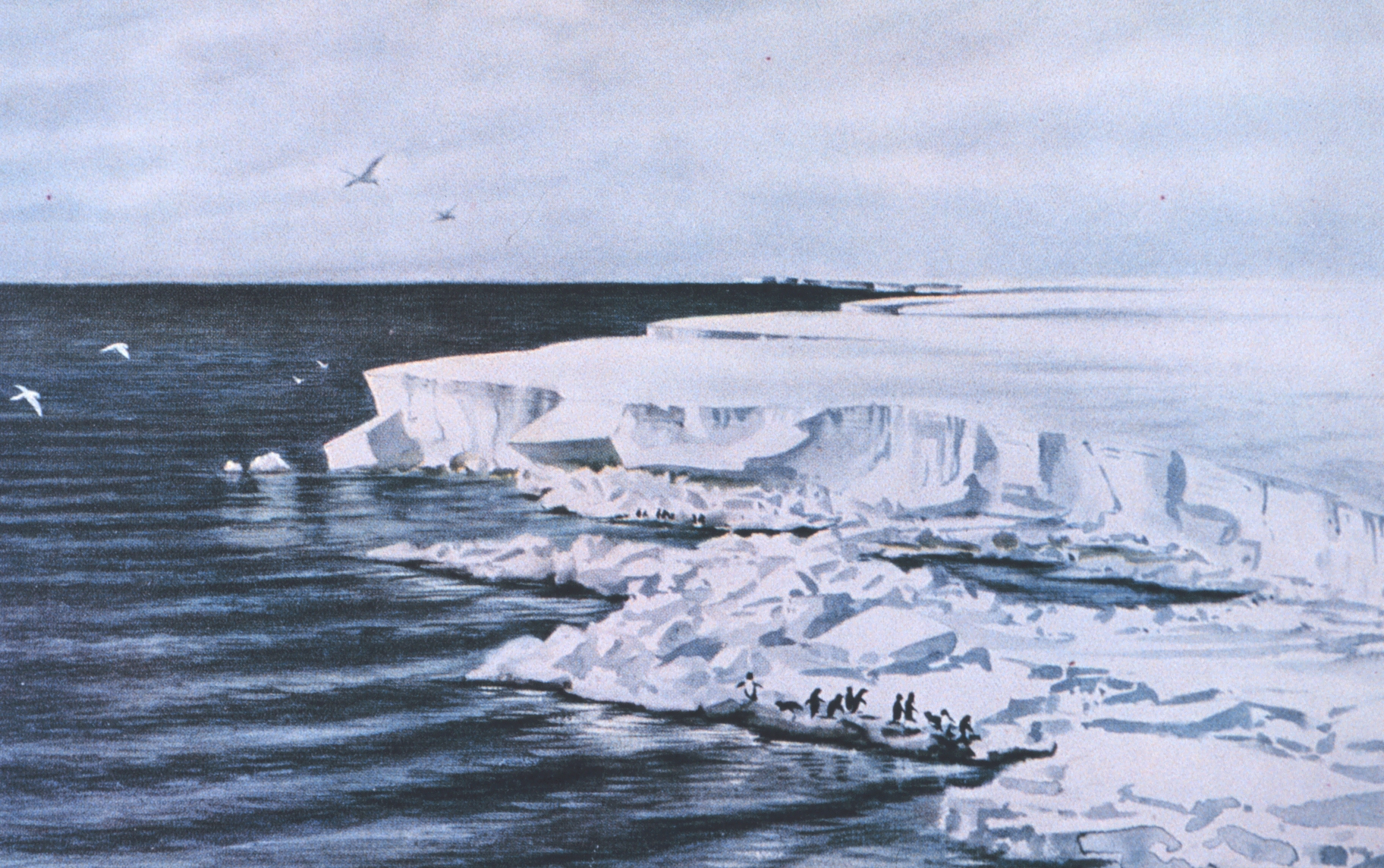
Мыс Крозье. Акварель Э. Уилсона
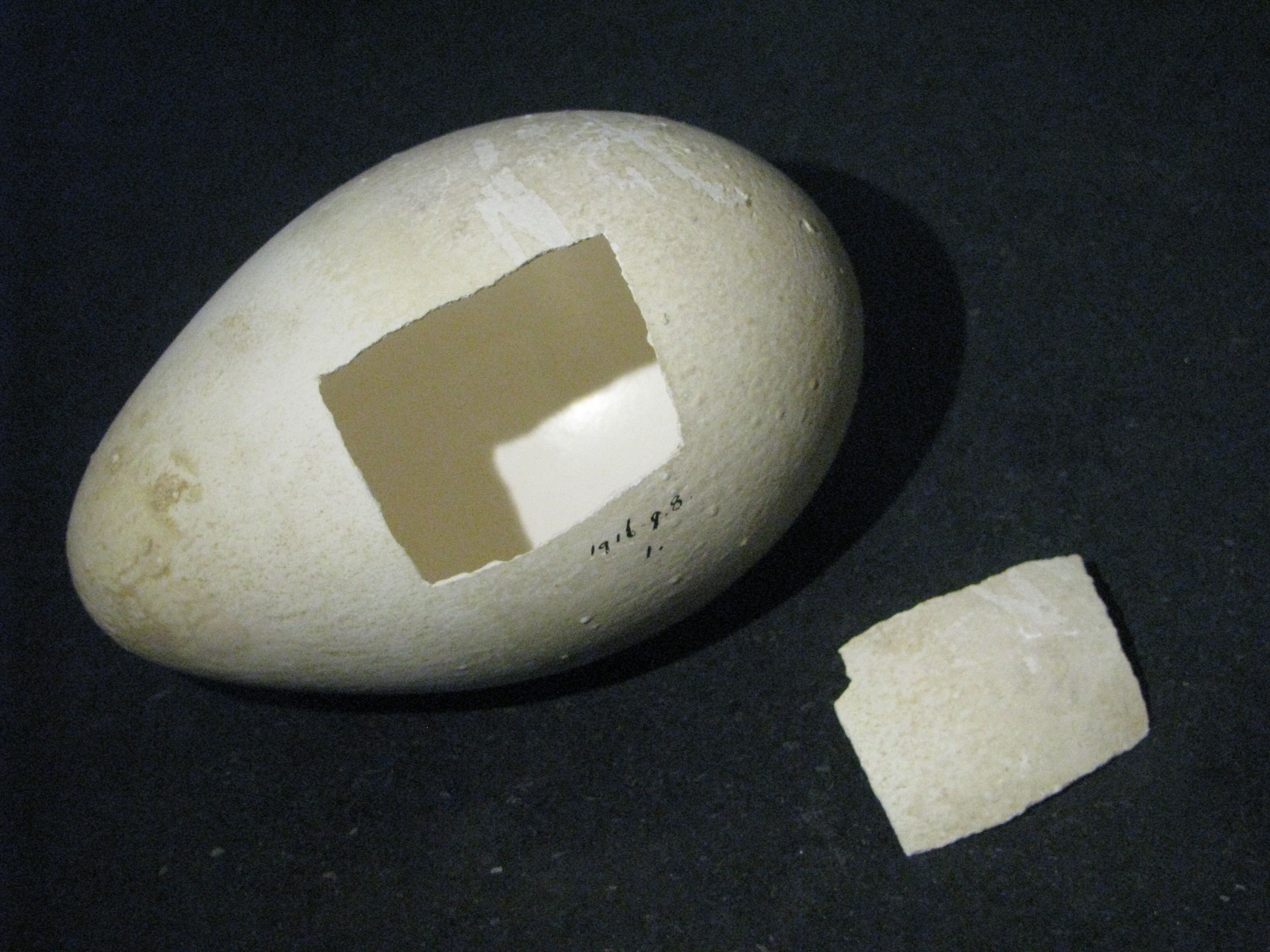
Скорлупа яйца пингвина, добытого участниками похода
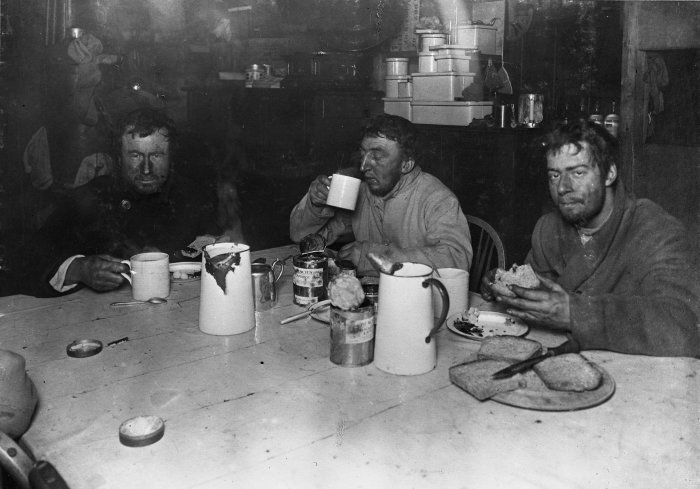
Уилсон, Бауэрс и Черри-Гаррард после возвращения

### Второй этап: поход Скотта к полюсу. 1911—1912 годы

#### Начало весны
13 сентября 1911 года Скотт объявил команде свои планы: к полюсу отправляются двенадцать человек, но непосредственно на Полюс должны были прибыть четверо, остальные — оказывать им поддержку по пути. В составе полярной группы должны были быть два навигатора (Скотт и Отс), врач (Уилсон) и опытный моряк (Эдгар Эванс). «Идеальным днём» для достижения полюса было названо 22 декабря — летнее солнцестояние. Скотт писал:

Составленный план, по-видимому, снискал общее доверие. Остаётся испытать его на деле.

С 15 по 28 сентября Скотт предпринял экскурсию к западным горам, пройдя до мыса Батлер. Всего он преодолел 175 сухопутных миль. За время его отсутствия Мирз нашёл применение телефонам, соединив проводной связью хижину-склад на мысе Хат-Пойнт и основное зимовье (15 миль), а также астрономическую обсерваторию. Это позволило астрономам получать данные о точном времени, не используя посыльных и не вынося хронометры на мороз. Температура воздуха всё это время держалась около −40 °C.

#### Отправление

Поход к Южному полюсу
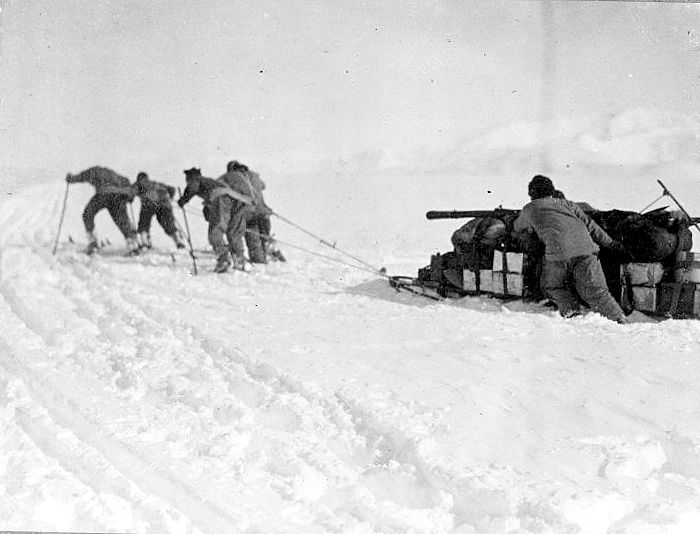
Люди буксируют груз для склада
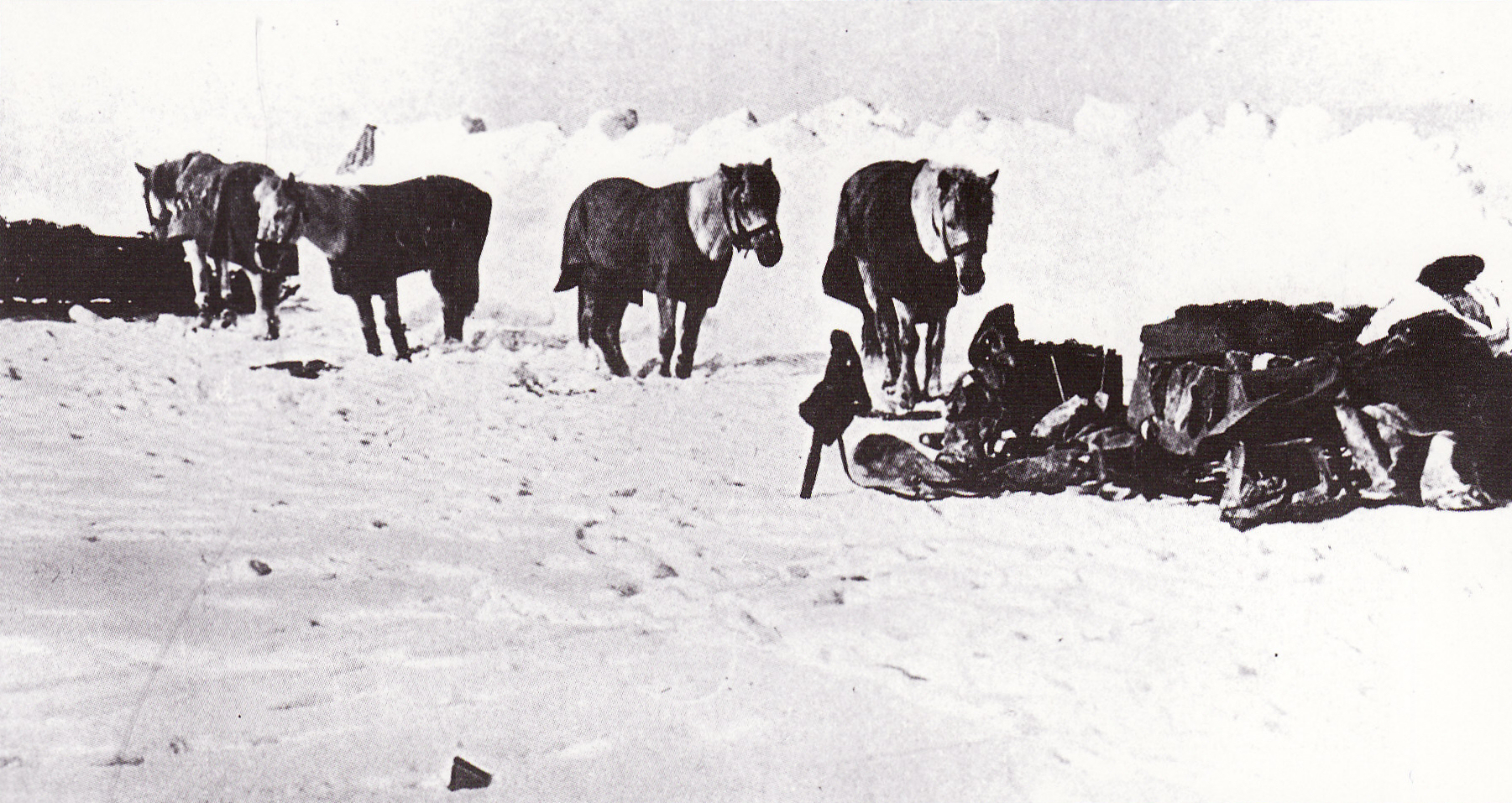
Пони Скотта на привале под защитой снежного вала
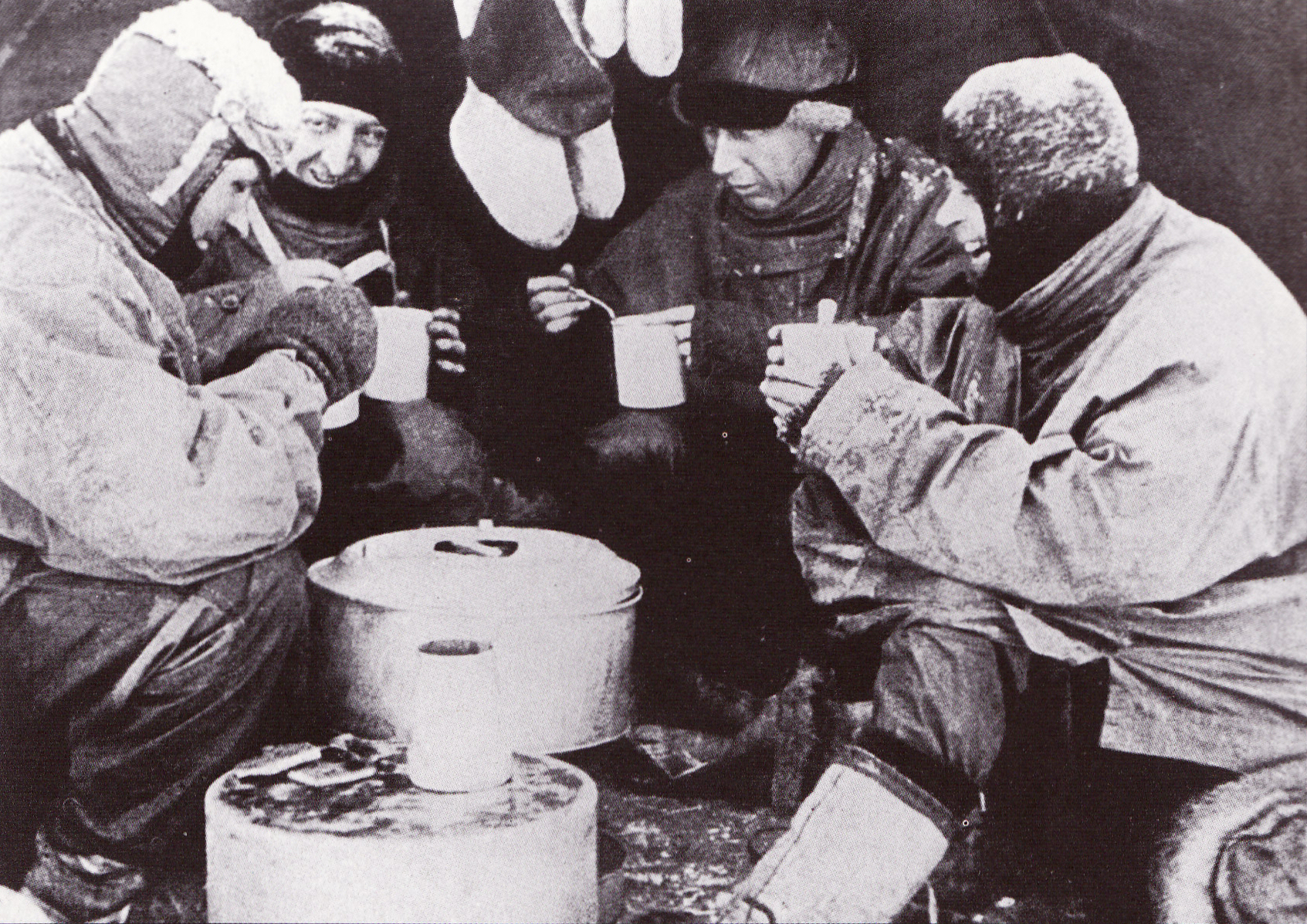
Эванс, Бауэрс, Уилсон и Скотт за обедом в палатке
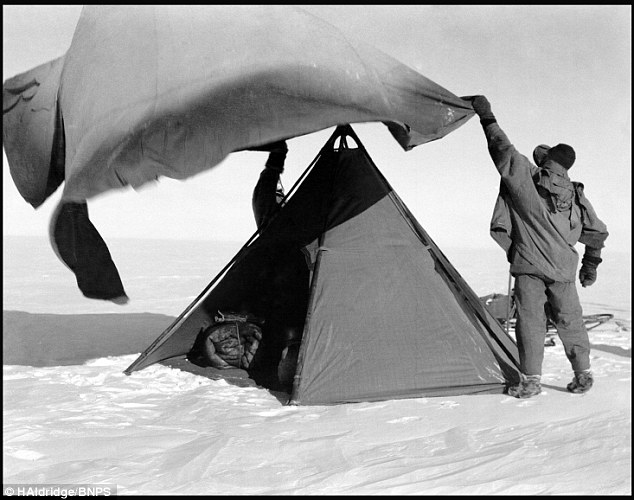
Установка палатки

Полюсный отряд был разделён на три группы. Группа на мотосанях (лейтенант Эванс, Дэй, Лэшли и Хупер) стартовала 24 октября и должна была привезти три тонны припасов на 80°30' ю. ш. Передвижение осуществлялось со скоростью 0,8 км/ч, первые сани окончательно вышли из строя 1 ноября, вторые — через 87 км от Углового склада. Основной причиной аварий был постоянный перегрев двигателей воздушного охлаждения и неприспособленность трансмиссии к условиям холодного климата. После этого люди были вынуждены впрячься в упряжку сами и тащить её 241 км до условленного места, имея нагрузку на каждого свыше 2 центнеров.
Скотт выступил на пони 1 ноября, достигнув лагеря Корнер 5 ноября. Дневные переходы пришлось ограничить 15 милями, чтобы не перегружать пони. Именно в этот период Скотт раздражённо назвал свой транспорт «клячами» и указал, что они стали очень прихотливы в еде. 7 ноября Скотта догнал Мирз, возглавлявший третий отряд, шедший на собаках. Склада Одной Тонны достигли 15 ноября, дав команде сутки отдыха. В тот же день команда лейтенанта Эванса обустраивала склад 80°30' ю. ш. В сутки они проходили до семнадцати миль.

#### Ледник Бирдмора. Выход к полюсу
Первую лошадь пришлось застрелить 24 ноября. После этого Дэй и Хупер были отправлены на базу, а в сани впряглись Аткинсон, лейтенант Эванс и Лэшли. В группе Скотта до 28 ноября оставалось восемь пони. 4 декабря экспедиция достигла «Ворот» (англ. Gateway) ледника Бирдмора. 5 декабря началась сильнейшая пурга, продолжавшаяся четверо суток, и положение экспедиции было отчаянным. Путешественники смогли двинуться в путь только 9 декабря, ненастье сбило экспедицию с запланированного графика на 5-6 дней. У подножья ледника пристрелили всех лошадей. Подъём на ледник был разведан Шеклтоном и имел длину 120 миль. Оставшиеся без тягловых средств двенадцать человек были разделены на три «упряжки». Подъём был крайне тяжёл: из-за рыхлого снега удавалось пройти не более четырёх миль в сутки. 17 декабря был устроен склад Середины Ледника. Далее переходы составили по 17 миль, но группа на пять дней отставала от графика Шеклтона. 20 декабря на базу были отправлены Аткинсон, Райт, Черри-Гаррард и Кеохэйн.
Последняя вспомогательная группа должна была уйти 4 января, однако Скотт решил взять к полюсу пятого члена команды — Бауэрса. Это решение Скотта более других критиковали современники и потомки. Проблема заключалась в том, что провиант и снаряжение были рассчитаны на четырёх человек, включая место в палатке и число лыж (без них пришлось обходиться Лоуренсу Отсу). Решение Скотта крайне негативно сказалось на судьбе и его полюсной группы, и группы лейтенанта Эванса: сократив её до трёх человек, Скотт уменьшил их шансы благополучного возвращения.
Скотт и Эванс расстались на Полярном плато. По дороге к Складу Одной Тонны лейтенант Эванс уже был не в силах тянуть сани, и мог только догонять своих людей на лыжах. В 75 милях от базы на побережье (это было 13 февраля) Эванс приказал бросить его, поскольку был не в состоянии передвигаться. Тогда Лэшли и Крин насильно привязали его к саням (он требовал, чтобы ему оставили провиант и спальный мешок и бросили на леднике), и протащили 40 миль до Корнер-Камп; где его оставили в палатке на попечении Лэшли. 22 февраля Крин привёл Аткинсона и Гирева с собачьей упряжкой, и все были спасены. Эдвард Эванс пришёл в себя на базе усилиями доктора Аткинсона. Не излечившийся от цинги до конца, Эванс был доставлен в Англию, где был удостоен королевской аудиенции и повышен в звании до капитана 2-го ранга. 30 августа 1912 года он вновь вступил в командование барком «Терра Нова».

#### Достижение Южного полюса

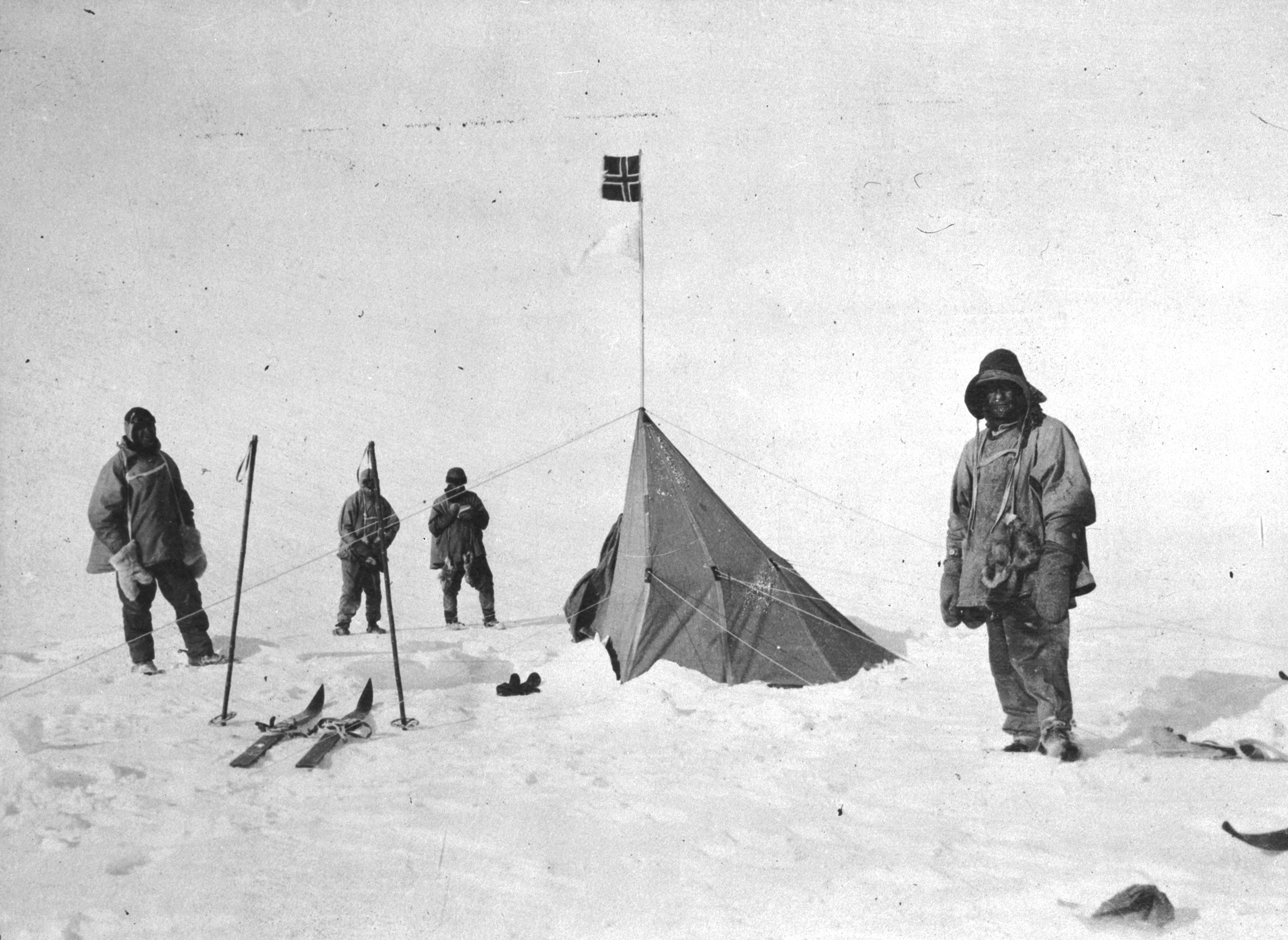
Команда Скотта у «Пульхейма». Слева направо: Скотт, Бауэрс, Уилсон и Э. Эванс. Фотограф Л. Отс

5 января полюсная группа достигла 88° ю. ш., до полюса оставалось 120 миль. Переходы всё усложнялись: снег напоминал песок, скольжение почти отсутствовало. 15 января был заложен Последний склад, до полюса оставалось 27 миль. К этому времени члены команды были уже сильно истощены, а у Эдгара Эванса проявились признаки цинги. В последний рывок к полюсу было решено идти налегке, взяв с собой запас провианта на 9 дней. Скотт испытывал беспокойство по поводу того, что норвежцы их опередили. 16 января, заметив множество собачьих следов (их по неизвестной причине не занесло снегом за 33 дня), Скотт записал в дневнике:

Сбылись наши худшие или почти худшие опасения. <…> Вся история как на ладони: норвежцы нас опередили! Они первые достигли полюса. Ужасное разочарование! Мне больно за моих верных товарищей. <…> Конец всем нашим мечтам. Печальное будет возвращение.

17 января англичане достигли полюса (по расчётам Скотта они находились в 3½ милях от него) через 34 дня после команды Амундсена. Для «окружения» полюса команда прошла одну милю прямо и три мили в правую сторону.
18 января Бауэрс обнаружил палатку Амундсена «Пульхейм» в двух милях от лагеря Скотта. Скотт поначалу считал, что норвежцев было двое, но в палатке были письма к Скотту и норвежскому королю, а также записка с отчётом норвежской команды, из которой выяснилось, что экспедиционеров было пятеро. Резко ухудшилась погода: снежный буран, заносивший следы при −30 °C. Оставленные норвежцами ненужные вещи пригодились англичанам: Бауэрс за несколько дней до того утратил рукавицы.

Мы воздвигли гурий, водрузили наш бедный обиженный английский флаг и сфотографировали себя. На таком морозе сделать всё это было нелегко.

#### Обратный путь. Гибель

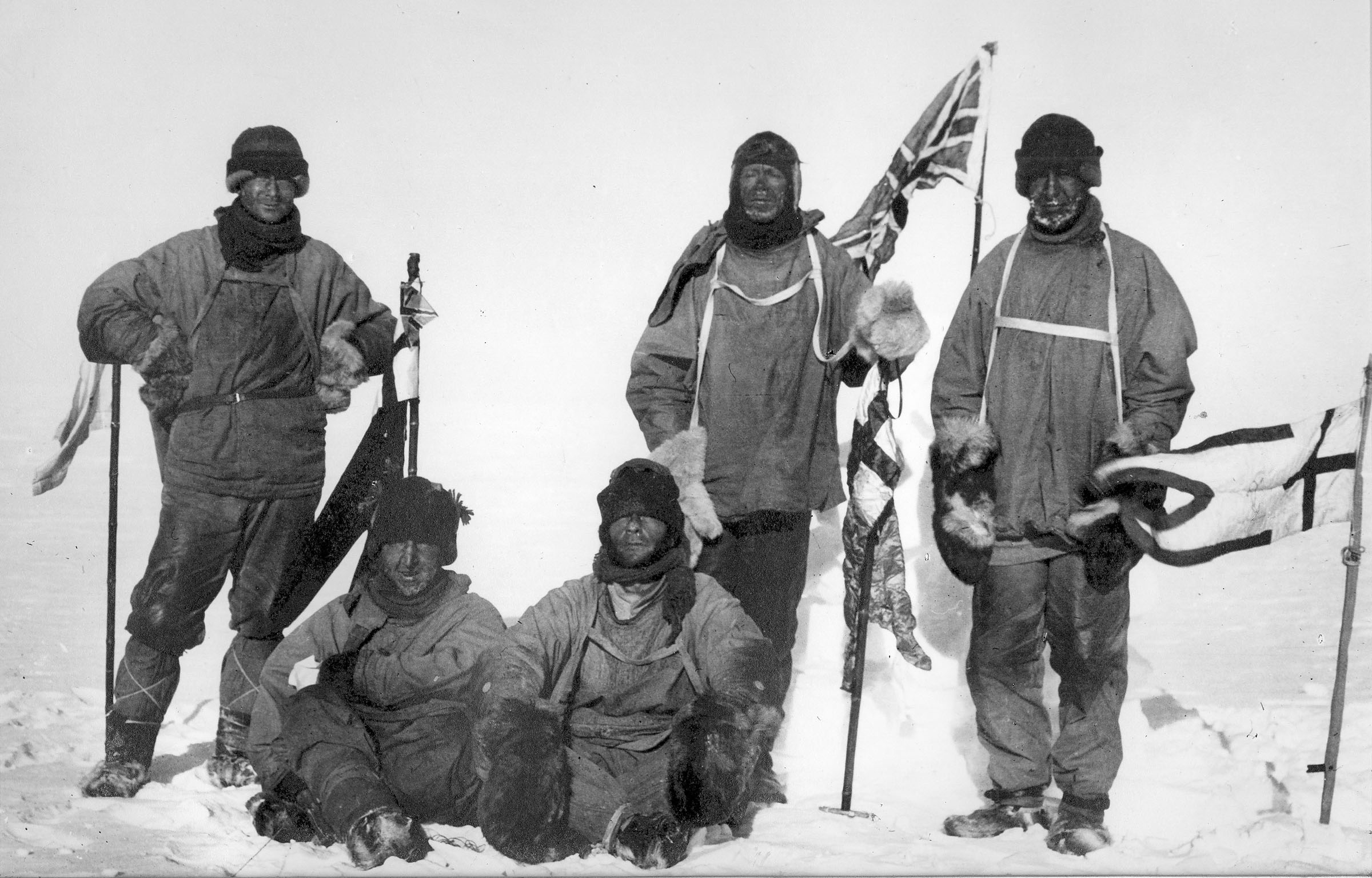
Команда Скотта на Южном полюсе 18 января 1912 года. Стоят: Уилсон, Скотт, Отс. Сидят: Бауэрс, Э. Эванс. Это последняя фотография, сделанная группой Скотта

21 января началась сильная пурга, удалось пройти только 6 миль. 23 января Э. Эванс обморозил нос и сильно повредил руки. Из экспедиционеров он был в самой скверной физической форме. Очередного промежуточного склада удалось достигнуть только 25 января (в этот день Амундсен вернулся на базу). 30 января вдобавок к обмороженному Эвансу добавился ещё один больной: Уилсон растянул связки на ноге, поэтому несколько дней мог только идти рядом с санями без нагрузки, оберегая пострадавшую ногу. 2 февраля, поскользнувшись на крутом участке склона, Скотт повредил плечо при падении.
4 февраля Скотт и Эванс провалились в ледниковые трещины. При этом Эванс, очевидно, получил сильное сотрясение мозга, вероятно, сопровождаемое кровоизлиянием в мозг. Он больше был не в состоянии тянуть сани, а сил его хватало только чтобы не отставать от остальных.

Особенное опасение вызывает состояние Эванса. Он как-то тупеет и вследствие сотрясения, полученного утром при падении, ни к чему не способен.

Спуск по леднику продолжался с 7 по 17 февраля. Попав в зону трещин, участники похода потратили слишком много времени на их преодоление и, выбившись из графика, три дня голодали сильнее обычного, пока не добрались до промежуточного склада на середине ледника. На моренах Уилсон собрал 14 кг горных пород, в том числе образцы с отпечатками доисторических растений, которые Скотт считал самыми ценными из собранных экспедицией. Люди впервые за почти 14 недель путешествия по снегу и льду смогли почувствовать под ногами настоящий камень.
17 февраля скоропостижно скончался Эдгар Эванс. Скотт описывал это так:

Вид бедняги меня немало испугал. Эванс стоял на коленях. Одежда его была в беспорядке, руки обнажены и обморожены, глаза дикие. На вопрос, что с ним, Эванс ответил, запинаясь, что не знает, но думает, что это был обморок. Мы подняли его на ноги. Через каждые два—три шага он снова падал. Все признаки полного изнеможения. Уилсон, Бауэрс и я побежали назад за санями, Отс остался при нём. Вернувшись, мы нашли Эванса почти без сознания. Когда же доставили его в палатку, он был в беспамятстве и в 12 часов 30 мин. тихо скончался.

Эванс был похоронен в леднике. До базы оставалось 420 миль. 19 февраля в лагере «Бойня» (здесь были убиты последние пони на пути к полюсу) у подножия пройденного ледника экспедиционеры сменили сани, загрузили подготовленный запас конины и отправились в дальнейший путь на север. В дневниковых записях становится всё больше жалоб на погоду и условия, Скотт начинает путать даты: и 19, и 20 февраля у него обозначены как «понедельник». Снег по-прежнему напоминал песок пустыни и мешал скольжению. Члены команды страдали от снежной слепоты, особенно поразившей Уилсона. До Южного ледникового склада группа Скотта дошла только 24 февраля, обнаружив, что осталось мало керосина: он испарялся через негерметичные от мороза кожаные прокладки крышек бидонов (по другой версии — вытекал из бидонов, поскольку оловянная пайка рассыпалась от мороза; постоянные проблемы с пайкой испытывала и команда Амундсена). Дневные переходы составляли 13 миль. Температура ночью опускалась до −40 °C.
К 1 марта экспедиционеры достигли склада «Середина ледника», вновь обнаружив катастрофическую нехватку керосина: его не хватало до следующего склада. К тому времени только Скотт продолжал вести дневник и отсчитывать время. Дневные переходы теперь составляли всего несколько миль, участники экспедиции катастрофически теряли силы. Отс получил сильное обморожение обеих ног, началась гангрена. Всего в 72 милях к северу от них находилась группа Черри-Гаррарда и Д. Гирева, с 4 по 10 марта они заложили новые запасы в Склад Одной Тонны, но из-за быстро наступавшей зимы вынуждены были вернуться на базу.

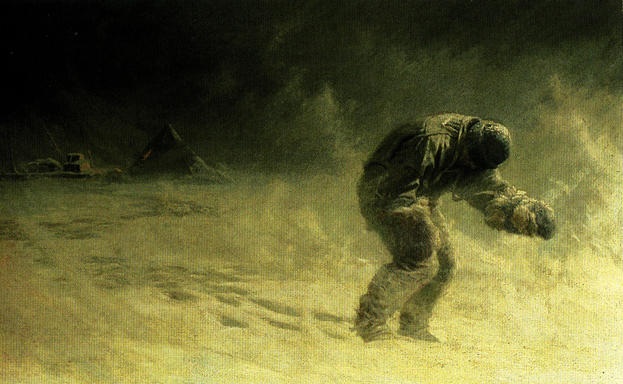
Картина Дж. Ч. Доллмана «Очень доблестный джентльмен», изображающая смерть Отса. 1913 год

16 марта Отс, не в силах идти дальше, покинул палатку в снежный буран:

Отс проспал предыдущую ночь, надеясь не проснуться, однако утром проснулся. Это было вчера. Была пурга. Он сказал: «Пойду пройдусь. Может быть, не скоро вернусь». Он вышел в метель, и мы его больше не видели.

К этому времени экспедицию отделяли от склада 26 миль. 20 марта сильно обморозил ногу Скотт, у него началась гангрена. Топливо закончилось 23 марта, пищи оставалось на два дня. Уилсон и Бауэрс из-за сильнейшей пурги при −35 °C не могли пройти 11 миль (17 км) до склада. От основной базы их отделяли 264 км. После этого в записях Скотта следует шестидневный перерыв.

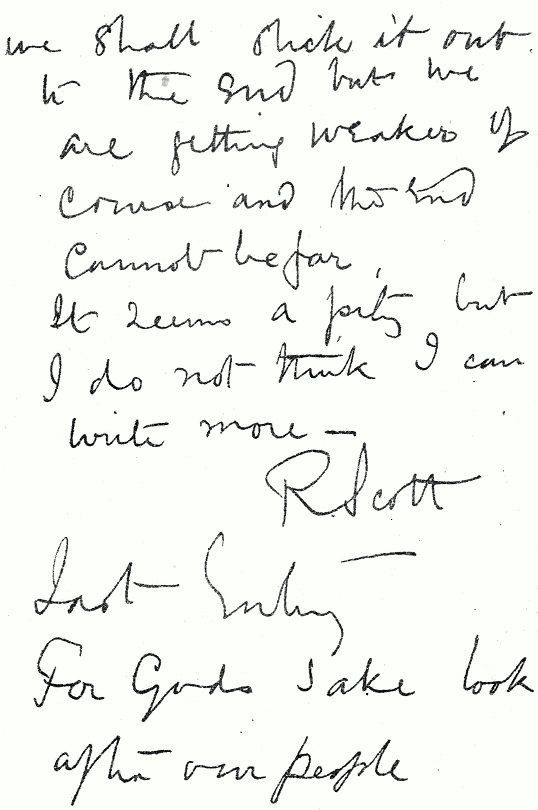
Последняя страница дневника Скотта. 29 марта 1912 года

Члены команды понимали, что скоро конец. 11 марта, видя последние страдания Отса, Скотт написал в дневнике, что он приказал Уилсону выдать из походной аптечки каждому по смертельной дозе опиума на случай, если кто-то из участников решит не дожидаться естественной смерти. Последняя запись в дневнике Скотта датирована 29 марта 1912 года. По заявлениям Аткинсона — командира поисковой партии ноября 1912 года, Скотт умер последним: тела Уилсона и Бауэрса были аккуратно завязаны в спальные мешки, а сам командир отбросил отвороты спального мешка и раскрыл куртку. Под плечом у него находилась сумка с дневниками членов экспедиции, а руку он положил на тело Уилсона.

### Деятельность экспедиции после гибели Скотта в 1912—1913 годы. Возвращение
4 марта девять человек, включая тяжело больного лейтенанта Эванса, отплыли на барке «Терра Нова» в Новую Зеландию. Судно забросило в Мак-Мердо семь индийских мулов, 14 собак (три вскоре издохли) и необходимый провиант. Риски антарктической осени и ограниченный запас провианта заставили Д. Гирева и Черри-Гаррарда, не дожидаясь группы Скотта, возвращаться на базу. 16 марта 1912 года они добрались до мыса Хат-Пойнт, где застали Аткинсона и унтер-офицера Кеохэйна: от мыса Эванс их отрезала полынья. Тем не менее, 26 марта Аткинсон предпринял последнюю попытку узнать новости о группе Скотта. 30 марта его группа заложила склад в 8 милях от Углового лагеря, оставив там недельный запас провианта. На вторую зимовку на мысе Эванс остались 13 человек, группа Кемпбелла (6 человек) находилась в полной изоляции на Земле Виктории. Зимовка на базе Скотта была крайне тягостной в психологическом отношении, ибо все понимали, что произошла катастрофа. Научные работы, тем не менее, продолжались в полном объёме, особенно астрономические исследования и наблюдения за полярными сияниями.
Исполнявшему обязанности командира Аткинсону, принимая во внимание малочисленность команды, пришлось выбирать из двух маршрутов: либо идти на юг, пытаясь найти останки Скотта, либо к Земле Виктории по побережью для спасения лейтенанта Кемпбелла. Было решено искать Скотта. 29 октября 1912 года выступила группа мулов, Аткинсон, Черри-Гаррард и Д. Гирев следовали за ними на собаках. 10 ноября обе группы достигли Склада Одной Тонны и двинулись на юг, предполагая идти до ледника Бирдмора (Аткинсон полагал, что несчастье случилось на перевале). Однако уже 12 ноября они обнаружили палатку Скотта, почти занесённую снегом.

Группа Аткинсона
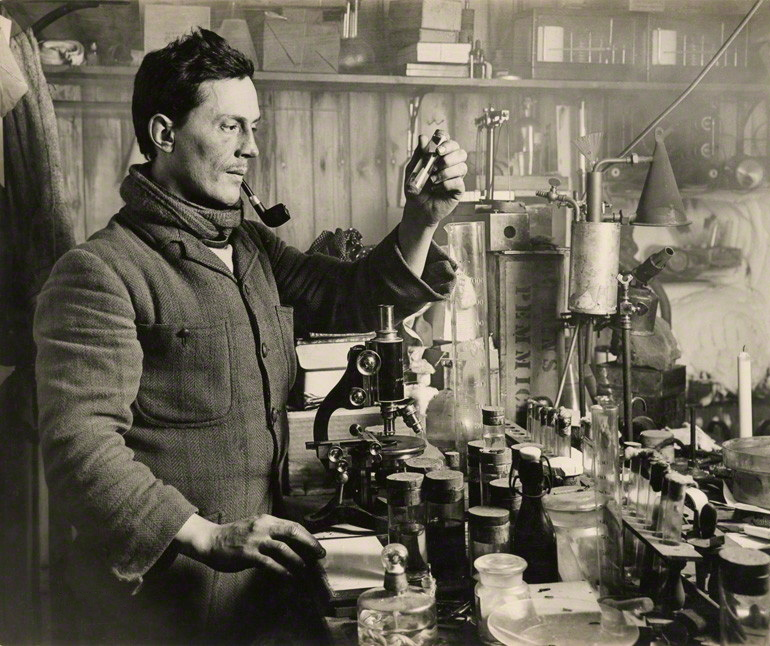
Эдвард Аткинсон в лаборатории
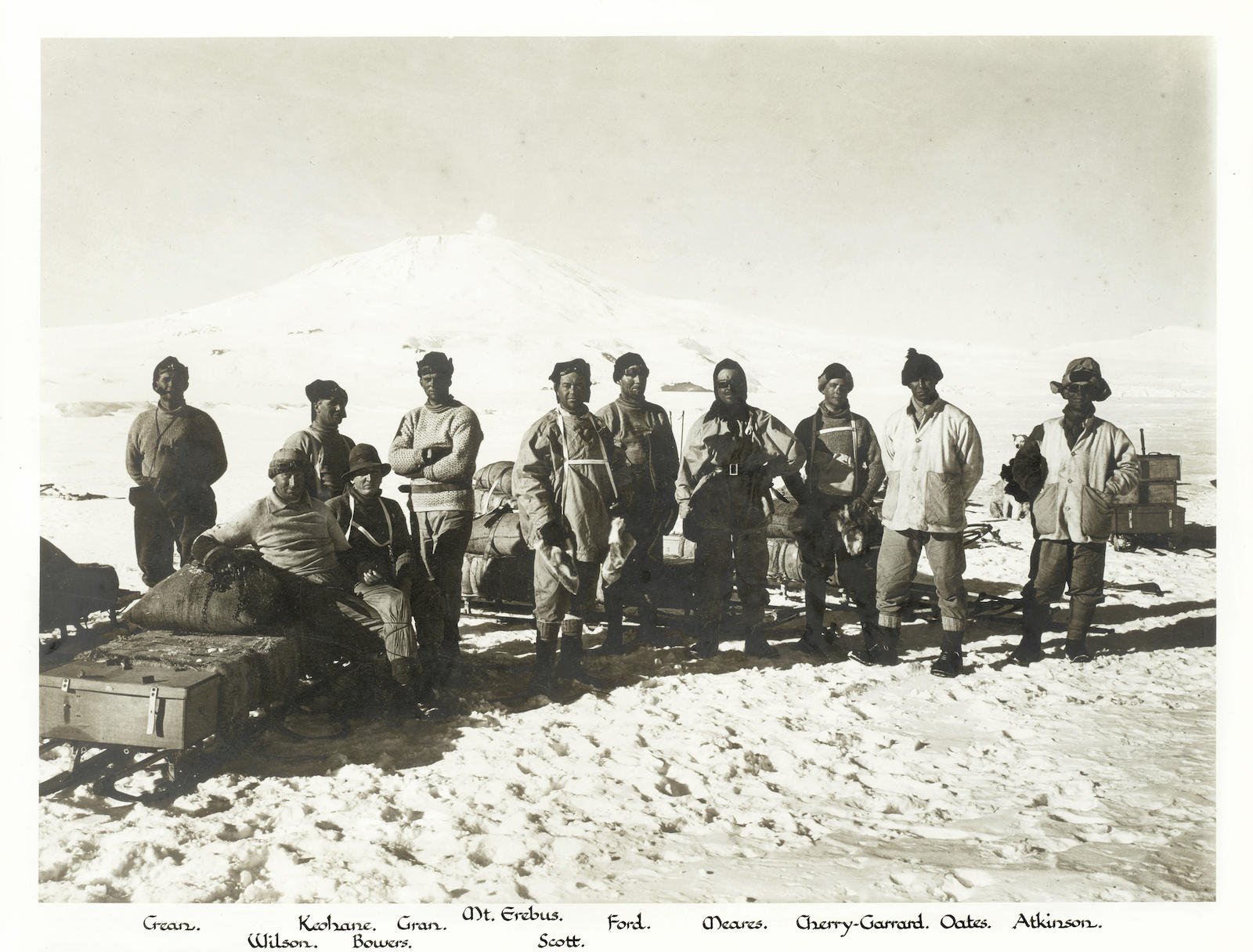
Южная санная партия
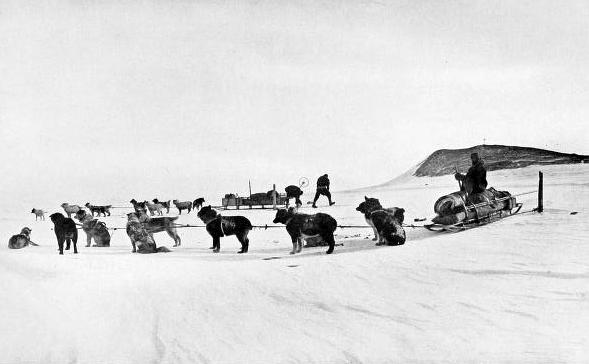
Черри-Гаррард, Аткинсон и Гирев с упряжными собаками 1 ноября 1912 года
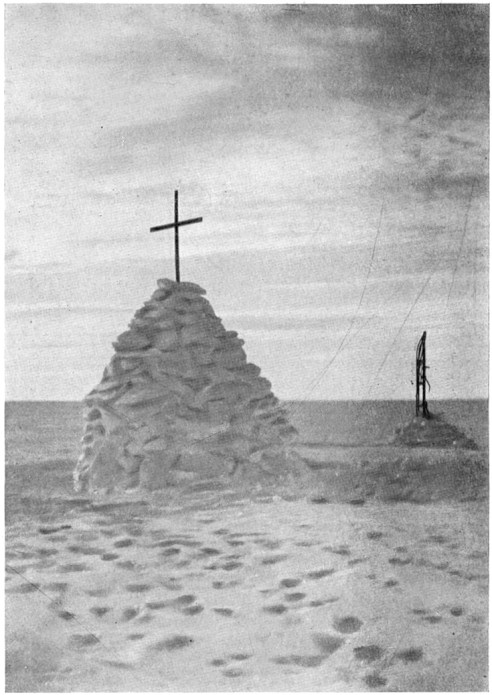
Могила Скотта, Уилсона и Бауэрса 12 ноября 1912 года

Аткинсон составил описание увиденного и забрал дневники членов экспедиции и непроявленные фотопластинки, которые хорошо сохранились за 8 месяцев полярной ночи. В старом ботинке Скотта было найдено письмо Амундсена, которое англичане забрали с собой. Были также найдены горные породы, собранные на леднике Бирдмора. Тела не тронули, только убрали подпорки палатки, её полог послужил саваном погибшим. После этого над останками была построена снежная пирамида, увенчанная временным крестом из лыж. В снегу оставили отчёт о походе. Аткинсон хотел разыскать и тело Отса, которое должно было находиться не более чем в 20 милях (о его судьбе он знал из записей Скотта). У одного из старых валов для защиты пони был найден его спальный мешок, но тела не обнаружили, вероятно, оно было занесено снегом. Трюгве Гран впоследствии описал свои впечатления доктору Левику из Северной партии экспедиции, и утверждал, что Скотт, судя по его позе, сильно страдал перед смертью, тогда как Уилсон и Бауэрс умерли во сне. Он также упоминал следы «ужасных» обморожений, несомненно, полученных при жизни.
Вернувшись на базу 25 ноября, Аткинсон застал там в полном составе группу Кемпбелла, самостоятельно вышедшую после ледовой зимовки, после чего Кемпбелл взял командование на себя. Черри-Гаррард прямо заявил, что известия о возвращении невредимой Северной партии были вообще лучшими новостями за целый год. Сами участники группы Кемпбелла сожалели, что не успели поучаствовать в поисках команды Скотта. Доктора Левика беспокоило, что участники экспедиции явно демонстрировали симптомы цинги, и он стал ежедневно кормить своих товарищей свежей тюлениной. Последний день 1912 года завершился ураганом, а у Эббота и Черри-Гаррарда стала развиваться депрессия. Эпсли Черри-Гаррард всю оставшуюся жизнь упрекал себя, что не добрался до группы Скотта в марте. Дебенхэм и Кемпбелл стали готовиться к ещё одной зимовке, если льды не пропустят «Терра Нову» к острову Росса.

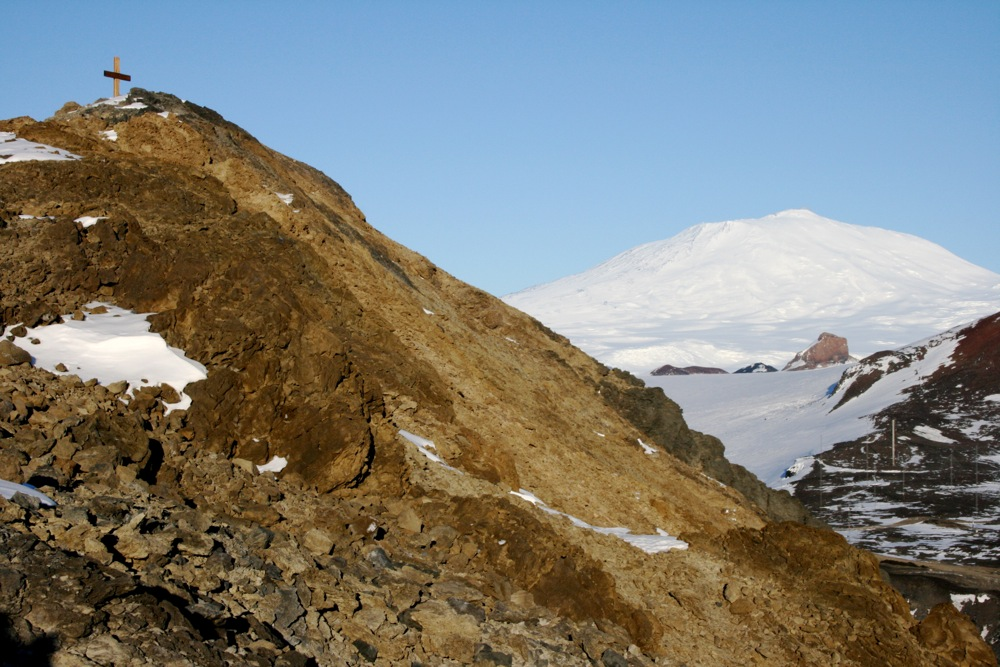
Крест на Обсервейшн-Хилл (слева вверху) и вид на Эребус. Фото 15 января 2008 года

Поскольку за две первых недели 1913 года судно так и не пришло, 17 января Кемпбелл отдал приказ по экспедиции начать забой тюленей и пингвинов для накопления зимних запасов. Однако 18 января 1913 года прибыла «Терра Нова» под командованием Эдварда Эванса. Капитан Эванс писал в дневнике:

Я ощутил комок в горле при мысли о том, что я должен буду приветствовать полярников, зная, что их опередил Амундсен. Это всё равно как поздравлять близкого друга с тем, что он пришёл вторым в отчаянной изнурительной гонке. Именно так оно и было.

О гибели командира Эвансу сообщил Кемпбелл. На судне был сделан большой крест из красного дерева, на котором была вырезана посвятительная надпись и финальная фраза из «Улисса» А. Теннисона — To strive, to seek, to find, and not to yield («Бороться и искать, найти и не сдаваться»); эту цитату предложил Черри-Гаррард. Крест установили на вершине холма Обсервер, откуда открывался вид и на первую базу Скотта 1901 года, и на шельфовый ледник Росса. Кемпбелл решил не перевозить морем уцелевших мулов и собак, и 19 января они были застрелены. 22 января 1913 года «Терра Нова» покинула пролив Мак-Мердо, по пути в Новую Зеландию предстояло забрать геологические коллекции Пристли, которых только на мысе Робертс было около 300 кг. Посетили и зимовочную пещеру группы Кемпбелла на острове Невыразимый; Эванс писал в дневнике, что, судя по тому что он увидел, Пристли, Левик и Кемпбелл слишком многое замалчивали. 10 февраля экспедиция вернулась в порт Оамару (Новая Зеландия), откуда были посланы известия в Лондон и Нью-Йорк.
Официально командовать экспедицией с 27 февраля 1913 года стал Эванс, тогда как Кемпбелл, Пеннелл и Аткинсон, а также финансовый ревизор Дрейк были отправлены в Великобританию для ликвидации дел экспедиции. Они отбыли рейсовым пароходом 13 марта. Доктор Левик остался на борту «Терра Новы» в качестве судового врача. 11 апреля барк обогнул мыс Горн во время сильного шторма, однако дальнейшая погода была неизменно ясной. По пути экспедиция зашла в Рио-де-Жанейро, на Азорские острова и острова Силли, и прибыла в Кардифф 14 июня 1913 года, пробыв в отсутствии три года без двух дней.

## Деятельность отряда Кемпбелла (Северной партии) в 1911—1913 годах

### Зимовка на мысе Адэр

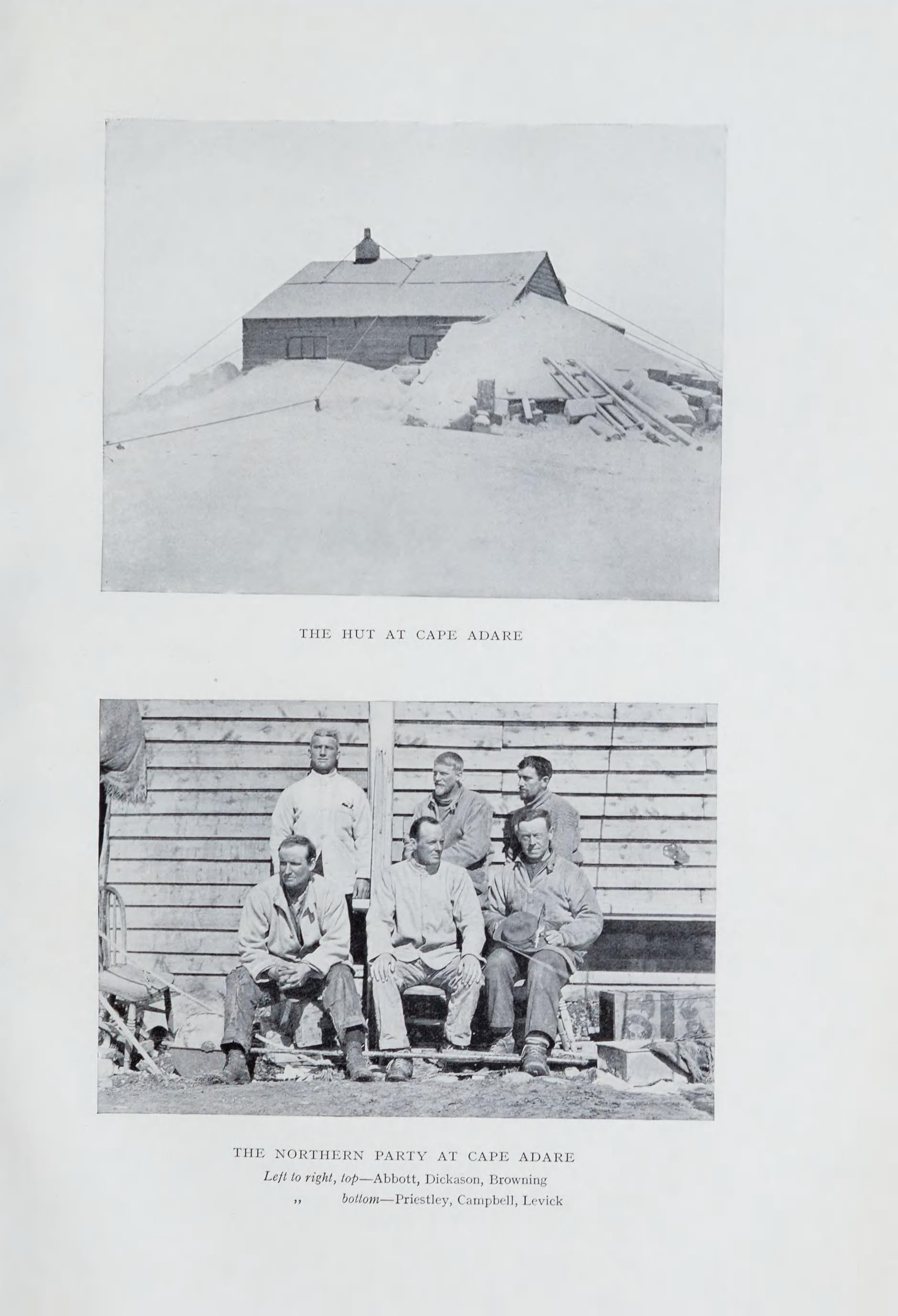
Зимовочный дом на мысе Адэр и групповая фотография отряда Кемпбелла

В отряд под командованием лейтенанта Кемпбелла входили: рядовые и унтер-офицеры Эббот, Дикасон, Браунинг, геолог Пристли и врач-паразитолог Левик. После неудачи с высадкой на Землю Эдуарда VII было решено перенести деятельность группы на север — на Землю Виктории, при этом отпадала необходимость в использовании лошадей, которые были возвращены Скотту. Местом зимовки был определён мыс Адэр. 18 февраля 1911 года была произведена высадка, причём малочисленный отряд за 22½ часа перенёс на сушу 30 тонн необходимого снаряжения; экспедиционерам помогали 10 добровольцев из судовой команды. Пока шло обустройство, зимовщики пользовались домом Борхгревинка. «Терра Нова» ушла в Новую Зеландию в четыре часа утра 20 февраля.
Зимовочная хижина была удобной, но галька, на которой она построена, была пропитана экскрементами пингвинов, распространяющими отвратительный запах. Стройплощадку обработали хлоридом кальция, постарались выгрести гуано и выкопали дренажную канавку. Крыша была привязана стальными тросами к якорям, пол обтянули линолеумом зелёного цвета. Социальные различия соблюдались и на зимовке: койки офицеров поставили у одной стены, рядовых — у другой. Каждый из офицеров (Кемпбелл, Левик, Пристли) имел 6 футов личного пространства, обозначенного символически — карандашными пометами на стенах и потолке. У зимовщиков имелось всё необходимое: в число припасов входили консервированные морковь и крыжовник, сушёный шпинат, ветчина и соус карри. Имелись матрацы и спальные мешки, стол со стульями, 12 суповых мисок, бытовые весы, мясорубка, противни, кастрюли и даже пароварка. Обнаружилось, что баранина из Новой Зеландии испортилась, её выбросили в море, и отряд был вынужден питаться пингвинами Адели. Во время зимовки постоянно велись метеорологические наблюдения и биологические исследования, уже с середины зимы началась подготовка к санным походам. Рацион команды был основан на опыте Шеклтона, исходя из дневной нормы в 34,1 унций (967 г) твёрдой пищи, включая сыр и изюм. Сухарей в рационе было больше, чем пеммикана. Оказалось, что очень тяжело найти источник питьевой воды, не загаженной пингвинами. Зимовщики пользовались латриной, возведённой ещё Борхгревинком.
Полярная ночь началась 19 мая. Моряки и учёные вели размеренную жизнь: Кемпбелл следил за хронометрами и проводил магнитные наблюдения, Левик следил за расходом припасов, формировал рацион и фотографировал, Пристли наблюдал за погодой (начиная съёмку показателей в 06:00) и занимался геологией. Подъём объявляли в семь утра, завтракали в восемь, обедали в 13 часов, в 16:30 устраивали файв-о-клок, ужинали в 19:00. Рабочий день длился до пятичасового чая, вечер был посвящён стирке или ремонту одежды, после ужина включали граммофон, читали или играли в шахматы и карты. Отбой объявляли в 23:00. Кемпбелл в дневнике упоминал почти исключительно офицеров, игнорируя нижних чинов. Однако именно Дикасон, Эббот и Браун занимались всеми бытовыми заботами: добывали лёд для растопки воды, таскали со склада топливо, топили печь, готовили пищу, убирались, и даже ассистировали Пристли. Генеральную уборку производили каждую субботу, и Кемпбелл настаивал на строгом соблюдении гигиены. Нижние чины старались не проявлять эмоций и, даже живя с начальством в одном помещении, соблюдали формальную субординацию. Пристли оказался в двойственной социальной роли: в отличие от Левика и Кемпбелла, у него не было флотского чина, он не имел учёной степени, не окончил престижной школы, и даже не курил. Зато он был единственным участником группы, обладавшим опытом выживания в Антарктиде. Люди могли уединяться в хижине Борхгревинка (в ней оборудовали спортивный зал, где можно было играть в мяч, боксировать и фехтовать). По воскресеньям проводили церковные службы, а для настроения отмечали дни рождения участников команды, отпраздновали 9-ю годовщину свадьбы Кемпбелла, выпуск из Итона, День середины зимы и проч..

### Весенние походы
Кемпбелл спешил с выходом, и было решено начинать санные походы с 29 июля — начала полярного дня. Первый поход проходил в тяжёлых условиях, вдобавок, из-за гористого окружающего рельефа тяжёлый груз приходилось на санях тащить по морскому льду, покрытому солью; молодой морской лёд также был солёным, и полярники мучались от жажды. Температура иногда падала до −48 °C, поэтому Кемпбелл 2 августа предпочёл вернуться на базу. 15 августа разразился сильный ураган, температура в доме сильно упала и колебалась около 15 °F (−10 °C); припай, отделившись от берега, унёс значительную часть научных приборов, в частности, мареограф для измерения высоты прилива. Это был сильный удар по планам Кемпбелла, поскольку команда оказалась блокирована на скалистом берегу. Были полностью подтверждены выводы Борхгревинка о невозможности исследования этих мест с моря.
В сентябре начались походы для закладки складов для похода на запад, в них участвовали Кемпбелл, Левик, Эббот и Дикасон: на четверых приходилось 1140 фунтов груза (517 кг), при этом лыжники, впряжённые в сани, развивали скорость до 2 миль в час. Оказалось, что норвежские нарты с металлическими полозьями лучше скользят, чем английские деревянные (их позаимствовали на складе Борхгревинка); от чувства жажды хорошо помогали конфеты с лимонным соком, найденные там же. В результате похода был открыт ряд бухт на побережье Земли Виктории. Второй поход начался 4 октября, в ходе него было проведено картографирование залива Релиф. В ноябре — декабре было совершено две краткие экскурсии во льдах. На Пристли — единственного профессионального учёного — теперь работала вся остальная команда: он оформлял отчёты о западном походе, обрабатывал образцы льда, метеорологические съёмки, печатал и подписывал фотографии, маркировал геологические образцы. Браунинг перепечатывал на машинке копии всех материалов, а также участвовал в составлении шуточного журнала «The Adelie Mail & Cape Adare Times». Когда наступило антарктическое лето, доктор Левик целые дни проводил в колонии пингвинов Адели, занимаясь изучением их социального поведения. К декабрю он вчерне закончил рукопись научно-популярной книги «Пингвины Антарктики» и загорелся идеей создания диорамы для Британского музея, и стал собирать естественные мумии и костяки пингвинов, окаменевшее гуано и проч. Геологические коллекции Пристли, собранные к этому времени, весили несколько сотен фунтов. 17 декабря Левик фотографировал хижину и сумел отладить автоспуск на камере, чтобы сделать групповое фото, воспроизведённое затем в отчёте экспедиции. После празднования Рождества Кемпбелл ввёл круглосуточное дежурство на мысе Адэр для отслеживания прихода «Терра Новы» — в ясную погоду видимость составляла около 100 миль.

Вторая зимовка группы Кемпбелла
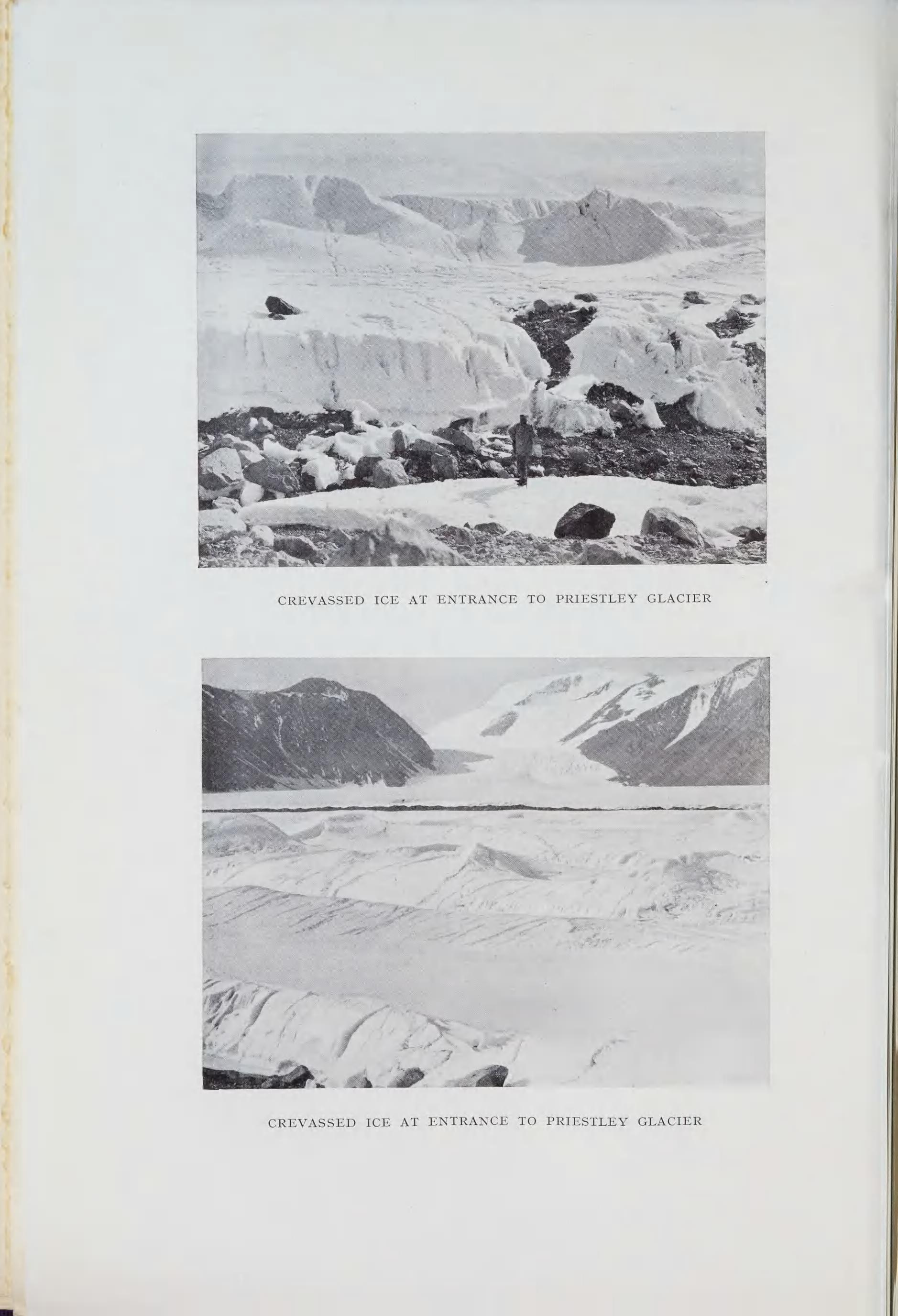
Ледник Пристли
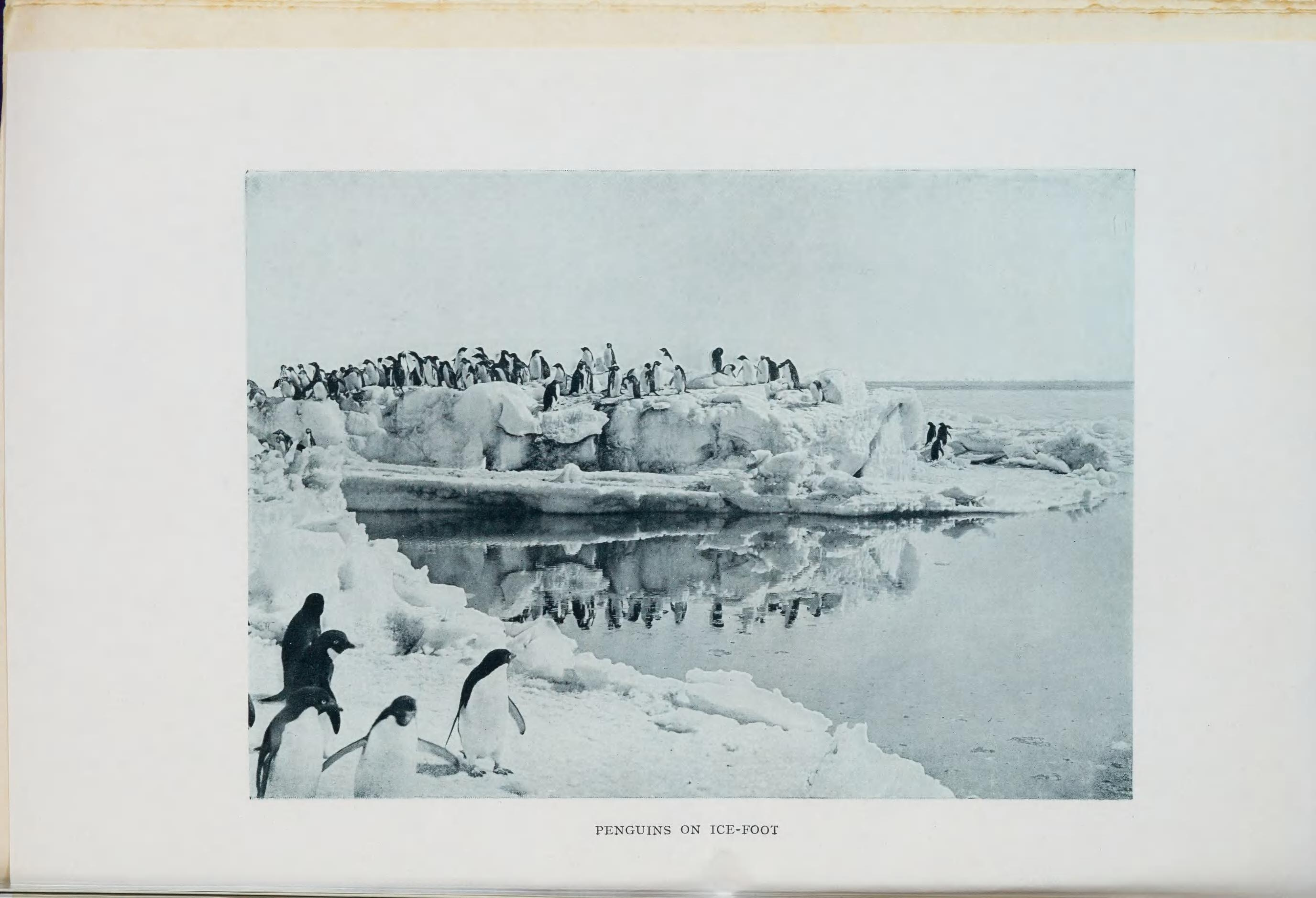
Колония пингвинов
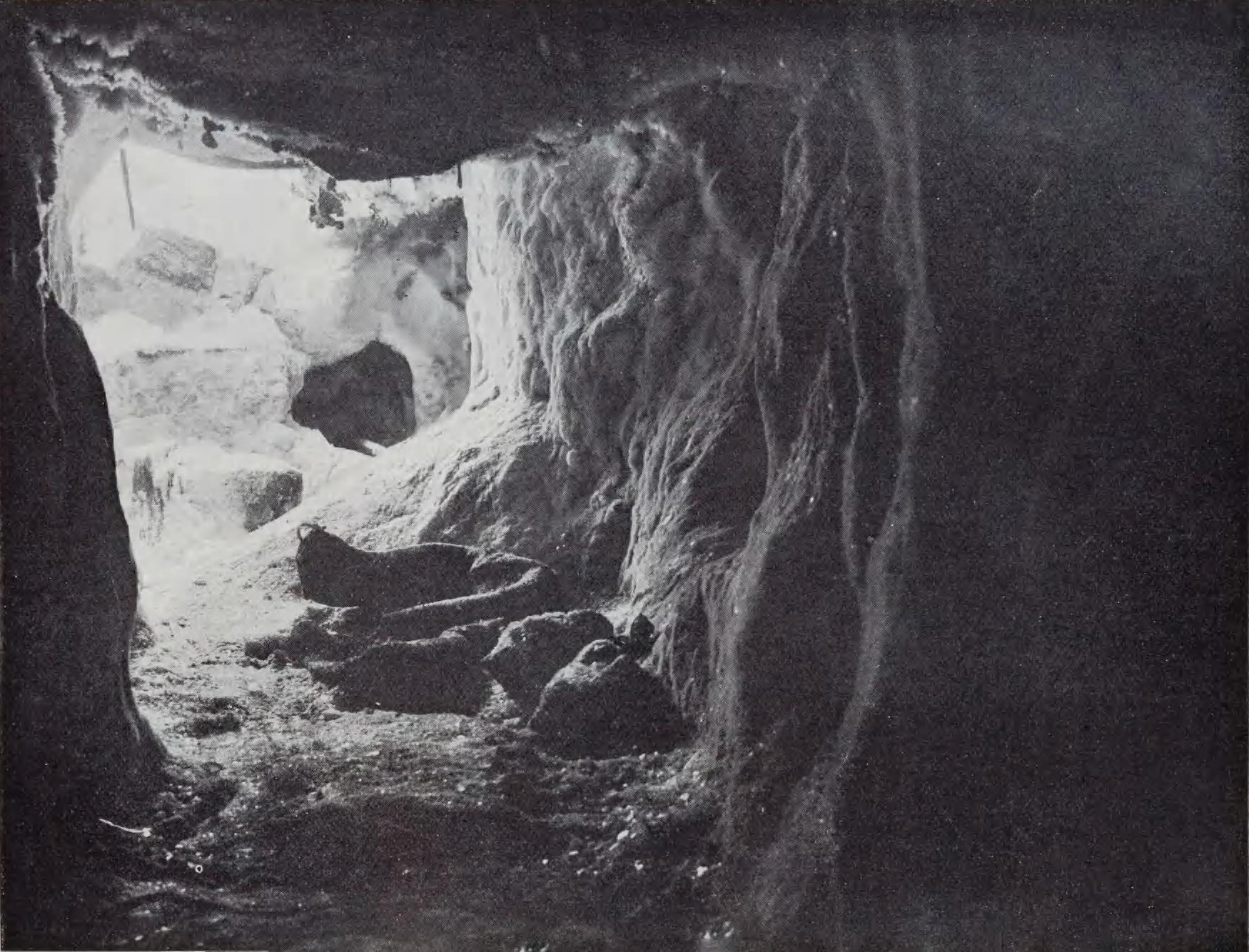
Зимовочная пещера
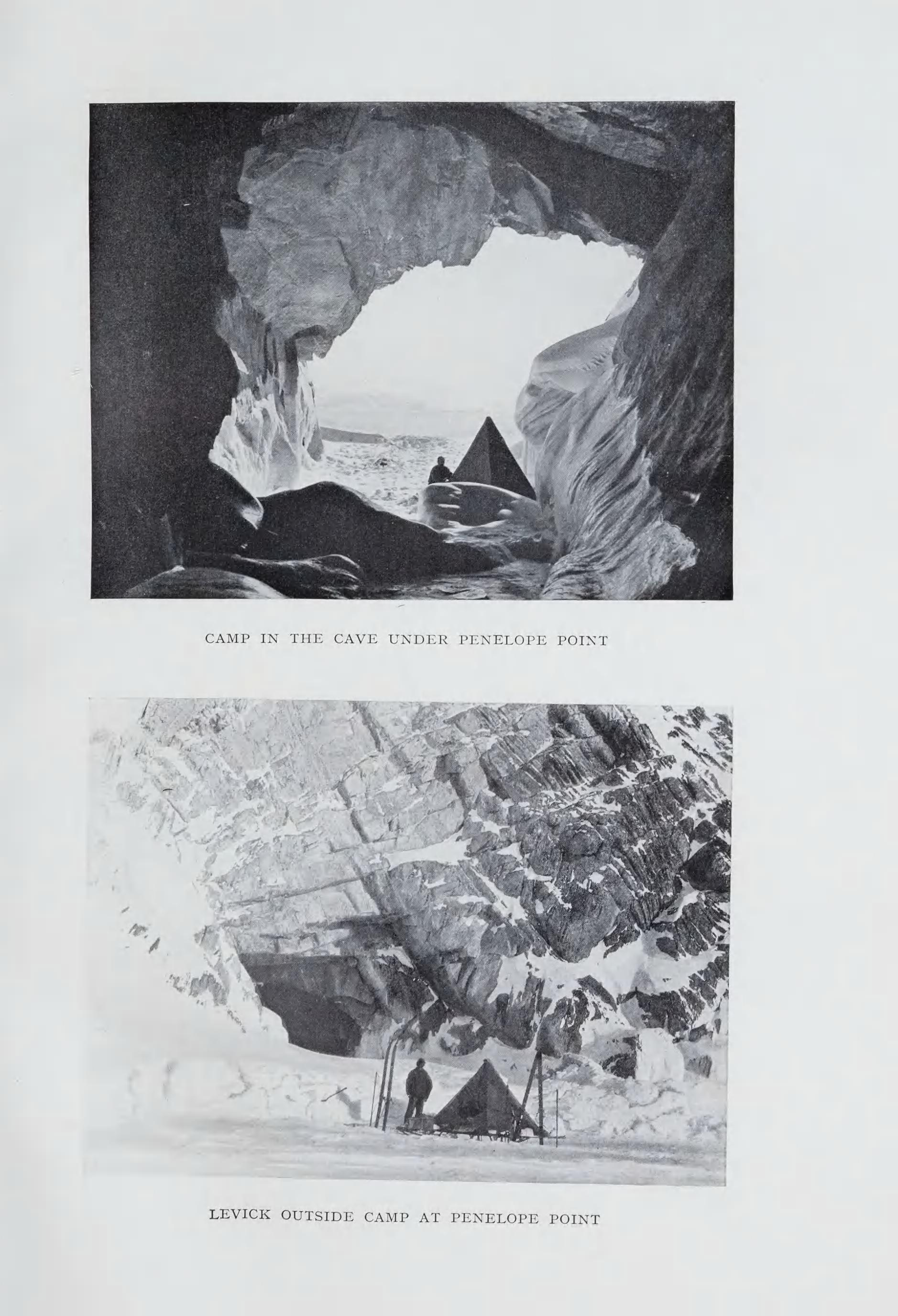
Походный лагерь у мыса Пенелопы

3 января 1912 года увидели экспедиционное судно, но из-за мощных льдов барк «Терра Нова» не мог приблизиться к суше. С 4 по 8 января Северная партия была переброшена на новое место базирования, позднее названное «Вратами ада» (близ ледника Дригальского). В феврале, после 6-недельных исследований, отряд должен был быть эвакуирован на главную базу экспедиции на мысе Эванса. 27 января, страдая от снежной слепоты, Кемпбелл и Пристли совершили замечательное открытие: обнаружили залежи каменного угля, а 31 января были найдены также стволы древовидных папоротников до 30—45 см в диаметре. Это свидетельствовало, что древнейший климат Антарктиды был, по крайней мере, умеренным, а оледенение отсутствовало. 7 февраля был обнаружен остров, названный Неописуемым (англ. Inexpressible). На острове имелось множество окаменелых скелетов тюленей, в том числе гигантов длиной 144 дюйма (3,6 м). На леднике на высоте 3000 футов (915 м) был найден мумифицированный тюлень.

### Незапланированная зимовка 1912 года

Северная партия экспедиции Скотта после зимовки в ледяной пещере. Слева направо: Дикасон, Кэмпбелл, Эббот, Пристли, Левик, Браунинг. Ноябрь 1912 года

Сильные штормы, начавшиеся 7—8 февраля (12-го прошёл сильный снегопад), обрекали Северный отряд на вынужденную зимовку: команда «Терра Новы» трижды делала попытку приблизиться к берегу, но всякий раз не могла подойти ближе чем на 27 миль (43 км). Пришлось наполовину урезать рацион и жить в походных палатках, отапливаемых жировыми лампами. Ветер усиливался, палатки рвались. С 1 марта 1912 года началась подготовка к зимовке, в первый же день было убито 2 тюленя и 18 пингвинов. Кемпбелл и Левик дискутировали о типе зимнего убежища: доктор настаивал на стационарном убежище из камней, с крышей из лыж и нарт, изолированного шкурами и снегом. Кемпбелл считал, что ледовая пещера будет надёжнее.
Во вторник, 5 марта 1912 года Левик начал копать ледяную пещеру (у него были два геологических молотка Пристли, кирка и лопата), тогда как остальные занялись добычей тюленей и пингвинов. Работа началась с закладкой шурфа глубиной 2 метра, от которого вбок уходил проход; собственно жилая пещера имела площадь 3,5 × 2 м при высоте 1,7 м. Рацион питания упростился донельзя: утром тюленина, вечером — галеты, поджаренные на тюленьем жиру, причём его не хватало для полноценной физической работы на морозе. При этом поголовье тюленей было невелико, и охотничьей добычи могло не хватить до следующей весны. Всего было добыто 11 тюленей и 53 пингвина, пока животные не скрылись на зиму. 17 марта началось перетаскивание имущества на 1 милю от берега, а 19 марта Северная партия переселилась в ледяную пещеру. Зимовка происходила в тяжелейших условиях, особенно донимали всех голод и холод. Экспедиционеры испытывали углеводное голодание, страдали от отсутствия чая и табака. Не хватало соли, поскольку зачерпнуть морской воды было возможно далеко не каждый день. Истощённые организмы полярников не переваривали мясо и жир тюленей, экспедиционеров поразила диарея, которая приводила к обморожениям. Чтобы немного отвлечься, Левик стал читать товарищам вслух. Для чтения были выбраны «Декамерон» (но он показался «ужасно скучным») и «Дэвид Копперфильд». Регулярно пели гимны из Нового Завета. У Кемпбелла остался маленький запас изюма, и он ввёл следующий ритуал: конец каждого месяца отмечали, раздав каждому по 20 изюминок. Серьёзным неудобством стал ревматизм (синдром «пещерной спины») — из-за низкого потолка и малого размера помещения, почти постоянно приходилось сидеть у ледяной стены в полусогнутом положении.

Представьте себе партию людей в лёгкой, изорванной летней одежде, в грязных носках и рукавицах. Соедините эти два представления воедино — и вот перед вами обстановка, которая доводит участников партии до исступления.

В середине июля удалось убить нескольких тюленей, что позволило не голодать и меньше страдать от холода и темноты (готовили на самодельной жировой лампе). В последний день июля Кемпбелл распределил оставшиеся галеты и изюм, на этом лакомства закончились. Настроение поднялось, когда 1 августа в ледяную пещеру проник дневной свет — Солнце поднялось довольно высоко над горизонтом. Эббот сильно повредил руку, и Левик опасался, что после возвращения он останется калекой. Развалились ботинки Дикасона, а Браунинг, беспрестанно страдающий диареей, сильно обморозился. В августе закончилось свежее мясо, а закопанная в снег тюленина и мясо пингвинов прогоркли. К началу сентября стало ясно, что необходимо выходить к базе (до которой было 370 км) собственными силами. К тому времени переменилось направление ветра, который через входной лаз заносил пещеру снегом, таявшим от дыхания зимовщиков; снаряжение и спальные мешки постоянно были мокрыми.

### Возвращение на Мыс Эванса

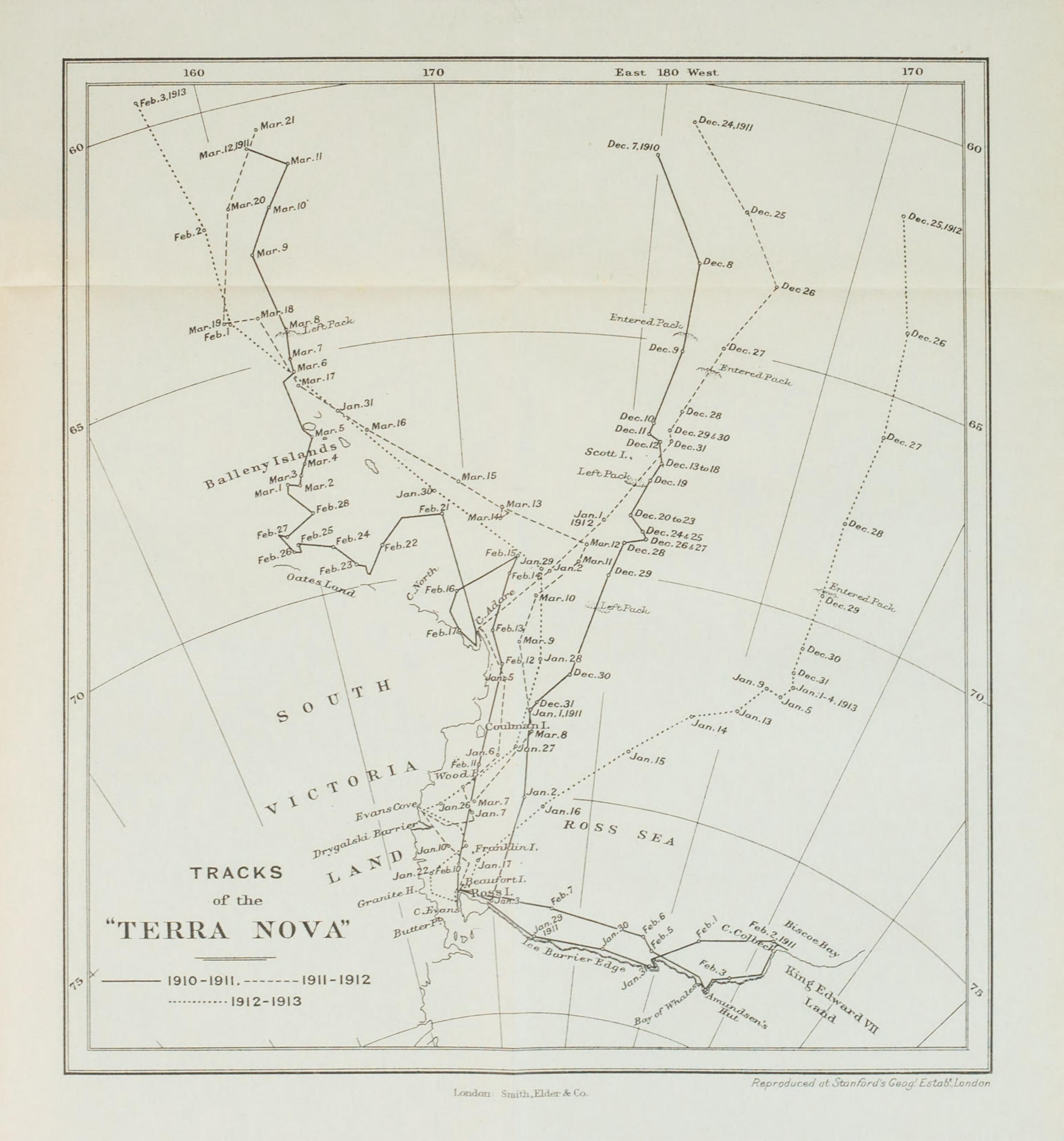
Маршруты барка «Терра Нова» в Море Росса

Между 9 — 10 сентября 1912 года доктор Левик приказал начинать физическую разминку, чтобы участники партии могли выдержать санный поход. Эббот и Браунинг по состоянию здоровья были непригодны для физического труда, Кемпбелл взялся ремонтировать спальные мешки и палатки, остальные занялись заготовкой припасов. В пургу 21 сентября Левик и Эббот обморозились, а на следующий день Пристли, Браунинг и Дикасон отравились тюленьей печенью. К 24 сентября 1912 года у команды осталось провианта на 28 дней (исходя из половинного рациона). В этот день Левик сфотографировал всю команду и их зимнее убежище, рассчитывая более не оставаться в нём. Однако из-за приступа кишечной болезни у Браунинга пришлось задержаться ещё.
30 сентября шестеро человек двинулись в последний поход, добыв накануне тюленя и пятерых пингвинов. Кемпбелл раздал перед походом новую одежду: каждый экспедиционер получил шерстяной жилет, свитер, куртку, четыре пары носок, шерстяную шапку, перчатки и штормовки. В первый день удалось пройти пять миль. Голод к тому времени заставил людей есть убитую дичь сырой. Пристли писал:

Мороженое мясо оказалось очень нежным, оно буквально таяло во рту. Не стану утверждать, что мне эти ленчи очень нравились, — я так и не смог преодолеть отвращения ко вкусу крови, хотя время от времени и приходилось употреблять сырое мясо, и притом в изрядных количествах, но такая еда сберегала нам керосин и была, наверное, не менее питательной и сытной, чем любая другая.

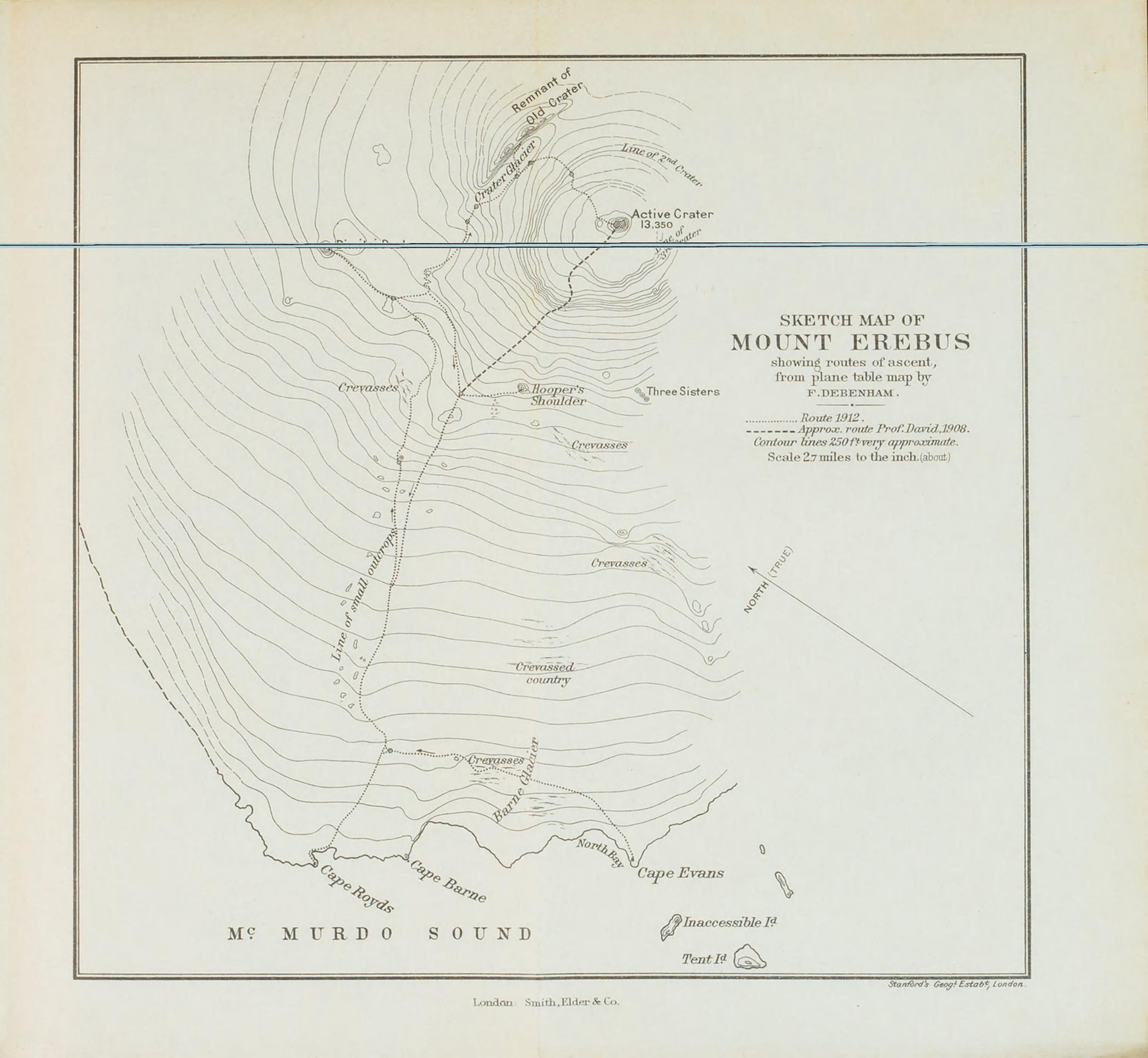
Маршруты восхождения на вулкан Эребус

Основная часть перехода осуществлялась по морскому льду. Обогнув ледник Дригальского, 27 октября команда добралась до Гранит-Харбор, причём истощённого Браунинга пришлось посадить на сани. Несмотря на болезни и истощение, за 4 недели путешественники преодолели 185 миль. Вскоре был найден запасной склад, оставленный в феврале геологической группой Гриффита Тейлора и Дебенхэма, в котором обнаружили
масло, какао, чай, сахар, изюм, соль и галеты. Лёжка тюленей решила проблемы со свежим мясом и топливом. 31 октября путешественники достигли острова Данлоп, который геологи с мыса Эванса посетили шестью неделями раньше. 1 ноября достигли склада на мысе Бернакки, где имелись галеты и пеммикан. 2 ноября на мысе Баттер неожиданно обнаружился большой склад, помеченный письмом Аткинсона, побывавшим там 14 апреля. Было принято решение идти по паковым льдам прямо на мыс Эванса, но Левик предварительно решил устроить «пир», на котором доктор даже заставил всех выпить бренди. Смена рациона значительно улучшила состояние Браунинга и придала ему сил.
6 ноября команда Кемпбелла прибыла на мыс Хат, но на базе никого не нашли: к тому времени Аткинсон отправился искать Скотта. 7 ноября в 15:30 добрались, наконец, до мыса Эванса, где встретили Дебенхэма и Арчера, и все участники зимовки смогли вымыться и переодеться. Группа Кемпбелла была сильно истощена: Пристли писал, что весил по прибытии на базу 10 стоунов (63 кг), впрочем, хорошее питание быстро возвращало людей в норму. Дебенхэм 13 ноября сфотографировал всю Северную партию. Далее Пристли взял пишущую машинку Черри-Гаррарда и приступил к перепечатке своих дневников, в которые ретроспективно вносились правки, связанные с совершёнными группой Скотта открытиями. Несмотря на плохое физическое состояние, Пристли возглавил восхождение на Эребус, в котором участвовали 6 человек. Этот поход завершился 2 января 1913 года.

## После экспедиции

### 1912 год
7 марта 1912 года лондонская газета Daily Chronicle опубликовала первое сообщение об успехе Амундсена. Эта весть вызвала недоумение в Британии, пошли слухи об успехе Скотта. Кэтлин Скотт в тот день записала в свой дневник:

Сегодня повсюду шум и гам. Отовсюду сыплются телеграммы: «Амундсен прибыл Хобарт, сообщает достижении полюса Скоттом». Благодарение богу, я им не поверила. И в то время как плакаты кричали: «Скотт на Южном полюсе — блестящая победа», — я была уверена, что тут какая-то ошибка.

Первая достоверная информация о промежуточных результатах экспедиции «Терра Нова» появилась 1 апреля, когда из Новой Зеландии были переданы по телеграфу дневники Скотта годичной давности.
В сентябре 1912 года вышел в свет роман английского политика А. Мэсона «Штурвал», прототипом главного героя в котором был Роберт Скотт. Протагонист начинает с политической карьеры, но затем отказывается от кресла в Парламенте ради достижения Южного полюса. Интересно, что герою романа не удаётся достичь полюса, хотя автор не предполагал трагического конца главного героя. В предисловии особо оговаривалось, что «роман был начат в 1909 году».
Кинооператор Герберт Понтинг вернулся в Британию в ноябре 1912 года с массой фотографий и несколькими фильмами об экспедиции. В интервью он опроверг слухи, что на крайнем Юге Земли имела место полярная гонка, и заявил, что покорение Южного полюса было только частью программы Скотта. Он добавил:

Среди поздравлений, поступающих в адрес капитана Амундсена, самым сердечным будет то, которое он получит от капитана Скотта. Ибо именно Скотт больше, чем кто-либо иной, способен понять, что значит добиться успеха в подобном предприятии.

### После гибели Скотта
Вечером 10 февраля 1913 года в Лондоне стало известно, что «Терра Нова» вернулась на месяц ранее оговорённых сроков в связи с серьёзной бедой. Тогда же было опубликовано «Воззвание к общественности» самого Скотта, написанное им перед смертью. Там анализировались причины провала экспедиции, причём особо оговаривались тяжёлые погодные условия. Завершалось послание так:

Если бы мы остались в живых, то какую бы я поведал повесть о твёрдости, выносливости и отваге наших товарищей! Мои неровные строки и наши мёртвые тела должны поведать эту повесть, но, конечно же, наша великая и богатая страна позаботится о том, чтобы наши близкие были как следует обеспечены.

Премьер-министр Г. Асквит заверил Палату общин, что призыв Скотта будет услышан. Первый лорд Адмиралтейства У. Черчилль заявил, что вдова Скотта получит ту же пенсию, которая полагалась, если бы её муж погиб на действительной службе и стал кавалером ордена Бани. То же касалось вдовы Эдгара Эванса.
Центральные английские газеты учредили фонды имени Скотта. Первой была газета Daily Chronicle, чей владелец внёс в фонд 2000 фунтов. Газеты Австралии учредили «шиллинговые фонды» для оказания помощи иждивенцам погибших. В Лондоне 15 февраля 1913 года был объявлен траур, причём король Георг V участвовал в панихиде как простой военнослужащий, без полагающихся королевских почестей. Кэтлин Скотт получила известия о гибели мужа только 19 февраля, находясь на полпути между Таити и Новой Зеландией, куда направлялась встречать экспедицию.
Председатель Королевского географического общества лорд Н. Кёрзон заявил 15 февраля, что долг экспедиции Скотта составлял на тот момент 30 тыс. фунтов. В тот же день фонды Скотта были слиты в единый фонд, и требуемая сумма была собрана за три дня. К 8 июля фонд собрал 75 000 фунтов. После погашения долгов и выплаты пенсий 17 500 фунтов были выделены на публикацию научных результатов экспедиции; полку, где служил Л. Отс, была предоставлена субсидия для установки ему памятника. Оставшаяся сумма в 18 000 фунтов стерлингов была разделена на три части: на сооружение памятника погибшим, на установку мемориальной доски в соборе Святого Павла в Лондоне и на учреждение фонда для финансирования полярных экспедиций. Фонд был ликвидирован в 1926 году, все его средства были использованы по назначению.

### Награды. Увековечивание памяти

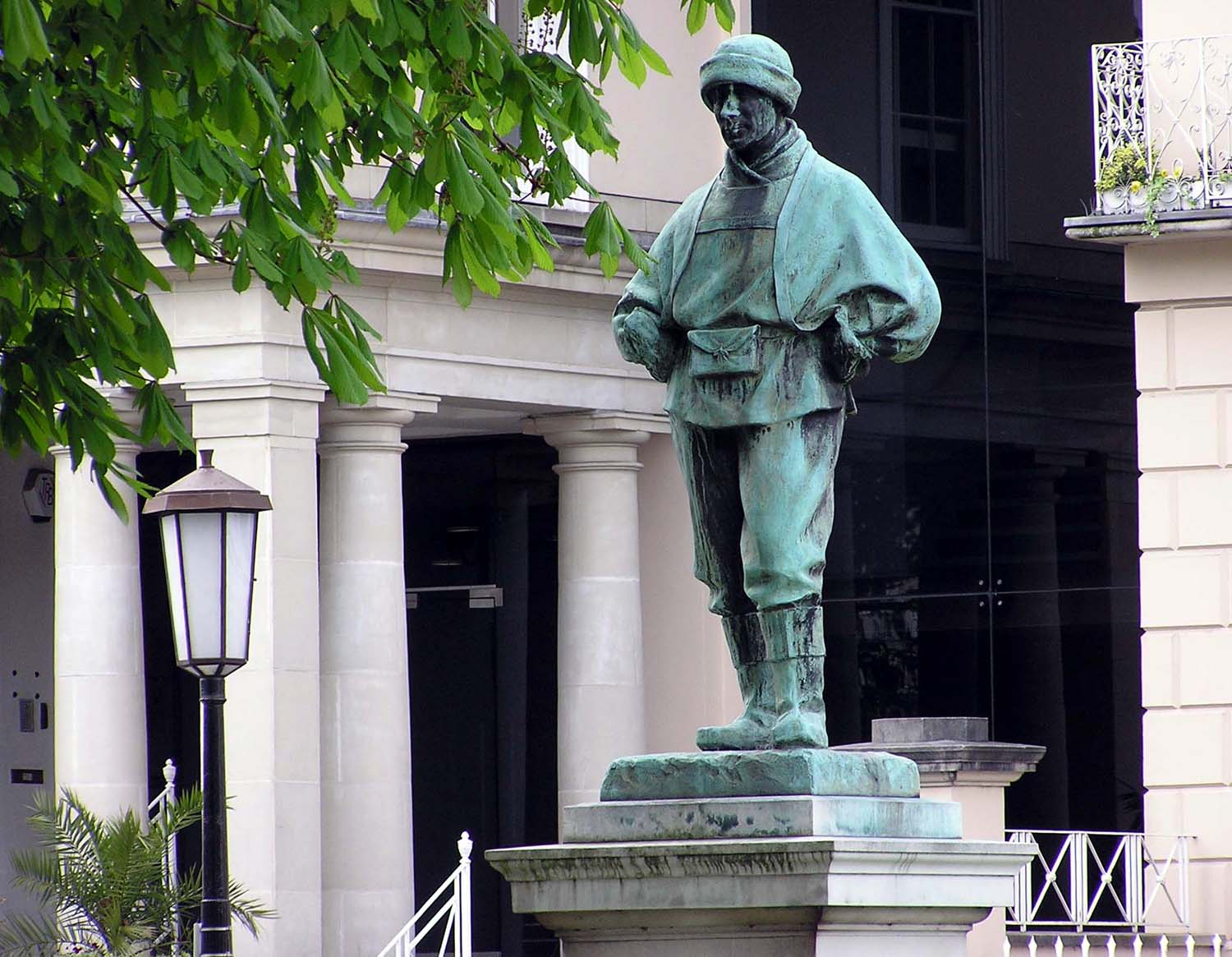
Памятник Э. Уилсону в Челтнеме.

Отчёт о полярной трагедии был прочитан в Королевском Альберт-холле 21 мая 1913 года капитаном 2-го ранга Эвансом. На докладе присутствовали около 10 тыс. человек. 26 мая все участники экспедиции были приглашены в Букингемский дворец, где награждены полярными медалями Королевского географического общества и короля, а Крин и Лэшли — удостоены медали Альберта за спасение капитана Эванса. Офицеры и матросы получили денежную премию.
Памятник Скотту, сооружённый на средства фонда его имени, был открыт в 1925 году в Девонпорте. Мраморный памятник работы Кэтлин Скотт воздвигнут в Крайстчерче (Новая Зеландия), ещё один поставлен в Порт-Чалмерсе, откуда Скотт отбыл в свою последнюю экспедицию. Памятники Скотту сооружены в Кейптауне и Портсмуте (последний — также работы К. Скотт). Кэтлин Скотт была и автором памятника шефу научной группы — Эдварду Уилсону в Челтнеме, открытого в 1914 году. По инициативе французского полярника Жана-Батиста Шарко в Швейцарских Альпах, где испытывались моторные сани Скотта, был сооружён мемориальный гурий, воспроизводящий могилу Скотта на шельфовом леднике Росса. Обелиск установлен и в Норвегии — у подножья ледника Хардангер. В 1920 году на средства Фонда Скотта был учреждён, а в 1926 году был открыт Институт полярных исследований имени Скотта (Кембридж). На церемонию его открытия были приглашены 26 ветеранов-полярников, из которых 9 человек представляли экспедицию Скотта и 5 — Шеклтона. Из зарубежных исследователей получили приглашения Фритьоф Нансен (который не смог присутствовать из-за всеобщей забастовки), Жан Шарко, Эрих фон Дригальский, Адриен де Жерлаш, Отто Норденшельд, Кнуд Расмуссен. Руаль Амундсен демонстративно не был приглашён — британское сообщество географов и учёных так и не смогло его простить.
Герберт Понтинг потратил много времени для монтажа документальных фильмов об экспедиции Скотта, из снятых им в 1910—1912 годах материалов. Он стремился получить признание со стороны государства, и в 1929 году три его фильма были официально приобретены государством. Герцог Йоркский официально поместил фильмы в собрание недавно открытого Британского имперского института кинематографии. В 1933 году Понтинг выпустил звуковую версию «Ninety Degrees South». Однако его фильмы не имели коммерческого успеха, поскольку фиксировали антарктические пейзажи и животных, но кадров с участниками экспедиции было относительно немного. Альбом фотографий Понтинга «Великий белый Юг» до его кончины в 1935 году переиздавался 11 раз.
В 1948 году был выпущен художественный биографический фильм «Scott of the Antarctic», в котором Роберта Скотта сыграл Джон Миллс. Съёмки проходили в Швейцарии и Норвегии, финансировали постановку правительство Фолклендских островов и министерство колоний, поскольку было решено, что Великобритания нуждается в пропагандистском ресурсе накануне раздела Антарктики.

### Книги
Выдержки из дневников Р. Скотта за первый год экспедиции публиковались сразу после их получения в 1912 году разными периодическими изданиями. После гибели начальника экспедиции его дневники, которые он вёл до последнего дня, а также выдержки из личных писем и вспомогательные документы других членов экспедиции были опубликованы в двух томах в 1913 году под названием «Scott’s Last Expedition» («Последняя экспедиция Скотта»). Роланд Хантфорд отмечал, что «мир увидел историю в основном глазами Скотта». Из текста дневников при подготовке их к печати было удалено более 70 эпизодов, «мешающих созданию идеального образа». Были удалены выпады против Шеклтона и Амундсена, описание унижения Т. Грана, критика собственных спутников. Издание было изобильно иллюстрировано фотографиями всех членов экспедиции и акварелями Уилсона. Стоимость двухтомника составляла 3 гинеи, и тираж в 1500 экземпляров разошёлся очень быстро, но более не переиздавался. На русском языке эти материалы впервые были изданы в сокращённом виде в 1917 году и несколько дополненными переизданы в 1934 году. Новый перевод вышел в свет в 1955 году и был переиздан в 2007 году. Впервые оригиналы полевых журналов и дневников оказались доступны для исследователя Реджинальда Паунда в 1966 году.
В 1913 году бывший ассистент Уилсона Эпсли Черри-Гаррард взялся за написание официального отчёта об экспедиции, но из-за начала Первой мировой войны работа прервалась. В 1922 году Черри-Гаррард выпустил мемуары об экспедиции под названием «Самое ужасное путешествие на свете» (русский перевод 1991 года), которые выдержали только в Великобритании 17 изданий, и по популярности превзошли все другие материалы об этой экспедиции. Немалую роль в этом сыграл язык повествования и помощь Джорджа Бернарда Шоу, однако книга вызвала раздражение Кэтлин Скотт из-за критики её покойного мужа. По оценке Макса Джонса, дневники Скотта, книга Черри-Гаррарда и фотографии Понтинга являлись «подлинными произведениями искусства».
В 1915 году выпустил свою книгу «Антарктическая одиссея» Р. Пристли — геолог отряда Кемпбелла, которая до сих пор служит главным источником сведений о работе Северного отряда экспедиции Скотта. На русский язык её впервые перевели в 1985 году и переиздали четыре года спустя. Научная деятельность экспедиции была специально отражена в книге Г. Тейлора «Со Скоттом — светлая сторона», которая описывала географические походы первого сезона экспедиции. Популярную книгу «Пингвины Антарктики» опубликовал и доктор Левик — также участник отряда Кемпбелла. Дневники Э. Уилсона частично были опубликованы только в 1982 году (South Pole Odissey). Эти материалы до сих пор на русский язык не переводились.

## Дискуссии о причинах гибели экспедиции

### Ранние версии

Пути конкурирующих экспедиций к Южному полюсу. Маршрут Скотта обозначен зелёным, Амундсена — красным

Долгое время причины неудачи экспедиции Скотта рассматривались сквозь призму его мученической смерти. Главная причина была сформулирована самим Р. Скоттом в его предсмертном послании: неожиданные холода на шельфовом леднике Росса в феврале — марте 1912 года. Холодные ночи и противные ветра завершились снежной бурей, которая помешала экспедиционерам достигнуть продовольственного склада. Исключительность погодных условий в сезон 1911—1912 годов была подтверждена как наблюдениями сэра Дж. Симпсона — метеоролога Британской Антарктической экспедиции, так и наблюдениями команды Амундсена. Однако из-за ограниченного срока экспедиции (99 дней) самая низкая температура, испытанная командой Амундсена между 20 октября 1911 года и 25 января 1912 года, составила −24 °С.
Ассистент Э. Уилсона — Э. Черри-Гаррард ещё в 1922 году (в книге «Самое ужасное путешествие») обвинил своего бывшего командира в неправильном снаряжении экспедиции, в частности, отказе от методов Нансена, ошибочном выборе пони как транспорта и сознательном занижении пищевого пайка. Ссылаясь на исследования доктора Аткинсона, он писал, что для нормальной работоспособности человека при −10 °F (−23 °C) — температуре чуть выше средней на полярном плато в летние месяцы — требуется 8500 килокалорий, в то время как рацион команды Скотта для этого участка пути фактически составлял 4889 килокалории. Вскоре его поддержал Альберт Армитедж — спутник Скотта в экспедиции на «Дискавери»: он заявил, что проблемы со здоровьем у спутников Скотта, начавшиеся ещё до достижения полюса, объяснялись цингой. Рацион команды Скотта совершенно не содержал витамина С: 450 г сухарей (16 унций), 340 г пеммикана (12 унций), 85 г сахара (3 унции), 57 г сливочного масла (2 унции), 20 г чайной заварки и 16 граммов какао в день.
Негативную роль в судьбе полюсной команды могло сыграть и употребление наркотиков для снятия стресса и усталости. Черри-Гаррард вспоминал, что вернувшись из апрельского похода 1912 года — последнего перед зимовкой, он четыре дня прожил в одиночестве на мысе Хат-Пойнт, и от слабости мог передвигаться только на четвереньках, и писал:

«Не будь среди запасов… немного морфия, не знаю, что бы со мною сталось».

По неопубликованным воспоминаниям Черри-Гаррарда 1930 года, в походной аптечке Скотта ампулы из-под морфия и таблеток опиума были пусты, а шприц для подкожных инъекций был найден заполненным.
Наряду с Черри-Гаррардом, одним из ранних критиков Скотта был викарий Вустершира Гордон Хэйс, который основывался на документах и свидетельствах Понтинга и Пристли, согласившихся с ним сотрудничать. В своих книгах об Антарктике (1928) и завоевании Южного полюса (1932), он обвинил Скотта в неиспользовании собак, плохом планировании и организации, а также в том, что экспедиция «Терра Нова» по своим результатам была простым повторением опыта на «Дискавери». Причиной гибели группы Скотта он называл цингу, а также его импульсивный характер. Критические высказывания Черри-Гаррарда и Хэйса Ранульф Файнс определил как «сравнительно мягкие».

### Дискуссии второй половины XX века
В 1962 году Уолтер Сэлливан опубликовал статью, в которой попытался свести воедино известные данные и предлагал следующие причины гибели группы Скотта:
1. Сложность транспортной системы. Скотт предполагал использовать пони, мотосани и собак. В результате три четверти пути люди тащили всё снаряжение на себе.
2. Ставка на пони как на главную тягловую силу. Из доставленных в Антарктику 19 животных 9 погибли ещё до начала полюсного похода. Их чувствительность к холодам определила более поздние сроки начала похода к Южному полюсу, а необходимость тащить объёмный корм (сено и жмых) — и массу снаряжения, которая могла быть заложена в склады.
3. Склад Одной Тонны предполагалось заложить на 80° ю. ш. Из-за того, что лейтенанту Эвансу пришлось тащить всё снаряжение на себе, он был заложен в 31 миле от предполагаемого заранее места. Команда Скотта в марте 1912 года не смогла преодолеть 18 км (11 миль) до склада.
4. В последний момент полюсная команда из 4 человек была дополнена пятым (Генри Бауэрсом), причём количество провианта и прочего снаряжения было рассчитано только на четверых.
5. Рацион питания был сильно занижен в плане калорийности, и не содержал витамина С. Члены полюсной группы заболели цингой ещё до достижения полюса.
6. Бидоны для керосина были негерметичными, в результате топливо вытекало или испарялось, команда Скотта в последние месяцы похода была ограничена в возможности растапливать лёд для питья и готовить горячую пищу.
7. Погода в сезон 1911—1912 годов была аномально холодной, ранняя зима ускорила гибель членов экспедиции.

В 1979 году историк полярных экспедиций Роланд Хантфорд опубликовал книгу Scott and Amundsen («Скотт и Амундсен»), переизданную в 1985 году под названием The Last Place On Earth («Последнее место на Земле»), по материалам которой был сделан телесериал с тем же названием. Хантфорд подверг резкой критике все действия Скотта, включая его авторитарный стиль управления, неправильный подбор снаряжения и т. д. Ревизионистский подход к наследию Скотта стал обычным в последующих исследованиях, приведя, между прочим, к переоценке роли Эрнеста Шеклтона в истории полярных исследований.
Аргументы Хантфорда были подвергнуты критике в исследовании известного полярника сэра Ранульфа Файнса (в 1979—1982 годах проведшего Трансглобальную экспедицию через Северный и Южный полюсы, с пересечением на мотосанях всей Арктики и Антарктического континента, причём путь от Южного полюса к Мак-Мердо проходил по трассе Шеклтона и Скотта), а также метеоролога Сьюзан Соломон. Тем не менее никто из перечисленных не отрицал, что метод, использованный Амундсеном (ездовые собаки принимают на себя всю тяжесть перевозок и скармливаются своим собратьям и людям — членам экспедиции), оказался намного эффективнее пеших переходов Скотта. Хантфорд, по сути, довёл до конца аргументацию Черри-Гаррарда, заявившего в своё время, что Скотт не предусмотрел всего, что следовало, до начала экспедиции.
Только в 2006 году была предпринята попытка проверить эти суждения экспериментально.

### Моделирование «гонки» Скотта и Амундсена в 2006 году
В 2006 году телеканал BBC Two финансировал эксперимент, в котором моделировались экспедиции Скотта и Амундсена. Использовалось только снаряжение и рационы, имитирующие условия 1911 года. Моделирование проводилось в Гренландии, поскольку в 1991 году был принят Протокол по охране окружающей среды Антарктиды, запретивший ввоз любых представителей инородной флоры и фауны южнее 60° ю. ш. Эти меры, направленные на охрану эндемичного биоразнообразия Антарктики, не позволили провести полярную гонку в условиях, максимально приближённых к оригиналу. В Гренландии была избрана трасса, проходящая как по леднику, так и в горах. Консультантами проекта выступили известные исследователи Арктики и деятельности Скотта и Амундсена: биограф Роланд Хантфорд (Великобритания), метеоролог Сьюзан Соломон (США), полярник сэр Ранульф Файнс (Великобритания) и другие. Экспедиция представляла собой разновидность реалити-шоу: вся повседневная жизнь фиксировалась командой операторов. Были подобраны две команды из британцев и норвежцев. Им предстояло пройти около 2500 км за 99 дней, используя технику и снаряжение, аналогичные имевшимся у Амундсена и Скотта. Обе команды сопровождали съёмочные группы и бригады медиков на снегоходах, в случае необходимости можно было вызывать самолёт. В обеих командах были профессиональные путешественники и альпинисты. Британскую группу возглавил бывший спецназовец Брюс Парри, норвежскую — Рюне Эльднес, лейтенант в отставке ВМФ Норвегии (на 2010 год единственный человек, в одиночку достигший и Северного, и Южного полюса без сопровождения извне).
Норвежская команда имела 48 собак и включала 5 человек. Им удалось пройти всю дистанцию в 2500 км (через горы к условному полюсу и обратно) за 75 суток, причём «полюса» они достигли на 48 день. Британская группа сначала выступила в составе 8 человек и 20 собак (лошадей не использовали), которыми можно было пользоваться до 40-го дня. В составе британской команды был и Артур Джеффс — внук Кэтлин Скотт (в её втором браке). Члены группы и собаки снимались с дистанции в примерном соответствии с графиком Скотта 1911 года. Из-за травмы одного из участников в горы и к условному полюсу британская команда двинулась в составе 4 человек. Из-за критической потери веса тела (от 15 до 25 %) и резкого ухудшения самочувствия членов команды продюсеры приняли решение снять британскую команду с маршрута на 91-й день экспедиции (команда Скотта провела на леднике 144 дня). Британская команда 2006 года испытывала в точности те же проблемы, что были описаны в дневниках Скотта, это показывало недостатки в методе передвижения и планировании экспедиции. Рационы Скотта не содержали витаминов С и В12. Это приводило к снижению интеллектуальных качеств человека и оказывало угнетающее действие на психику. В то же время продувка норвежских и английских костюмов в аэродинамической трубе и их испытания в поле показали, что их свойства были примерно одинаковы. Участники экспедиции считают доказанным, что снаряжение и тактика экспедиции Р. Скотта не соответствовали взятым на себя задачам и гибель его и спутников была неизбежна даже при более мягких погодных условиях, нежели бывших в 1911—1912 годах в Антарктике. Выяснилось, что при выпавших на их долю физических нагрузках члены команды Скотта расходовали энергии в 3—4 раза больше, чем получали из своих рационов, причём в условиях полярных стран организм начинал «сжигать» мышечную массу. В результате было выяснено, что Амундсен принял наиболее оптимальную стратегию и тактику, стремясь максимально сократить время пребывания членов экспедиции в экстремальных условиях, пока человеческий организм не начинает «сдавать». Шестисерийный фильм об экспедиции, получивший название Blizzard: Race to the Pole («Буран: Гонка к полюсу»), неоднократно демонстрировался на разных телеканалах, в том числе и в России. Выпущена книга.

### Дискуссия К. Мэй и К. Тёрни
В XXI веке наметилась тенденция к переоценке действий заместителей Роберта Скотта, ответственных за организацию возвращения полюсной группы. В 2013 году исследователь из Полярного института им. Р. Скотта Карен Мэй опубликовала в журнале «Polar Record» статью, в которой предприняла попытку ещё раз разобрать условия осеннего сезона 1912 года и действий людей, оставшихся на мысе Эванса. К. Мэй критиковала непоследовательность приказов Р. Скотта, поскольку из-за неразберихи собачьи упряжки Сесила Мирза и Дмитрия Гирева были задействованы в поле значительно дольше, чем полагалось по первоначальному плану. Они вернулись на базу с 16-дневным опозданием (5 января 1912 года), вдобавок Эдвард Эванс тяжело заболел цингой. Всё это делало невозможным пополнение складов на обратном пути и встречу группы Скотта на ледяном барьере. По мнению Карен Мэй, люди Скотта проигнорировали его приказ, что и привело к гибели полюсной группы на обратном пути. Более того, в заболевании лейтенанта Эванса исследователь обвинила его самого, поскольку ещё на базе он игнорировал употребление в пищу свежего мяса тюленей. Сопровождавшие его Лэшли и Крин, старше Эванса по возрасту, заболели в лёгкой форме, были физически и психически дееспособны на всём протяжении пути до базы. Биограф Черри-Гаррарда — полярный исследователь Сара Уилер — также обвиняла Эдварда Эванса в искажении приказов Скотта. Согласно её реконструкции событий, Скотт ещё до отправления на Южный полюс, не поделил с Эвансом лидерство и признал, что назначение Эванса в команду было ошибкой. Карен Мэй утверждала, что конфликт Скотта и Эванса — формального и неформального лидеров команд — повторял коллизию с Шеклтоном, сложившуюся во время экспедиции на «Дискавери».
Карен Мэй утверждала, что Гирев и Черри-Гаррард в марте 1912 года не смогли добраться до блокированной бураном группы Скотта из-за нехватки собачьего корма на Складе одной тонны. Причиной мог быть саботаж со стороны Сесила Мирза, который отбыл из Антарктиды на барке «Терра-Нова», хотя должен был пойти на юг в первую неделю февраля 1912 года и встречать полюсную партию около 1 марта на 82° ю. ш. Поскольку Роберт Скотт отдал исполнявшему обязанности командира Аткинсону три противоречащих друг другу приказа, Аткинсон действовал в соответствии с устными указаниями Скотта от 21 декабря 1911 года. В них ни о собаках, ни о корме для них не упоминалось. Согласно мнению исследовательницы, вместо Мирза поход для встречи группы Южного полюса мог возглавить опытный каюр Чарльз Райт, но Аткинсон назначил его начальником научной группы. В поле отправился Эпсли Черри-Гаррард, который не обладал навыками в навигации и страдал сильной близорукостью. Карен Мэй утверждала, что при последовательном исполнении приказов Скотта спасение его, Уилсона и Бауэрса было вполне возможно.
В 2017—2018 годах австралийский исследователь Крис Тёрни (Университет Нового Южного Уэльса) на большом корпусе первоисточников, в том числе неопубликованных, пересмотрел аргументацию К. Мэй. Тёрни негативно оценил действия Р. Скотта, который отдал устный приказ, противоречащий всем письменным приказам и инструкциям, составленным до отхода к полюсу. Негативно Тёрни оценивал и действия Эдварда Эванса, который при этом не имел возможности проследить за исполнением новых указаний Роберта Скотта, о которых ничего не знал. Деятельность Эванса после расставания с группой Скотта Тёрни квалифицировал как непрофессиональные, а в худшем случае — как саботаж. Возможно, что у партии Скотта не хватало керосина и провианта на обратном пути именно из-за перерасхода продуктов и топлива группой Эванса. Более того, по косвенным данным можно заключить, что Эванс внёс изменения в опубликованные документы (оригинал его дневника не сохранился), чтобы «подогнать» сроки своего заболевания к посещению промежуточных складов. Почему эти действия замалчивались официальными лицами в Англии (в том числе президентом КГО лордом Кёрзоном), остаётся неизвестным, хотя и выражается надежда, что будущие архивные изыскания позволят ответить на данный вопрос.

### Экспедиции по маршруту Скотта
В 1984—1987 годах проходила экспедиция «По следам Скотта» британца Роберта Свона. В Новой Зеландии члены экспедиции посетили 96-летнего Билла Бартона, — единственного на тот момент живого участника экспедиции Скотта. Члены команды Свона прошли 900 миль (1400 км), достигнув Южного полюса 11 января 1986 года, на 70-й день похода, без использования радиосвязи и какой-либо поддержки извне. В экспедиции было много рискованных эпизодов, включая гибель экспедиционного судна, раздавленного льдами. После успешного завершения похода, Р. Свон вернулся в Антарктиду в 1987 году, чтобы убрать следы своего пребывания на материке, включая мусор, и недоиспользованные припасы.
В январе-феврале 2012 года успешно прошла «Экспедиция британской армии» в память столетия похода Скотта. Антарктическая часть экспедиции включала переход на 75-футовой (23 м.) яхте, и предполагала исследование прежде малоизученных областей Антарктического полуострова.
В октябре 2013 года стартовала автономная лыжная «Экспедиция Скотта» — попытка повторить и завершить его 1800-мильный маршрут от Мак-Мёрдо до Южного полюса и обратно. В экспедиции участвовали Бен Сандерс — самый молодой из покоривших Северный полюс своим ходом, и Тарка Л'Эрпиньер, имеющий за плечами ряд полярных и горных экспедиций. 26 декабря 2013 года они достигли полюса, а 7 февраля 2014 года успешно вернулись. На обратном пути им пришлось вызвать самолёт для пополнения запасов. Путешественники во время похода вели твиттер, инстаграм и официальный сайт.

## Комментарии
1. ↑  Здесь имеется в виду склад Middle Barrier Depot. У экспедиции было два склада с одинаковым в переводе на русский язык названием «Середина ледника»: Middle Glacier Depot и Middle Barrier Depot. Первый располагался на горном леднике Бирдмора, второй — посередине шельфового ледника Росса.

### Первоисточники
- Scott's last expedition. In two volumes / Arranged by Leonard Huxley. With a preface by Sir Clements R. Markham, etc. — London : Smith, Elder & Co, 1914. — Т. I. Being the journals of Captain R. F. Scott …. — XXVI, 636 p.
- Scott's last expedition. In two volumes / Arranged by Leonard Huxley. With a preface by Sir Clements R. Markham, etc. — London : Smith, Elder & Co, 1913. — Vol. II. Being the reports of the journeys & the scientific work undertaken by Dr. E.A. Wilson and the surviving members of the expedition. — XVI, 534 p.
- Пристли Р. Антарктическая одиссея: Северная партия экспедиции Р. Скотта / Пер. с англ.; предисловие Л. И. Дубровина. — Изд. 2-е. — Л. : Гидрометеоиздат, 1989. — 360 с. — ISBN 5-286-00405-9.
- Скотт Р. Экспедиция к Южному полюсу. 1910—1912 гг. Прощальные письма / Пер. с англ. В. А. Островского, под ред. М. Г. Деева. — М.: Дрофа, 2007. — 559 с. — (Библиотека путешествий). — 5000 экз. — ISBN 978-5-358-02109-9.
- Черри-Гаррард Э. Самое ужасное путешествие / Перевод с английского Р. М. Солодовник; Научный редактор доктор. геогр. наук В. С. Корякин. — М. : Paulsen, 2014. — 528 с. — (Великие британские экспедиции). — ISBN 978-5-98797-085-0.

### Монографии и статьи
- Буманн-Ларсен, Тур. Амундсен / Пер. Т. В. Доброницкой, Н. Н. Фёдоровой. — М.: Молодая гвардия, 2005. — 521 с. — (Серия ЖЗЛ). — ISBN 5-235-02860-0.
- Ладлэм Г. Капитан Скотт / Перевод с английского В. Я. Голанта. Научный редактор кандидат географических наук Л. И. Дубровин. С предисловием академика А. Ф. Прянишникова. — Изд. 2-е, испр. — Л. : Гидрометеоиздат, 1989. — 288 с. — ISBN 5-286-00406-7.
- Корякин В. С. Гонка за полюс. Кто был первым на Южном полюсе. — М. : Эксмо, 2012. — 288 с. — 3100 экз. — ISBN 978-5-699-54101-0.
- Саннес Т. Б. «Фрам»: приключения полярных экспедиций / Пер. с нем. А. Л. Маковкина. — Л.: Судостроение, 1991. — 272 с. — (Замечательные корабли). — 100 000 экз. — ISBN 5-7355-0120-8.
- Хантфорд Р. Покорение Южного полюса. Гонка лидеров / Пер. с англ. С. Филина. — М. : Манн, Иванов и Фельбер, 2012. — 640 с. — ISBN 978-5-91657-323-7.
- Crane, David. Scott of the Antarctic : a life of courage and tragedy in the extreme south. — London: Harper-Collins, 2002. — VIII, 578 p. — ISBN 978-0-00-715068-7.
- Fiennes, Ranulph, Sir. Race to the pole: tragedy, heroism, and Scott’s Antarctic quest. — New York : Hyperion, 2004. — viii, 462 p. — ISBN 0-4013-0047-2.
- Hooper M. The longest winter: Scott's other heroes. — Berkeley : Counterpoint, 2010. — 358 p. — ISBN 978-1-58243-762-0.
- Jones M. The last great quest: Captain Scott's Antarctic sacrifice. — Oxford University Press, 2004. — XV, 352 p. — ISBN 0–19–280570–3.
- Lambert K. The longest winter : the incredible survival of Captain Scott’s lost party / introduction by Peter King. — Washington : Smithsonian Books, 2004. — xix, 236 p. — ISBN 1-58834-195-X.
- May K. Could Captain Scott have been saved? Revisiting Scott's last expedition // Polar Record. — 2013. — Vol. 49, no. 1. — P. 72—90. — doi:10.1017/S0032247411000751.
- Preston, Diana. A First Rate Tragedy. — London: Constable, 1999. — xv, 365 p. — ISBN 0-09-479530-4.
- Solomon, Susan. The Coldest March: Scott's Fatal Antarctic Expedition. — New Haven: Yale University Press, 2001. — 416 p. — ISBN 0-300-09921-5.
- Turney C. Why didn't they ask Evans? // Polar Record. — 2017. — Vol. 53, no. 3. — P. 498—511. — doi:10.1017/S0032247417000468.
- Turney C. Why didn't they ask Evans?: a response to Karen May // Polar Record. — 2018. — Vol. 54, no. 2. — P. 178—180. — doi:10.1017/S0032247418000220.
- Wheeler S[англ.]. Cherry: a life of Apsley Cherry-Garrard. — New York : Random House, 2002. — xii, 353 p. — ISBN 0-375-50328-5.